# نقش پارسی بر احجار هند

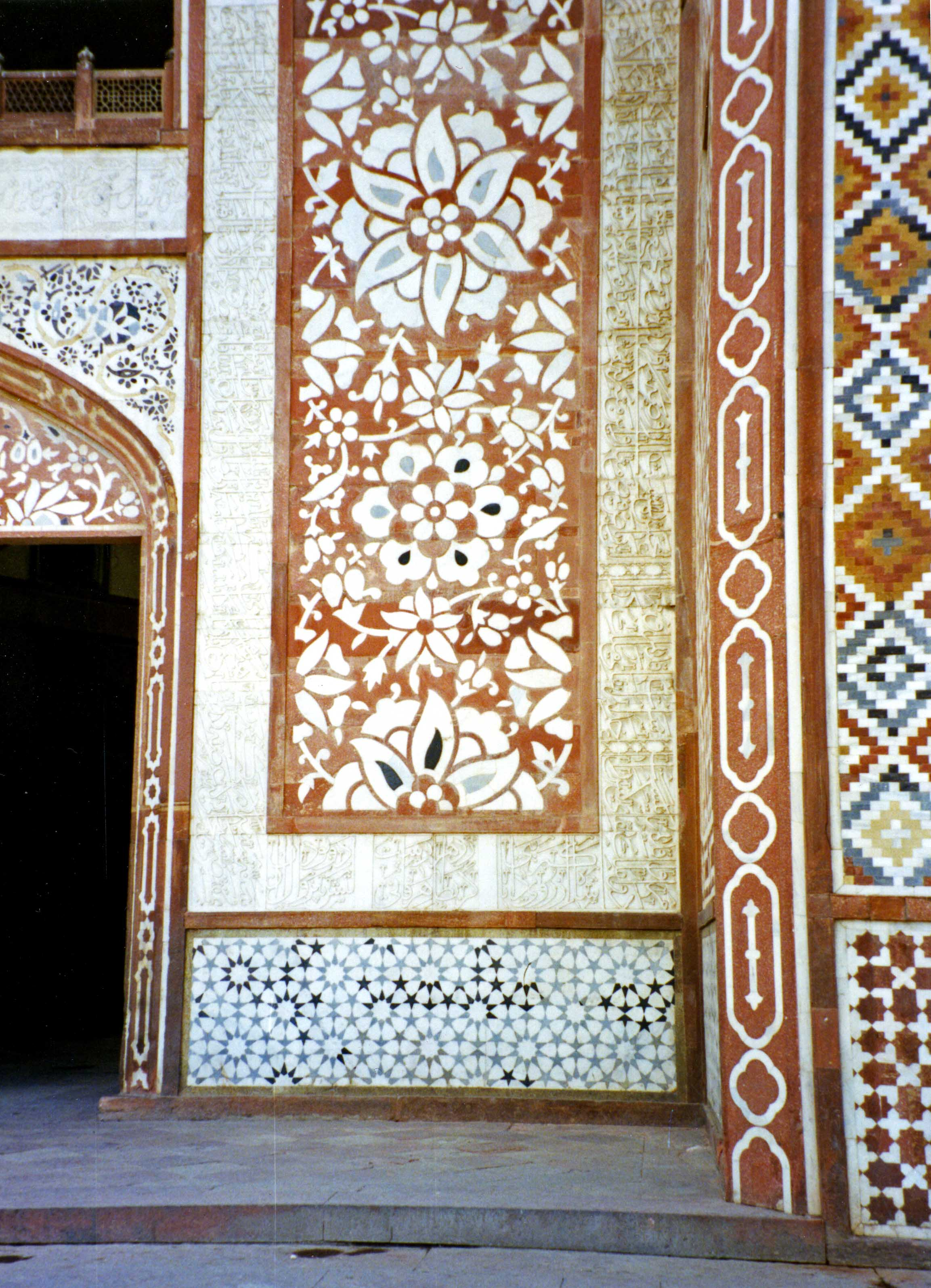
آرامگاه اکبر کبیر زیباترین سنگ مرمر نوشته‌های اشعار فارسی

نقش پارسی بر احجار هند نام کتابی است از علی‌اصغر حکمت شیرازی که کتیبه‌ها یا سنگ‌نوشته‌هایی با متن فارسی در بناهای تاریخی هند را بررسی کرده و در سال‌های ۱۳۳۵ و ۱۳۳۷ و نسخه جدید مصور با دو فصل و ۵ گفتار اضافه در سال ۱۳۹۲ منتشر شده‌است.

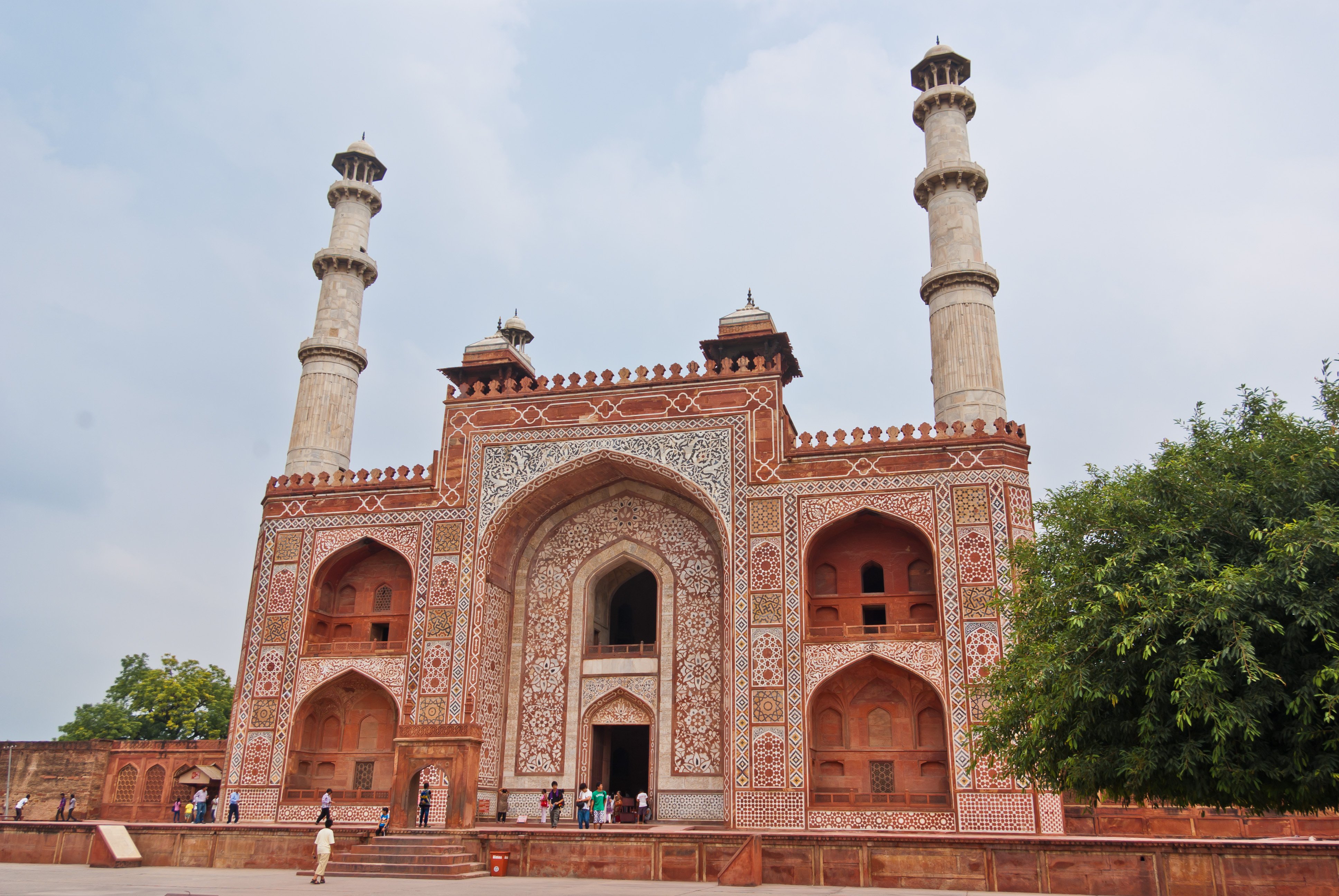
بلند دروازه در فاتح پور سیکری

## مطالب کتاب

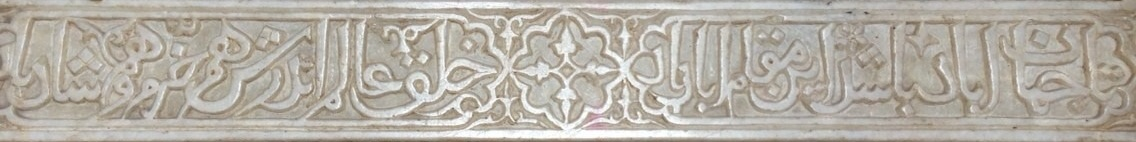
سنگ نوشته‌های فارسی در فلعه پورانا

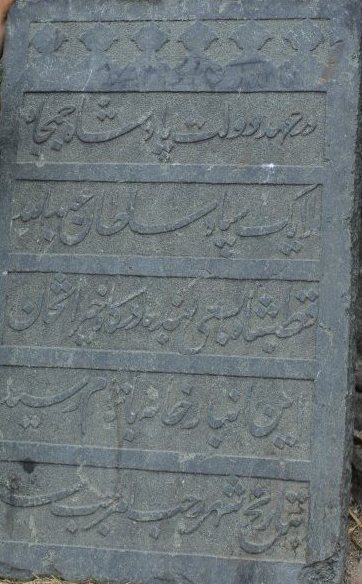
سنگ نوشته فارسی گلکنده.

چاپ اول این کتاب شامل متن فارسی بیشتر از ۸۰ سنگ نوشته فاخر در بناهای تاریخی هندی بوده‌است که امروزه بسیاری از آن‌ها جزو میراث ملی یا ثبت میراث جهانی یونسکو شده‌اند. چاپ جدید حدود دویست سنگ نوشته را بررسی کرده‌است.
کتاب نقش پارسی بر بناهای فاخر هند بخش اندکی از نمونه‌های فاخر آثار پارسی در هند را جمع‌آوری کرده‌است. این کتاب با تصاویر زیبا مصور شده این مجموعه تنها بخشی از بیشتر از ۱۵ هزار سنگ نوشته فارسی و قرآنی در هند است که شناسایی شده‌اند که بسیاری از آن‌ها در زمره میراث فرهنگی هند و میراث جهانی ثبت شده‌است.

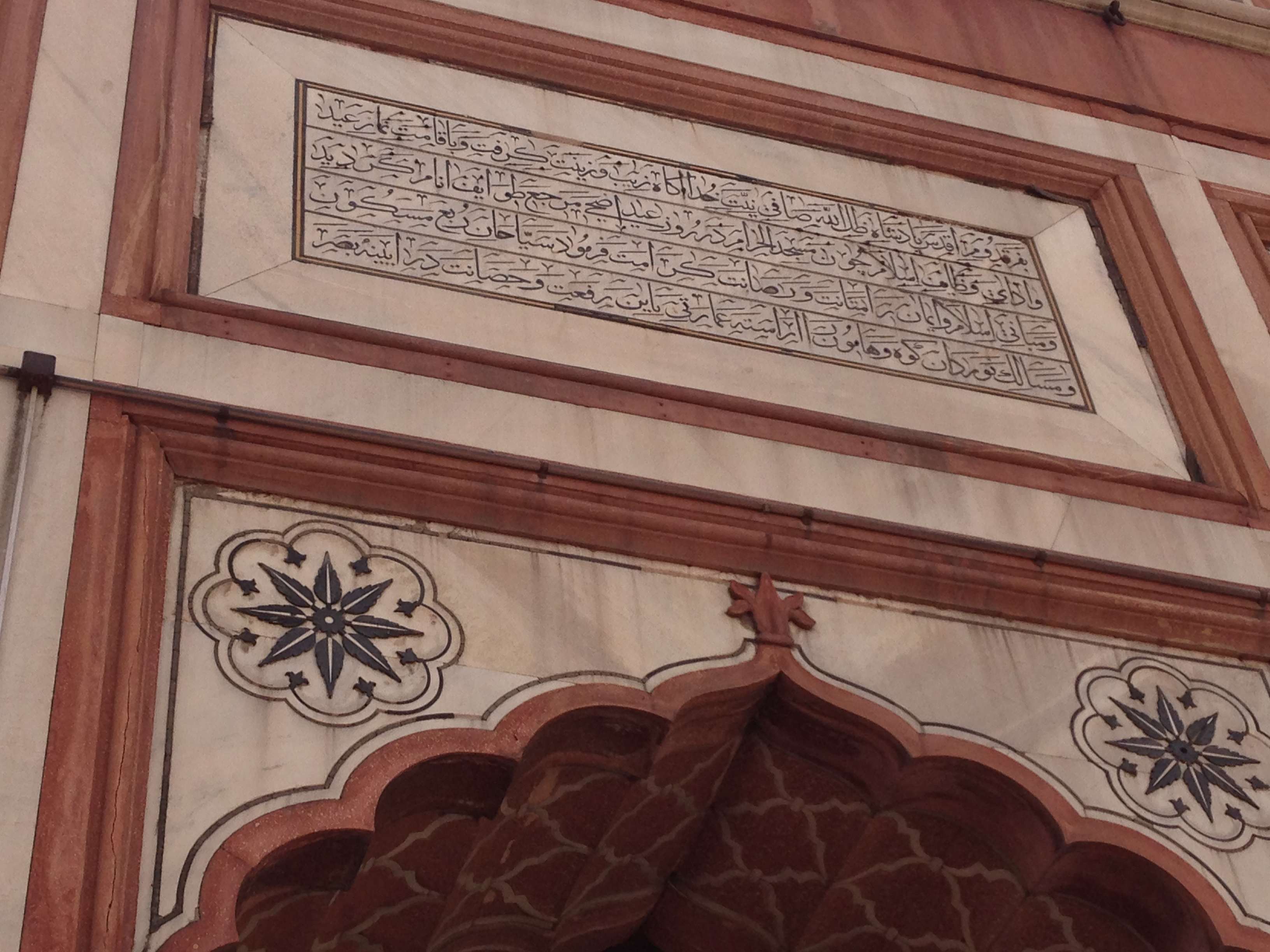
سنگ نوشته‌های فارسی در مسجد دهلی

در این کتاب بیشتر از دویست تصویر سنگ نوشته‌های دورهٔ گورکانی و بابری به زبان فارسی نمایش و شرح داده شده‌است و یک فصل آن به نوشته‌های فارسی و نقاشی‌های سبک ایرانی تالار اصلی کاخ ریاست جمهوری هند اختصاص دارد. در این کتاب همچنین نسخه‌های بی‌نظیر فارسی از قبیل فرمان‌ها و وصیت‌نامه‌ها مورد توجه قرار گرفته‌است؛ و یک فصل به آن اختصاص یافته‌است.
در این کتاب سنگ نوشته‌های فارسی در قصرها و قلعه‌ها - در مساجد - قبور و ارامگاه‌ها و در سایر بناهای هند بررسی و توضیح داده شده‌است.
.
دیباچه کتاب با این شعر پر آوازه از عرفی شیرازی آغاز شده که او این شعر را در هند و در مدح شاهاکبر کبیر سروده اما بعضی در ایران انرا مدح پیامبر دانسته‌اند:
- از نقش و نگار در و دیوار شکسته - آثار پدید است صنادید (بزرگان) عجم را.
- نوبت بمن افتاد بگویید که دوران - آرایشی از نو بکند مسند جم را.
- هشدار که نتوان بیک آهنگ سرودن - مدح شه کونین و مدیح کی و جم را.
- او اکبر شاه را وارث شاهان و مهتران و امپراتوران عجم و جم جاه دانسته‌است.

## مساجد
مساجد زیر در کتاب نقش پارسی توضیح داده شده‌است:
- مسجد جامع دهلی
- مسجد بادشاهی
- فاتح پور سیکری[۴]
- مسجد کهنه در نواحی فتحپور (سیکری)
- مسجد کوتلهٔ نظام الّدین
- کالی مسجد یا کلان مسجد
- مسجد قلعه کهنهٔ دهلی
- مسجد آمبر
- مسجد جامع فتحپور (سیکری)
- مسجد جامع اله آباد
- مسجد جامع اکبر آباد (آگره)
- مسجد اکبرآبادی
- سنگ نوشتهٔ مسجد روشن الدوله
- مسجد بابری مسجد بابُری बाबरी मस्जिद) نام مسجدی در شهر آیودیا (آیودهیا یا آجودهیا) در بخش فیض آباد در ایالت اوتارپرادش هند در شرق لکنهو بود که برفراز تپه‌ای به‌نام «رام کوت» به معنی «قلعه رام» قرار داشت که بنظر هندوها زادگاه رام بوده‌است لذامسجد تخریب گردید.

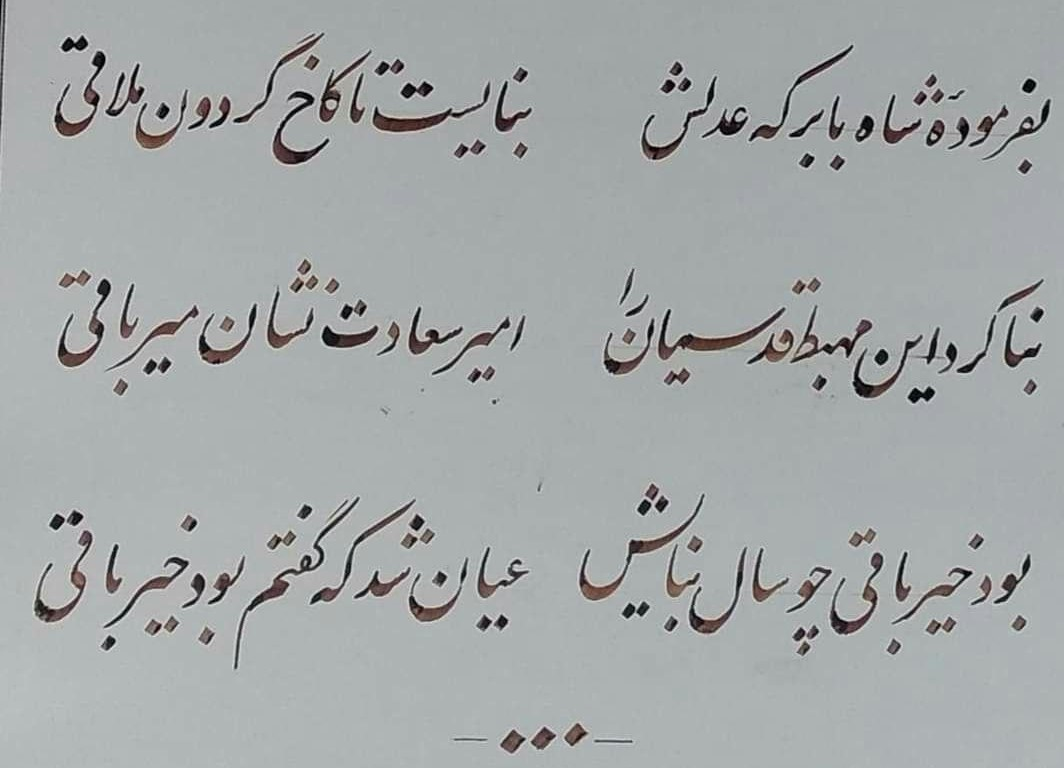
مسجد بابری. نقش پارسی بر بناهای فاخر هند

بر سر در مسجد بابری که تخریب شد بر سنگ نوشته شده بود:
| بنام آنکه دانا هست اکبر         |  | که خالق جمله عالم لامکانی         |
| درود مصطفی بعد از ستایش         |  | که سرور انبیاء دو جهانی           |
| فسانه در جهان بابر قلندر        |  | که شد در دور گیتی کامرانی         |
| چنان‌که مطلع کشور گرفته          |  | زمین را چون مبارز آسمانی          |
| در آن حضرت یکی سید معظم         |  | که نامش میرباقی اصفهانی           |
| منیر سلطنت تدبیر ملکش           |  | که این مسجد حصار مهستانی          |
| خدایا در جهان تابنده ماند       |  | که خیر و بخت و تخت زندگانی        |
| در این عهد و در این تاریخ میمون |  | که نهصد پنج وسی بوده نشانی(۹۵۳ ق) |

در کتیبه دو طرف منبر:
| بمنشای بابر خدیو جهان      |  | بسانیکه با کاخ گردون عنان |
| بنا کرده این خانه پایدار   |  | امیر سعادت نشان میرخان    |
| بماند همیشه چنین بانی اش   |  | چنان شهریار زمین و زمان   |
| بفرموده شاه بابر که عدلش   |  | بنائست با کاخ گردون ملاقی |
| بنا کرده این مهبط قدسیانرا |  | امیر سعادت نشان میرباقی   |

(اصفهانی)

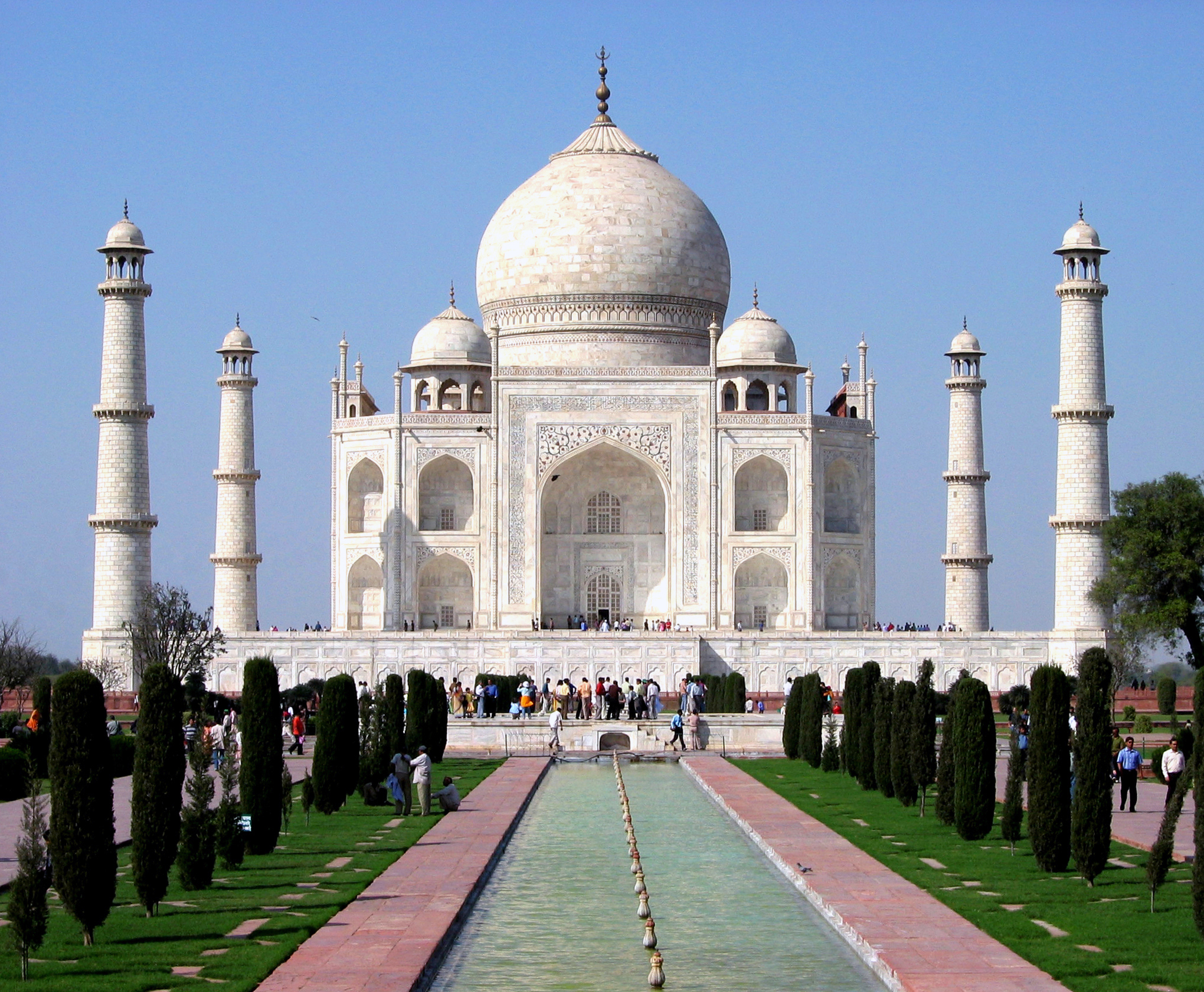
ضریح تاج محل، آگرا،
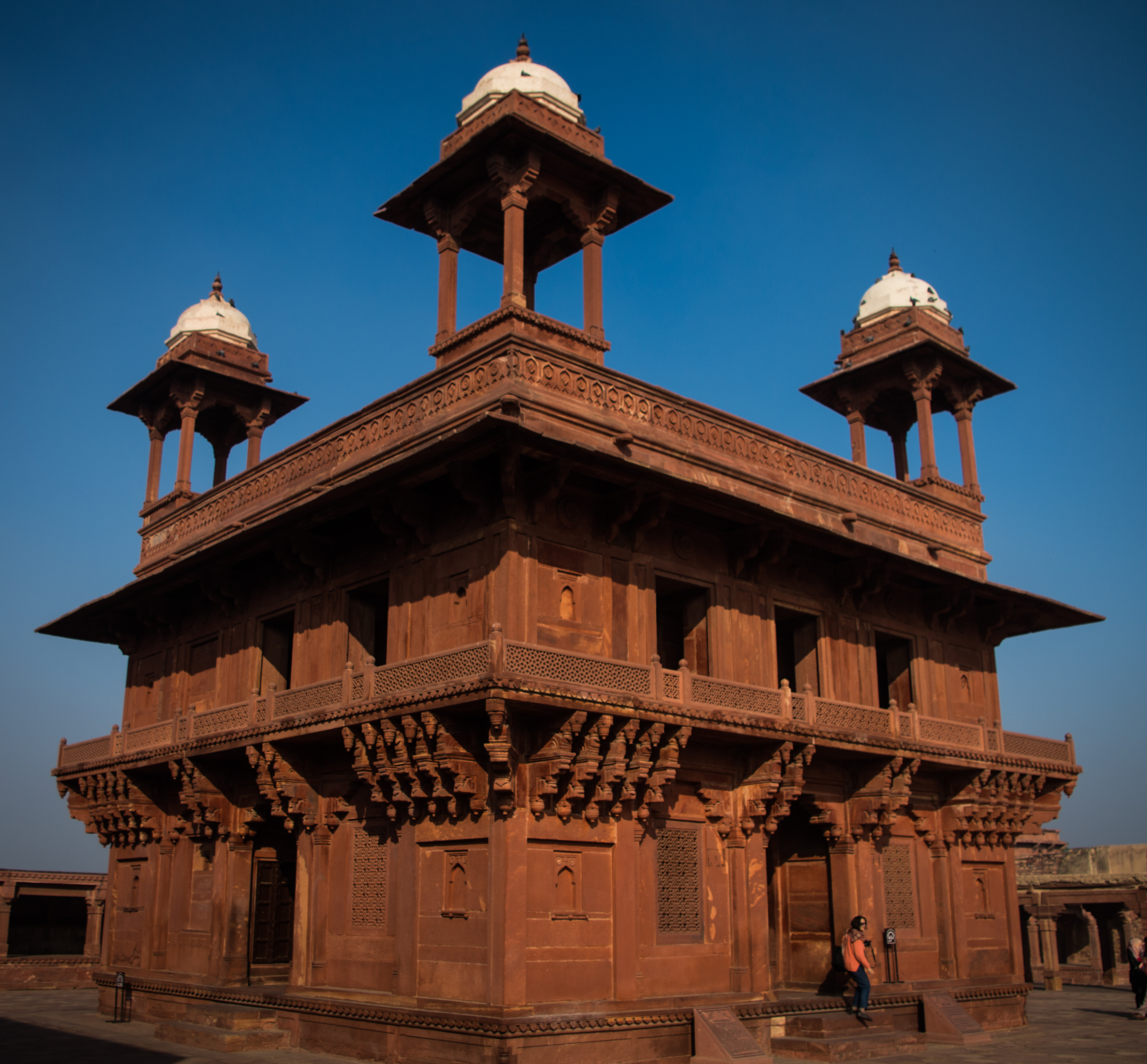
دیوان خاص در فتحپور سیکری، پایتخت جلال الدین أکبر درهند.
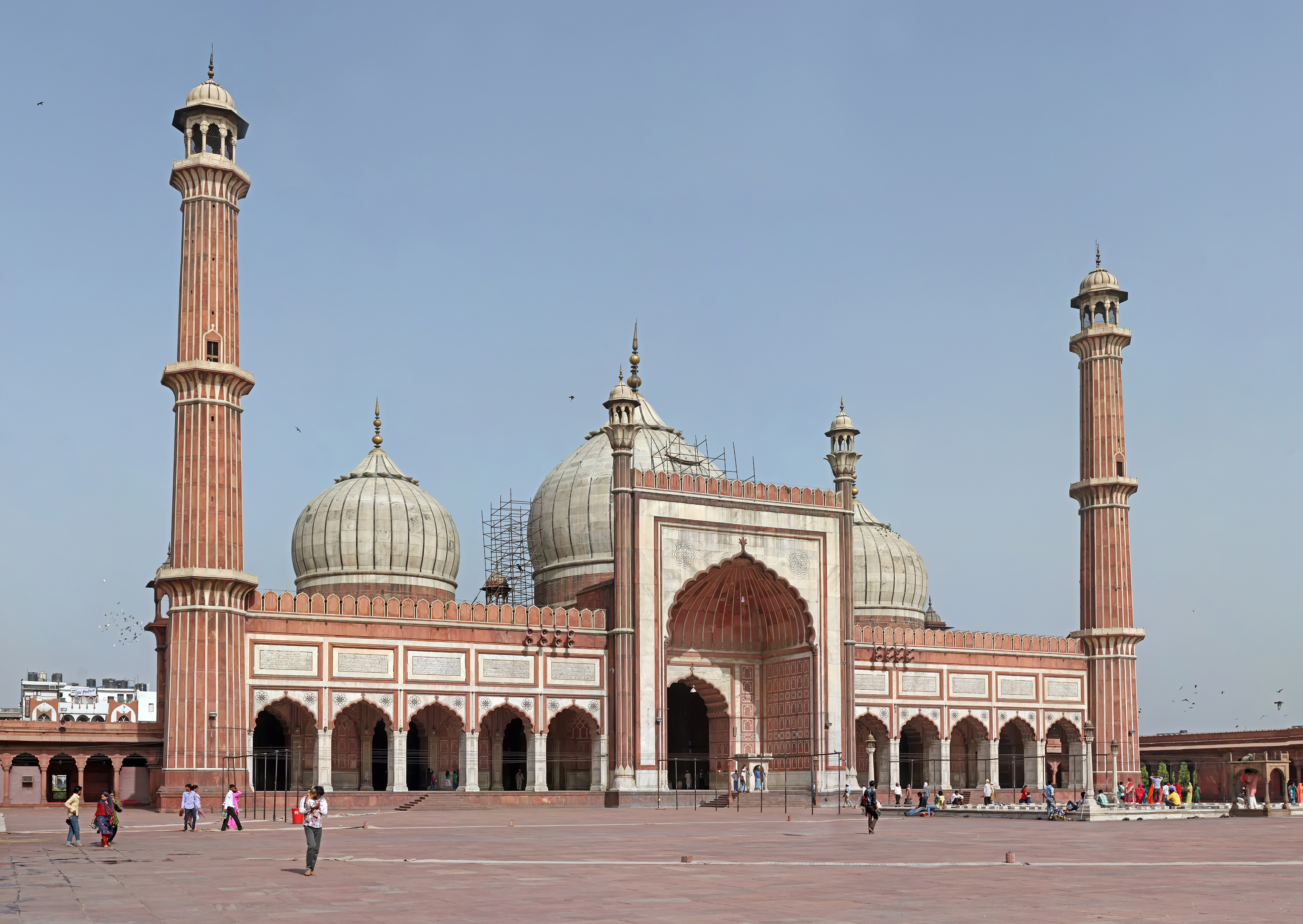
مسجد جامع دهلی،
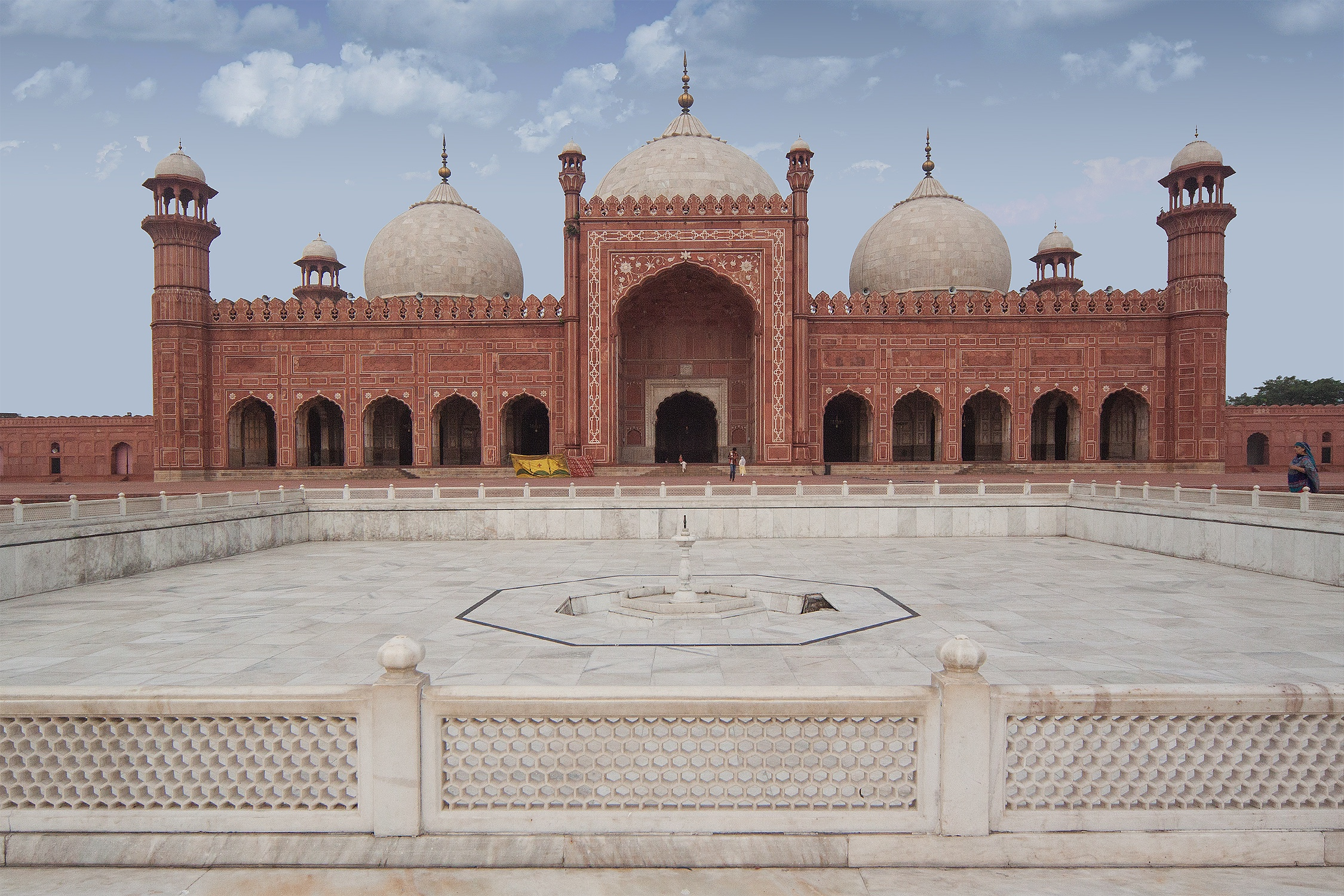
مسجد بادشاهی، لاهور، پاکستان.
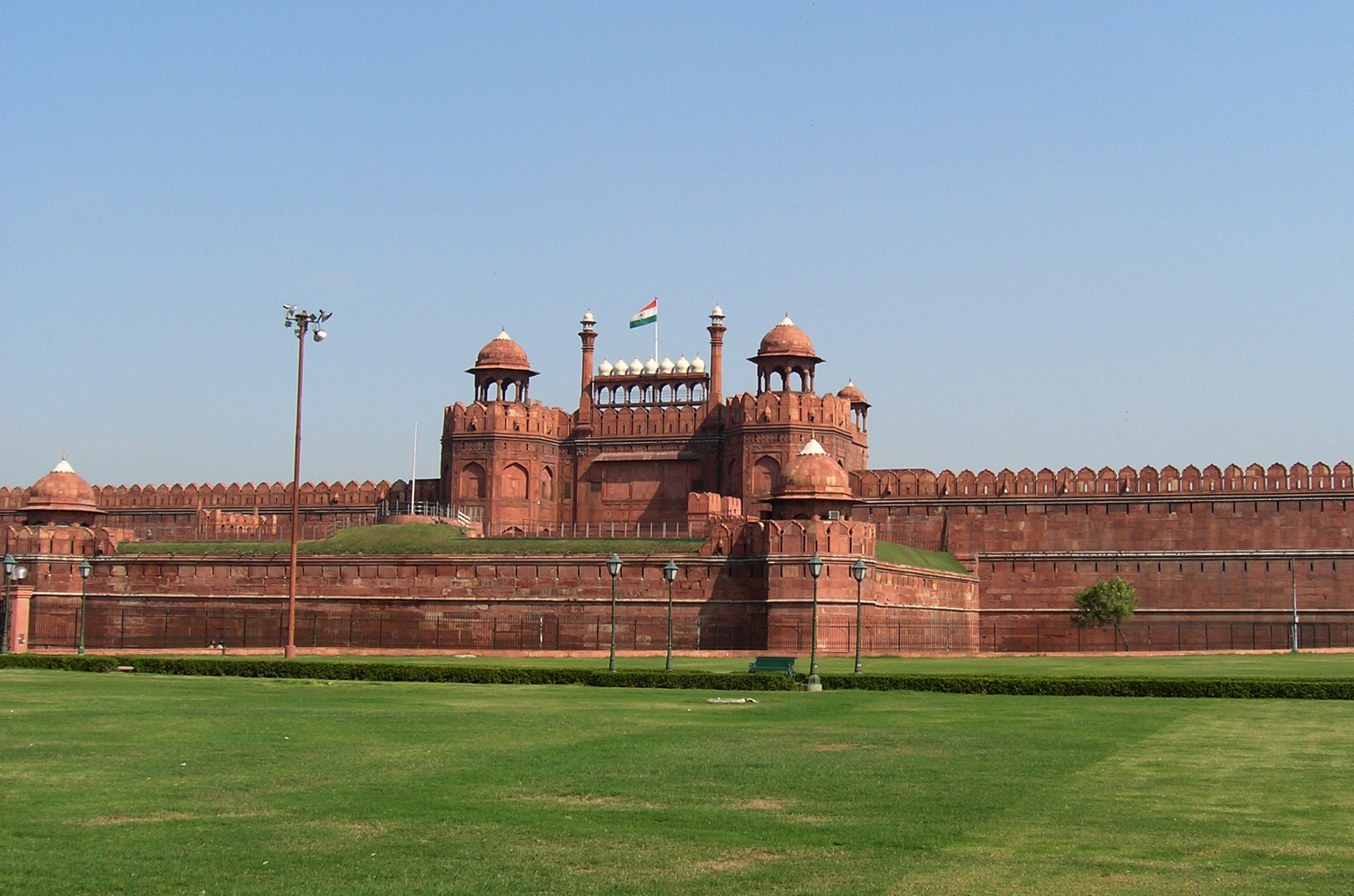
لال قلعه، دهلی
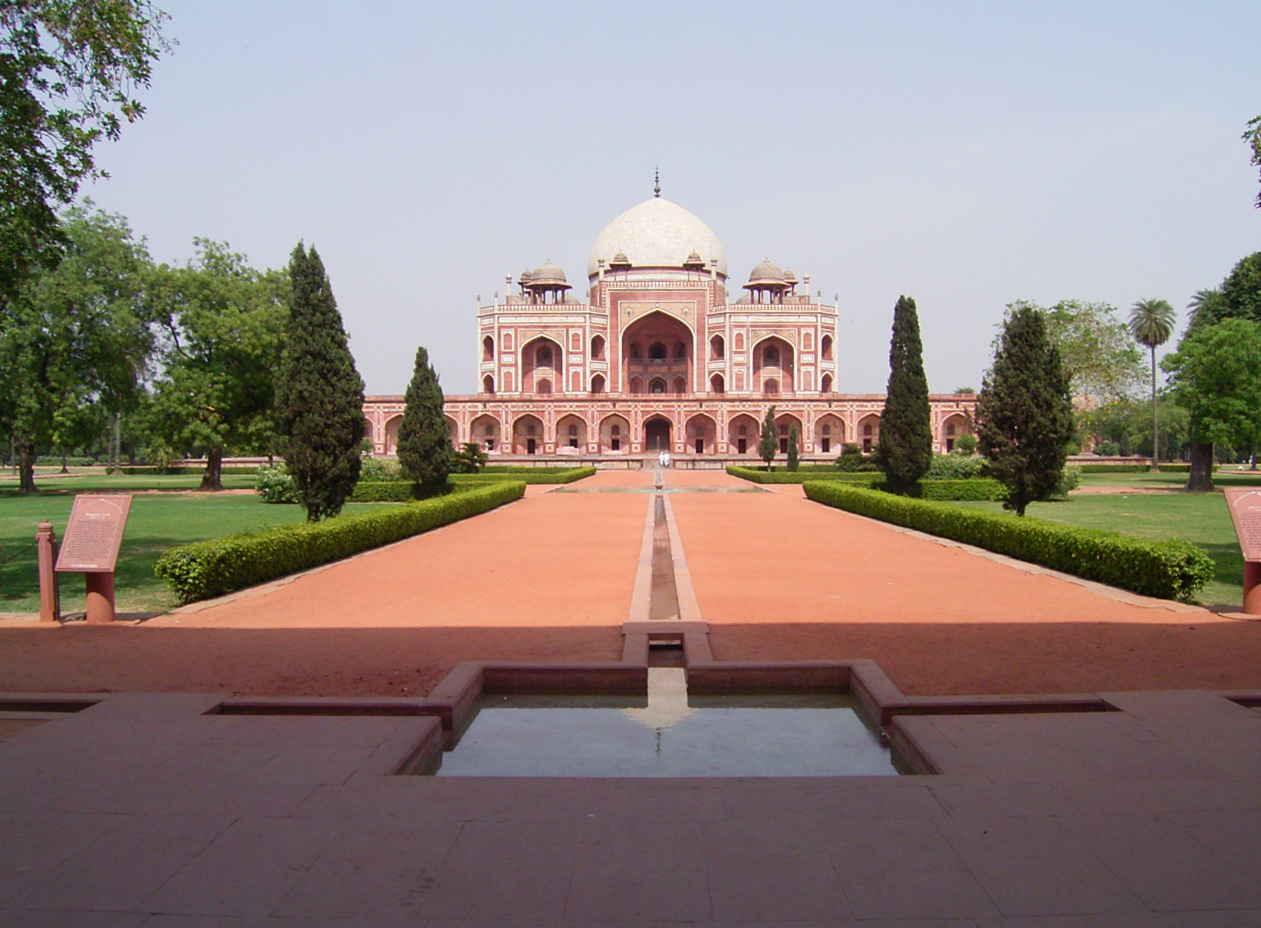
مقبرة همایوندهلی
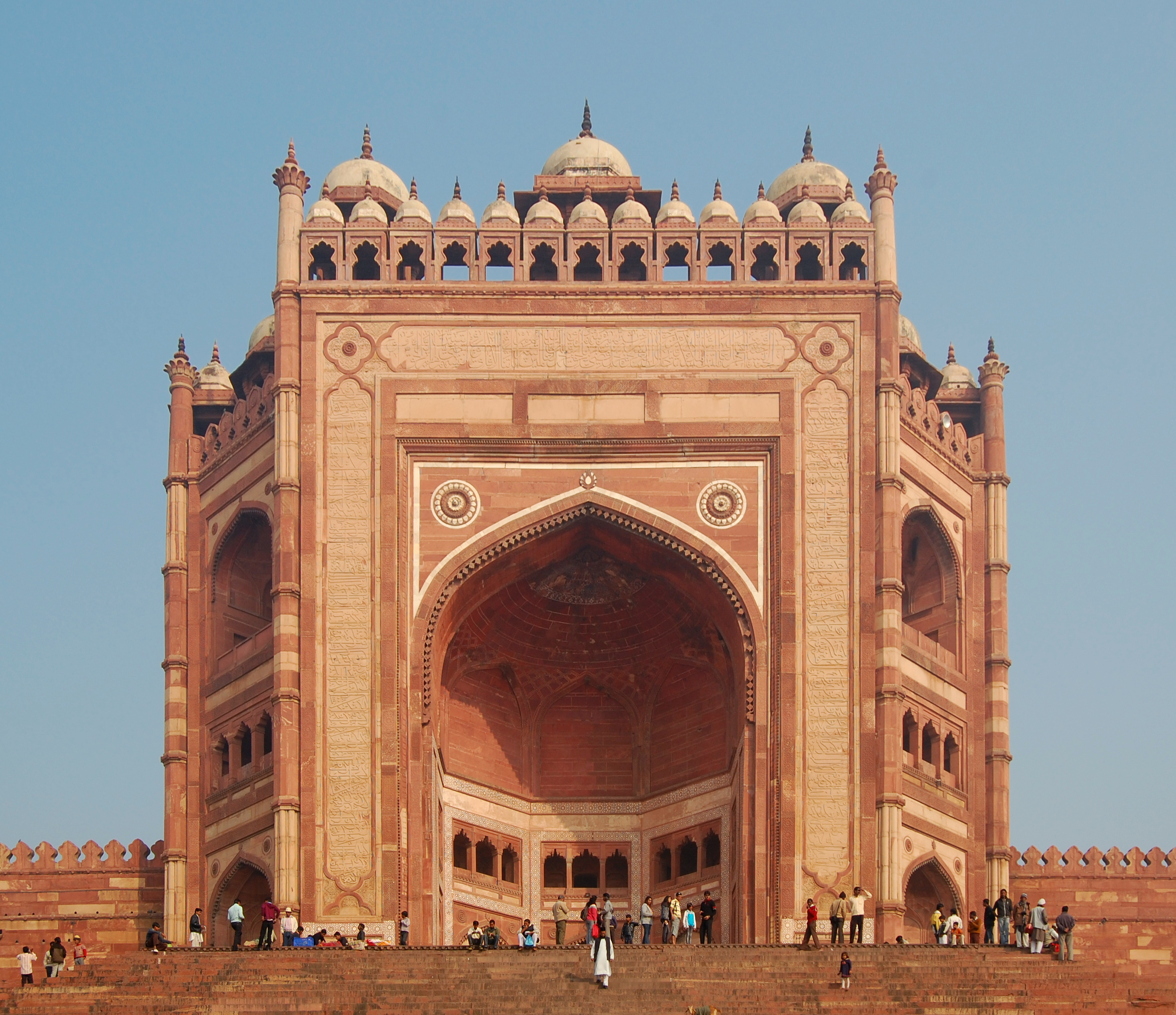
بلند دروازه اکبر کبیر
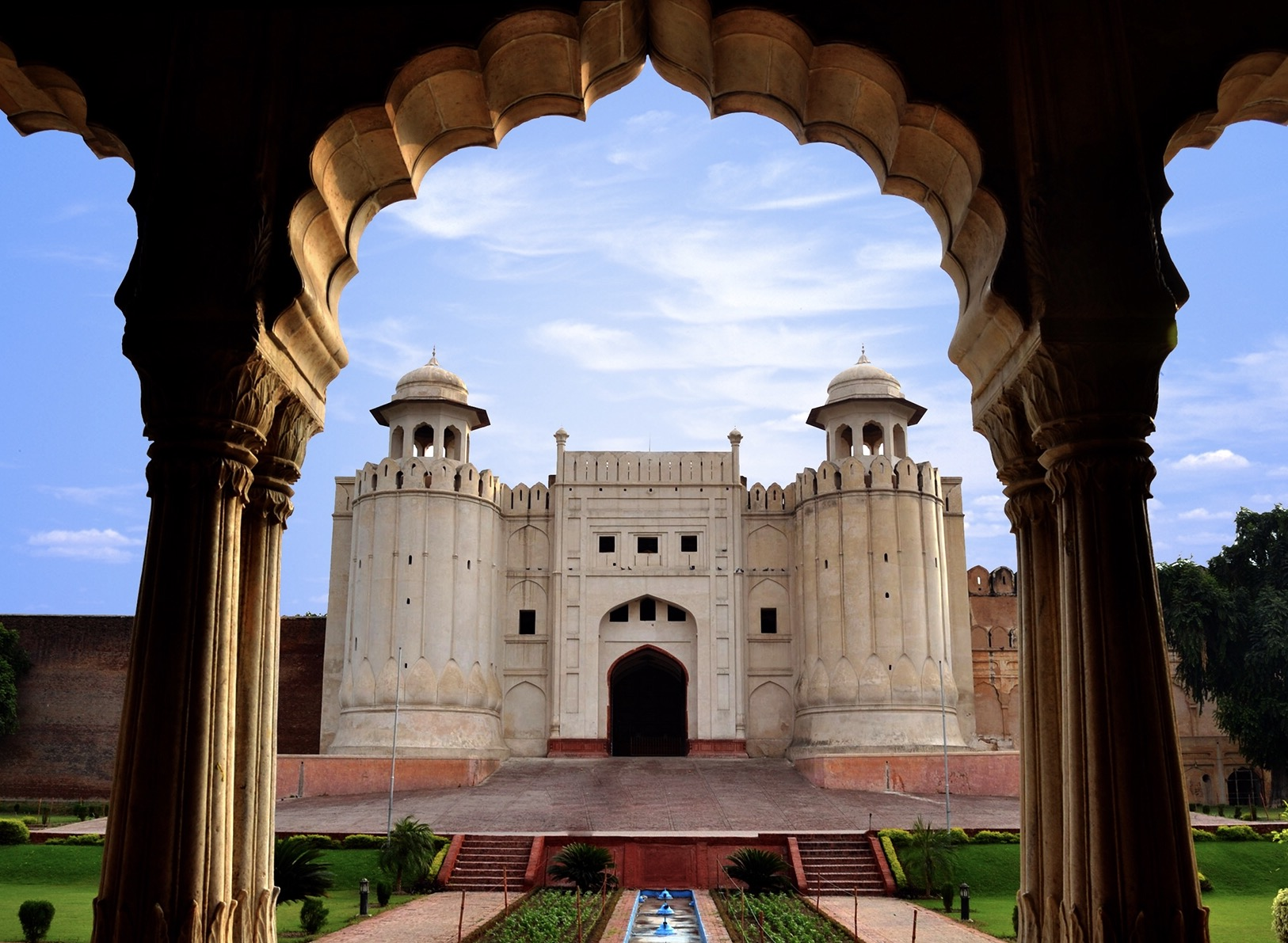
دروازه جهانگیر قلعه لاهور، لاهور،

## قصرها و قلعه‌ها
1. سیکندرا
2. * فاتح پور سیکری
3. * قلعه آگره
4. * لال قلعه (دهلی)
5. * قصبهٔ آمبر
6. کاخ ریاست جمهوری هند

بعضی شاعران فارسی شهرت جهانی دارند از میان آنها می‌توان به حافظ و خیام و نظامی و مولوی اشاره کرد
اشعار نظامی گنجوی در شبه قاره هند شناخته شده بوده و در زبان هندی و اردو به تقلید از او اشعاری سروده شده

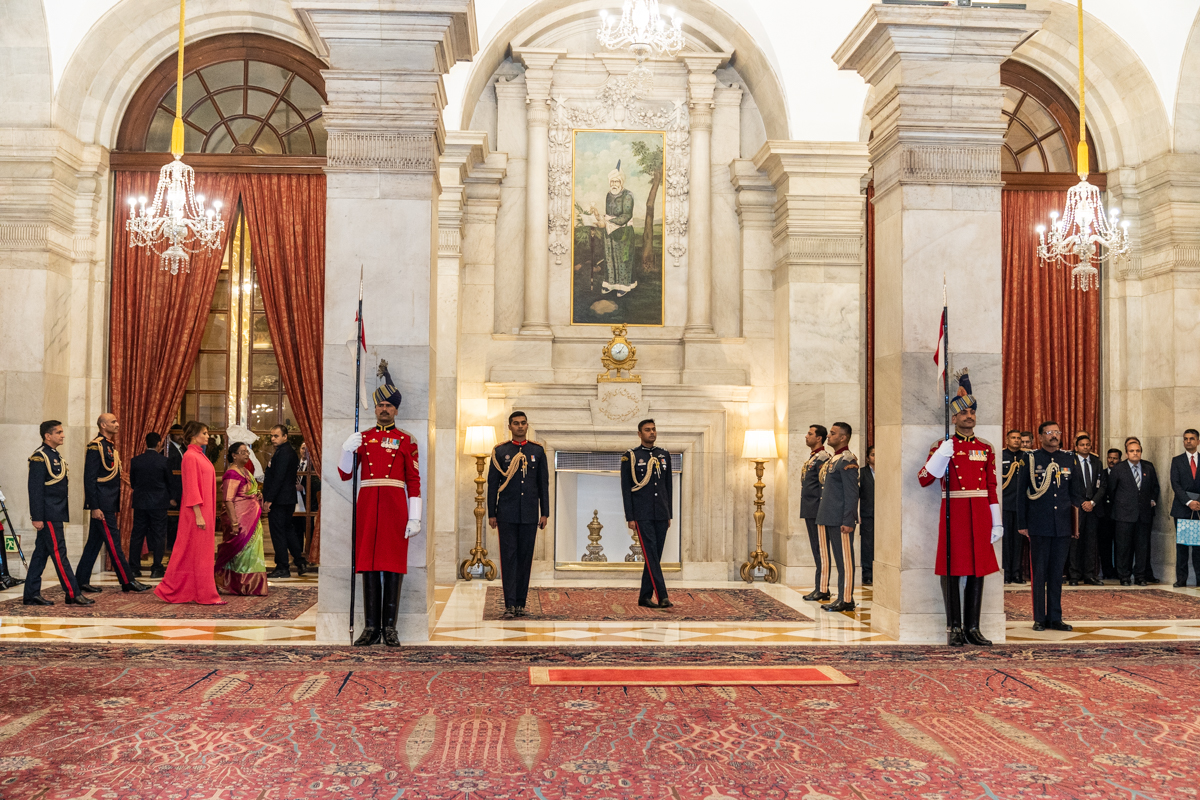
تابلو بزرگی از نظامی بر دیوار کاخ ریاست جمهوری هند

در سالن اشوکا مهمترین سالن کاخ ریاست جمهوری فعلی هند یا راشتراپاتی بهاوان دهلی اشعار زیبای فارسی نوشته شده و با نقاشی‌هایی از ایران یا پرشیا مزین شده‌است از جمله صحنه شکارگاه فتحعلی شاه قاجار و اشعاری از حافظ و خیام و نظامی گنجوی بر سقف و بخشهایی از سالن ترسیم شده‌است. یک تصویر بزرگ با رنگ و روغن از نظامی گنجوی و یک تصویر بزرگ از بانوی ایرانی نقاشی شده که در دو سوی سالن آشوکا است.

## آرامگاه‌ها و درگاه صوفیان
- مقبره بی‌بی * آرامگاه همایون * آرامگاه اکبر کبیر * تاج‌محل * سرای نورمحل * سیکندرا
- فاتح پور سیکری * معین الدین چشتی * معماری گورکانی * آرامگاه آصف‌خان * آرامگاه همایون * احمد لاهوری * استاد عیسی شیرازی * باره‌دری * باغ‌های گورکانی * باغ شالیمار * بلند دروازه * جهانگیر محل * باغ مهتاب
- حویلی* حمام شاهی * پری محل * تاج محل * چتر (معماری) * چهارباغ (معماری) *
- مسجد جامع دهلی * قلعه شاهی * سرای نورمحل * سیکندرا * شیش محل (قلعه لاهور) * فاتح پور سیکری* قلعه آگره* لال قلعه (دهلی) *مسجد بابری *مسجد پادشاهی * مسجد شاه‌جهان (تهته)*مسجد مریم زمانی بیگم *مقبره بی‌بی * مسجد وزیر خان * مقبره نادره بیگم

## چاپ جدید بابخشهای اضافه ۱۳۹۲
این کتاب پس از گذشت بیشتر از نیم قرن فراموشی مجدداً به کوشش محمد عجم منتشر شده‌است چاپ جدید شامل تصویر بسیاری از این سنگ نوشته هااست و همچنین یک فصل جدید (هفتم) شامل پنج گفتار:
1. گفتار نخست: تعدادی از سنگ نوشته‌های فاخر حیدر آباد
2. گفتار دوم:فارسی بر احجار بنگاله.
3. گفتار سوم: معماری گورکانی- معماری مغولی هند یا معماری ایرانی؟
4. گفتار چهارم: اهمیت زبان فارسی و تأثیرگذاری آن بر سایر زبان‌ها- زبان هندی و اردو.
5. گفتار پنجم: نمونه‌هایی از فرمان‌ها - دستورهای حکومتی نسخ‌های فاخر مصور فارسی در موزه‌های حیدر آباد و دهلی.

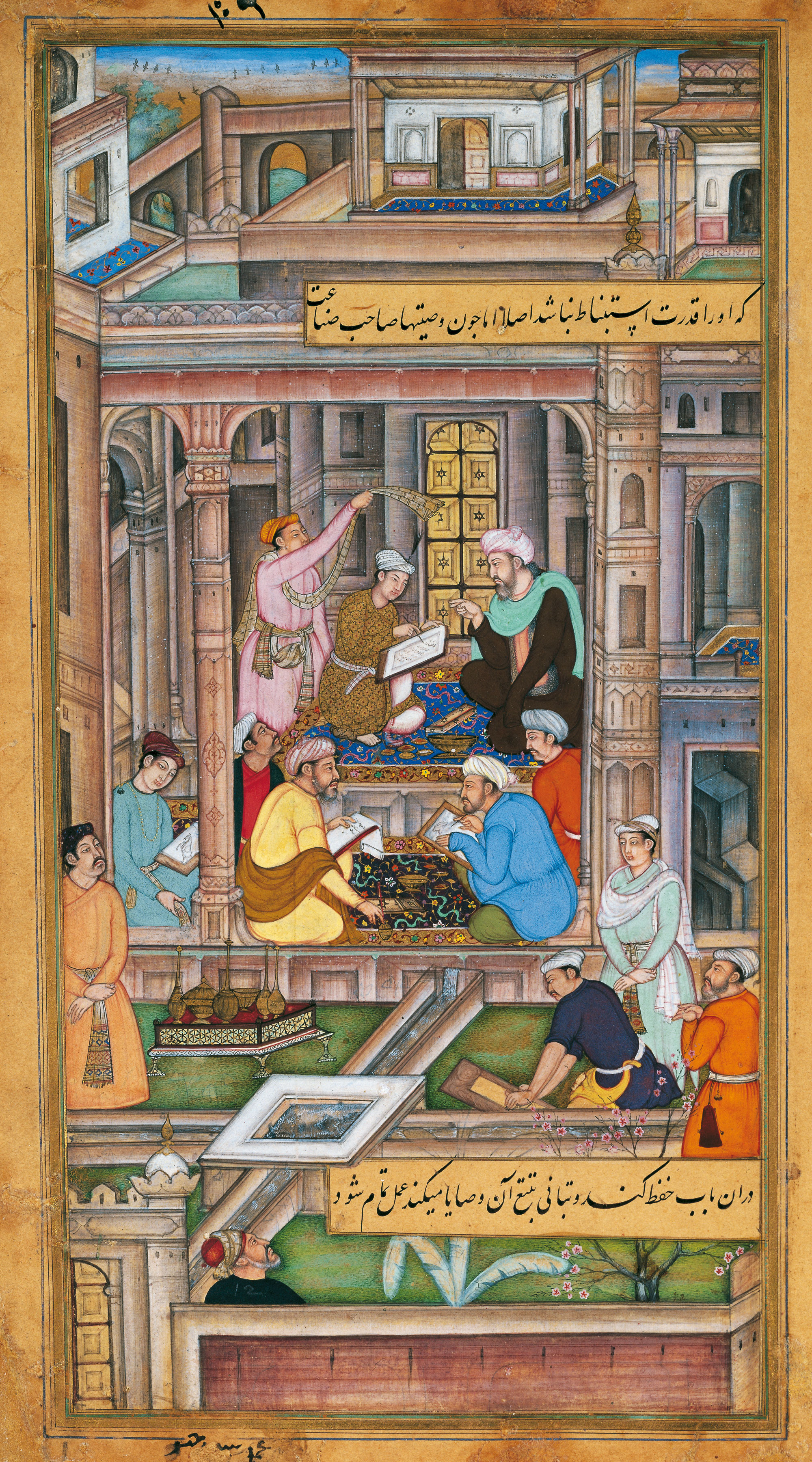
نوشتن وصیت نامه یکی از شاهان گورکانی به زبان فارسی، ۱۵۹۰–۱۵۹۵

نسخه جدید با نام نقش پارسی بر میراث جهانی در هند منتشر شده تا عنوان درست‌تر و کامل‌تری باشد؛ زیرا بسیاری از آن سنگ نوشته‌ها امروزه فقط احجار نیستند بلکه ثبت میراث جهانی و معنوی بشر شده‌اند.
چاپ جدید دارای حدود۱۲۰ تصویر است.
در مقدمه ناشر آمده‌است:

کتاب حاضر، حاصل تلاشی است از سر احساس مسئولیت برای شناساندن و پاسداشت ارزش‌های فرهنگی زبان فارسی در هندوستان که امروزه پویایی آن از میان رفته و به موزه و تاریخ سپرده شده‌است.
هدف از چاپ سوم این است که این اثر فاخر را از پستوی کتابخانه به داخل جامعه بیاید. با وقت و امکانات کم، تصویر برداری‌ها با دوربین ساده و موبایل صورت گرفته و مصور سازی همه سنگ نوشته‌های کتاب به‌صورت تخصصی از عهده یک پژوهشگر بر نمی‌آید بودجه و امکانات دولتی یا بخش خصوصی می‌خواهد اما متأسفانه بخش خصوصی و ثروتمندان را برای پول خرج کردن در همه جا می‌شود دید مگر در رونمایی کتاب و سرمایه‌گذاری روی کتابهای فاخر فرهنگی و علمی.
این چاپ تلنگری است به مسئولان فرهنگی و افراد خیر که شاید در آینده برای چاپ بهتر و عکس‌های حرفه‌ای تر اقدام کنند.
نبود چنین اثری در جامعهٔ دانشگاهی به ویژه دانشجویان رشته‌های زبان و ادبیات فارسی و زبانشناسی کاملاً احساس می‌شد و از طرفی نیاز بود که کتاب مصور و مستند تر و بازنویسی شود و واژه‌های عربی که دکتر حکمت بکار برده و غیرقابل فهم برای فارسی زبانان امروز است تغییر یابد و مطالبی که ضروری می‌نمود اضافه شود. این فقط گام نخست بود آرزوی دکتر حکمت برداشتن گامهای بیشتر توسط آیندگان بوده‌است.

چاپ جدید دارای نسخه آپلود شده در اینترنت است که به صورت رایگان قابل استفاده است. اما از نظر صفحه بندی با چاپ کاغذی آن متفاوت است.
از جمله کتیبه‌های بررسی شده می‌توان به نمونه‌های زیر اشاره کرد:
- نوشته‌های فارسی روی سنگ قبر ارجمند بانو

نورجهان، نوزاد دختری که خانواده اش در سفر تبعیدی از ایران به هند او را در کنار چاه آبی رها کرد تا شاهد دردهای خود و خانواده‌اش نباشد، سرگذشت شگفت‌آوری پیدا کرد. بگونه‌ای که او همسر جهانگیر شاه شد و در ترقی ایرانیان، از آن جمله برادرش که پدر ارجمند بانو بود نقش بارزی داشت.
.
.
در داخل بنای تاج محل قبر شاه جهان و همسرش ارجمند بانو وجود دارد که با سنگ مرمر یکپارچه تزئین شده‌است کنار سنگ مرمر قبر سمت راست به خط نسخ فارسی رایج دوره صفویه نوشته شده‌است:
مرقد منور ارجمند بانو بیگم مخاطب بممتاز محل متوفی سنه...
- کنار سنگ گور شاه جهان نوشته شده:

مرقد مطهر اعلی حضرت فردوس آشیانی صاحبقران ثانی شاه جهان طاب ثراه سنه ۱۰۷۶ ق)
تعدادی بیشماری سنگ نوشته‌های فارسی با خط نستعلیق در
1. قصر قلعه اگرا شاه جهان * قصر اکبر شاه * سنگ نوشته‌های فارسی درگاه جهانگیر * نوشته‌های قبر تاج محل ممتاز محل وجود دارد. اشعار فارسی

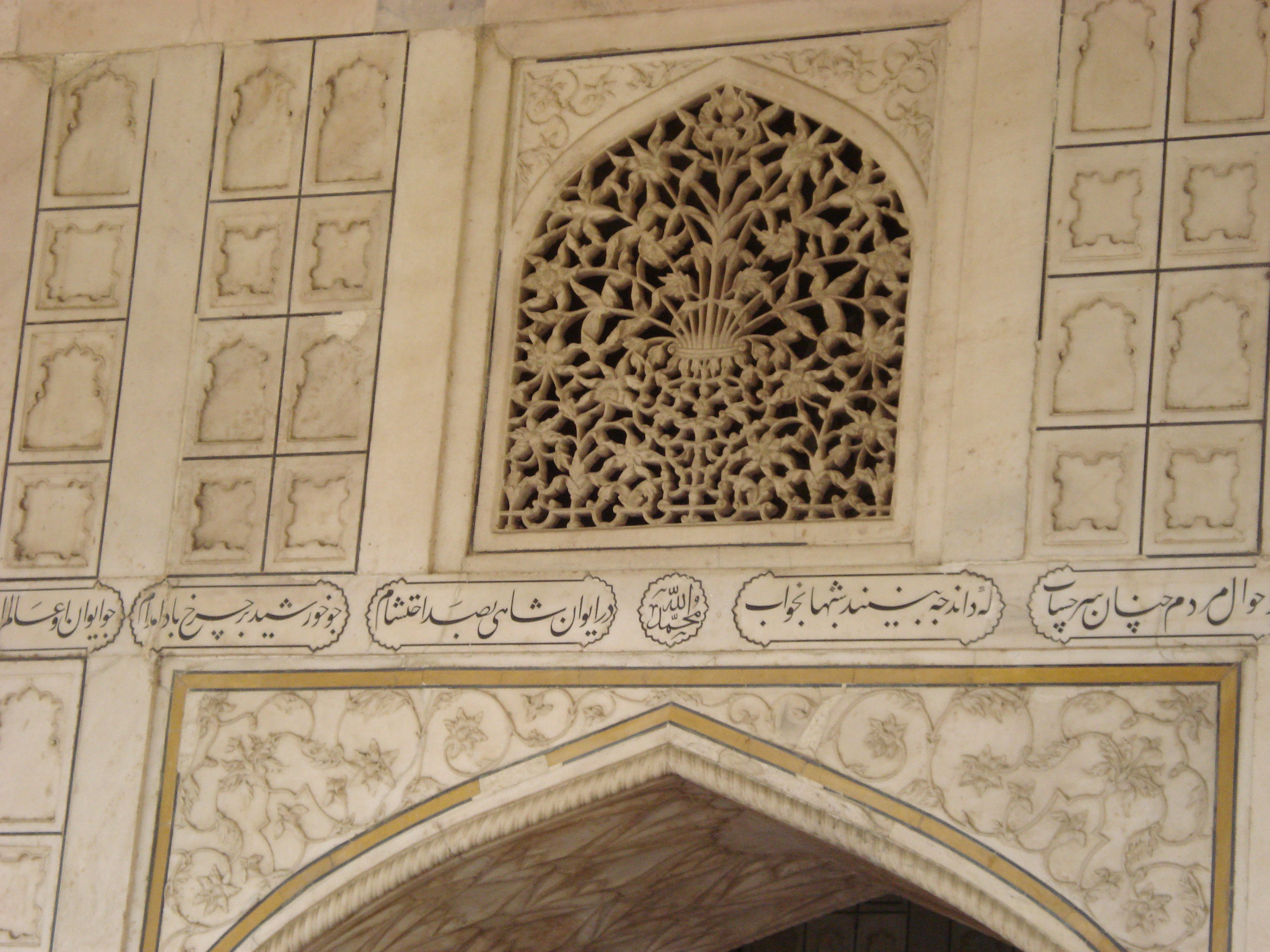
اشعار فارسی

- مسجد جامع دهلی[۹]
- مقبره بی‌بی * * تاج‌محل * سرای نورمحل * سیکندرا * فاتح پور سیکری * قلعه آگره * معین الدین چشتی * لال قلعه (دهلی) * مسجد بادشاهی
- فاتح پور سیکری[۱۰]

## صلیب پارسی
شش عدد صلیب در کلیساهای مختلف کهن سریانی جنوب هند وجود دارد به دلیل اینکه بر روی این صلیبها به خط پارسی پهلوی جملاتی نوشته شده به آن صلیب پارسی در هندوستان هم می‌گویند. یکی ار این صلیبها، صلیب کلیسای سریانی سنت توماس است.
سنگ نوشته‌های پارسی و نقاشی‌های مانوی، غارهای آجانتا از پادشاهان ساسانی و ۶ صلیب فارسی نوشته به خط پهلوی در جنوب هند اهمیت خاصی دارد.
همهٔ این شش صلیب سنگی در جنوب هند یافت شده و احتمالاً به سدهٔ هفتم میلادی تعلق دارند. این صلیبهای سنگی را مسیحیان ایرانی سریانی که به جنوب هند مهاجرت کرده بودند، از خود به یادگار نهاده‌اند. مسیحیانی که از ایران امروز یا از خراسان بزرگ به این منطقه مهاجرت کرده‌اند و احتمالاً مسیحیت توسط این گروه از ایرانیان در هند معرفی شده‌است.
نویسه نگاری از پهلوی:
MROH-mn mšyh ’p̄hš’yṭ W QDM ’p̄r’šṭ čh ’rbwxt'. swlyh’ MNW bwxt' ẔNE.
xwadāy-mān mašīhā abaxšāyīd ud abar abrāšt čahārbōxt. sūrīhā kē bōxt ēn.
- برگردان پارسی نوشته روی چلیپا یا صلیب سریانی:

خدای مان، مسیحا، بخشایید و برافراشت چهاربخت (صلیب) را، سوریها که این رهایی شان داد.

## نگارخانه
نمونه‌هایی از بناهای هند که سنگ نوشته یا نگاره‌های فارسی دارند و در کتاب نقش پارسی به آنها پرداخته شده‌است تصاویر بیشتر در فلیکر کتاب: flicker

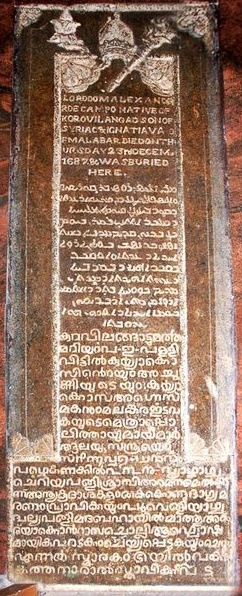
یکی از پلاکهای مسی به خط پهلوی
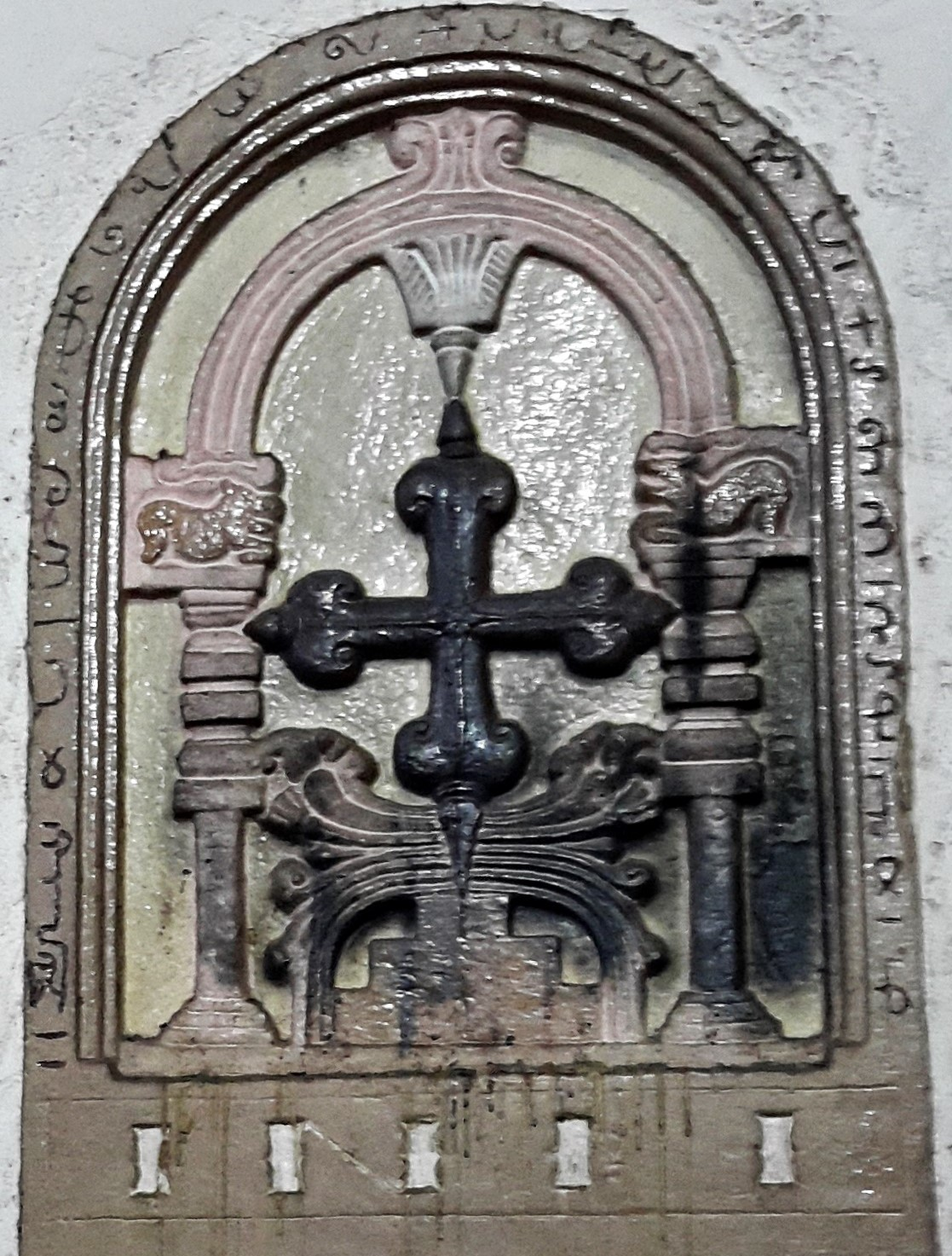
نوشته چلیپای سریانی زبان پارسی پهلوی
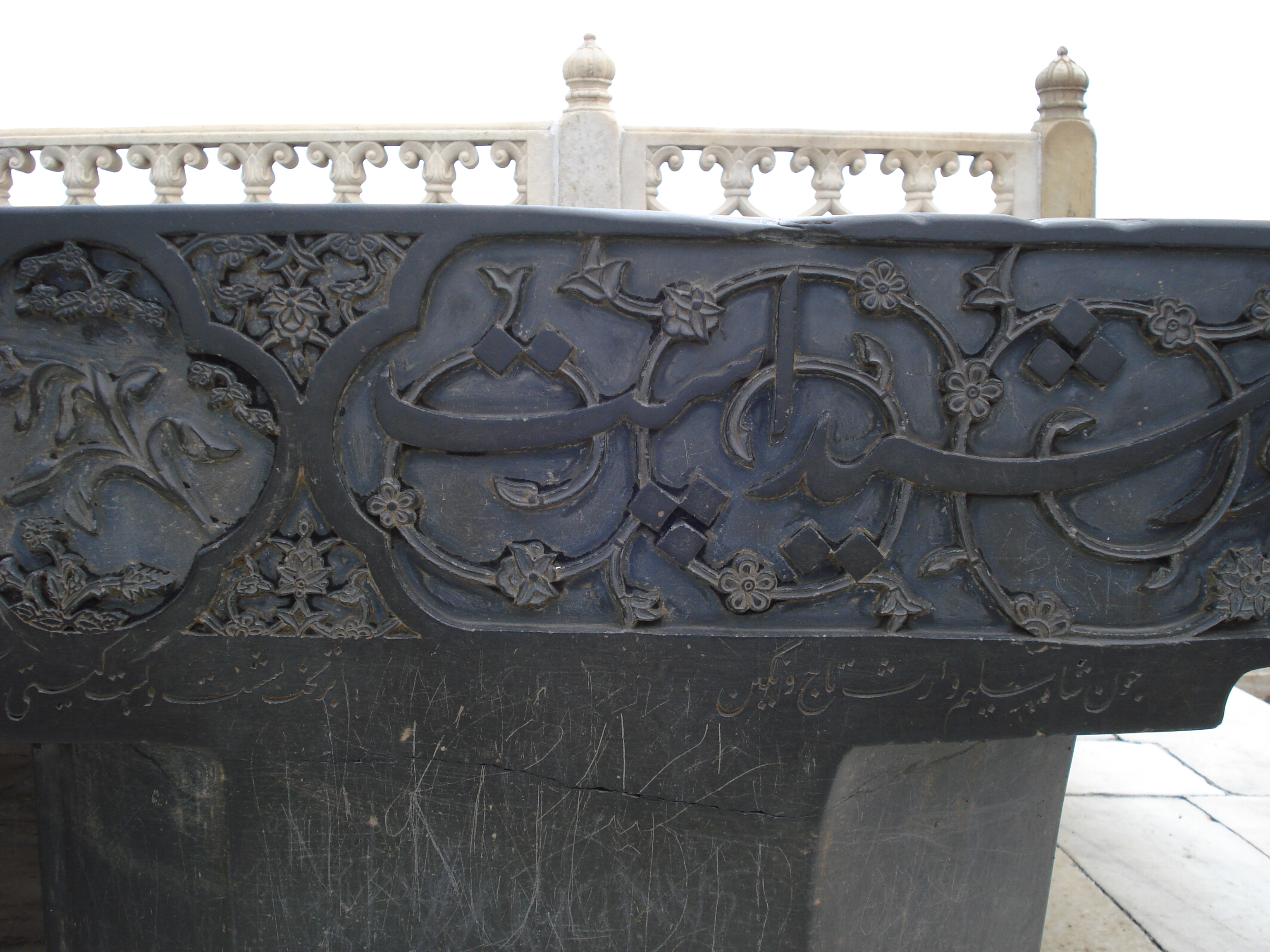
سنگ نوشته محل زندانی شاه جهان روبروی تاج محل
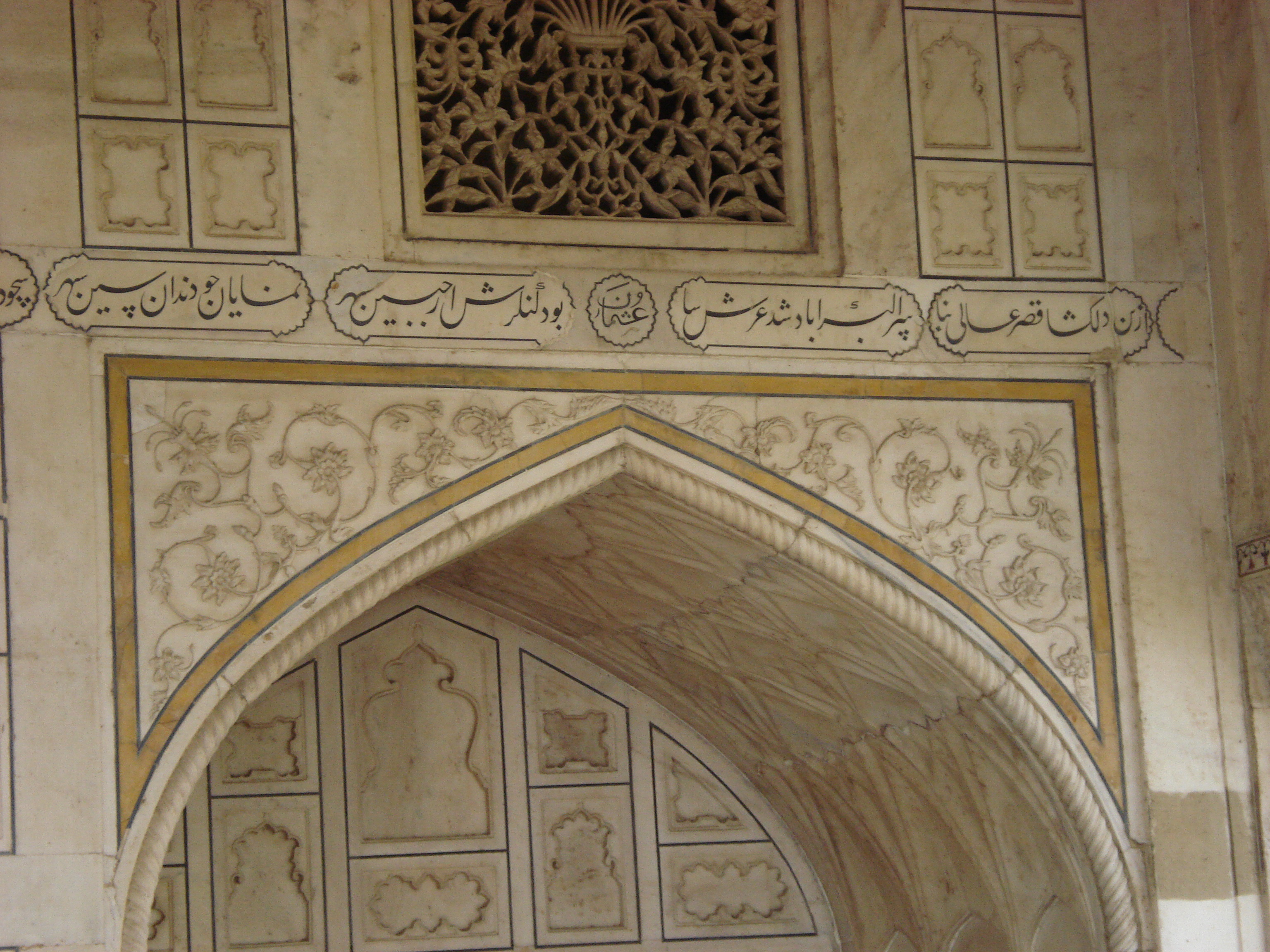
اشعار فارسی در قلعه آگره
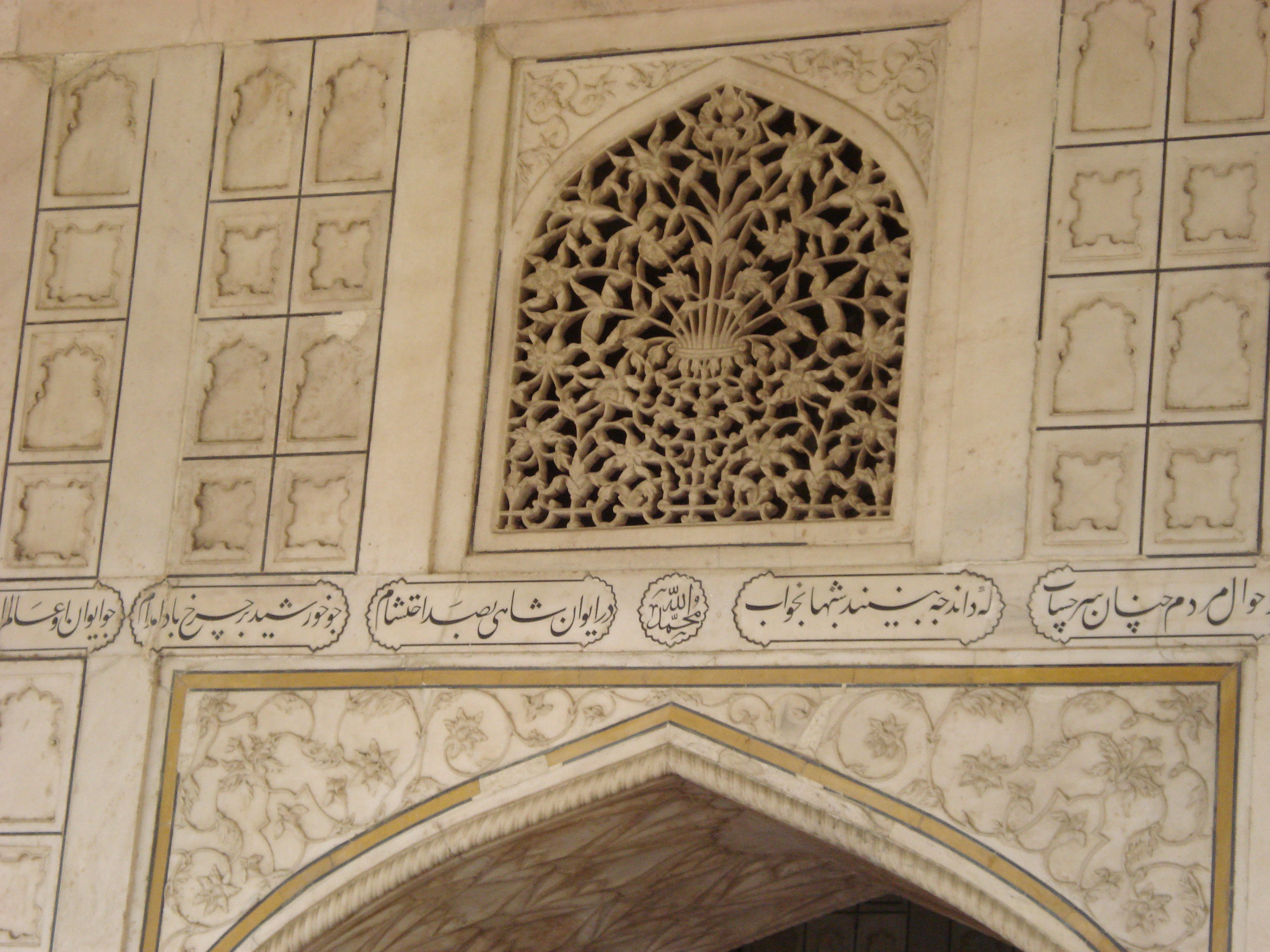
اشعار فارسی قلعه آگره
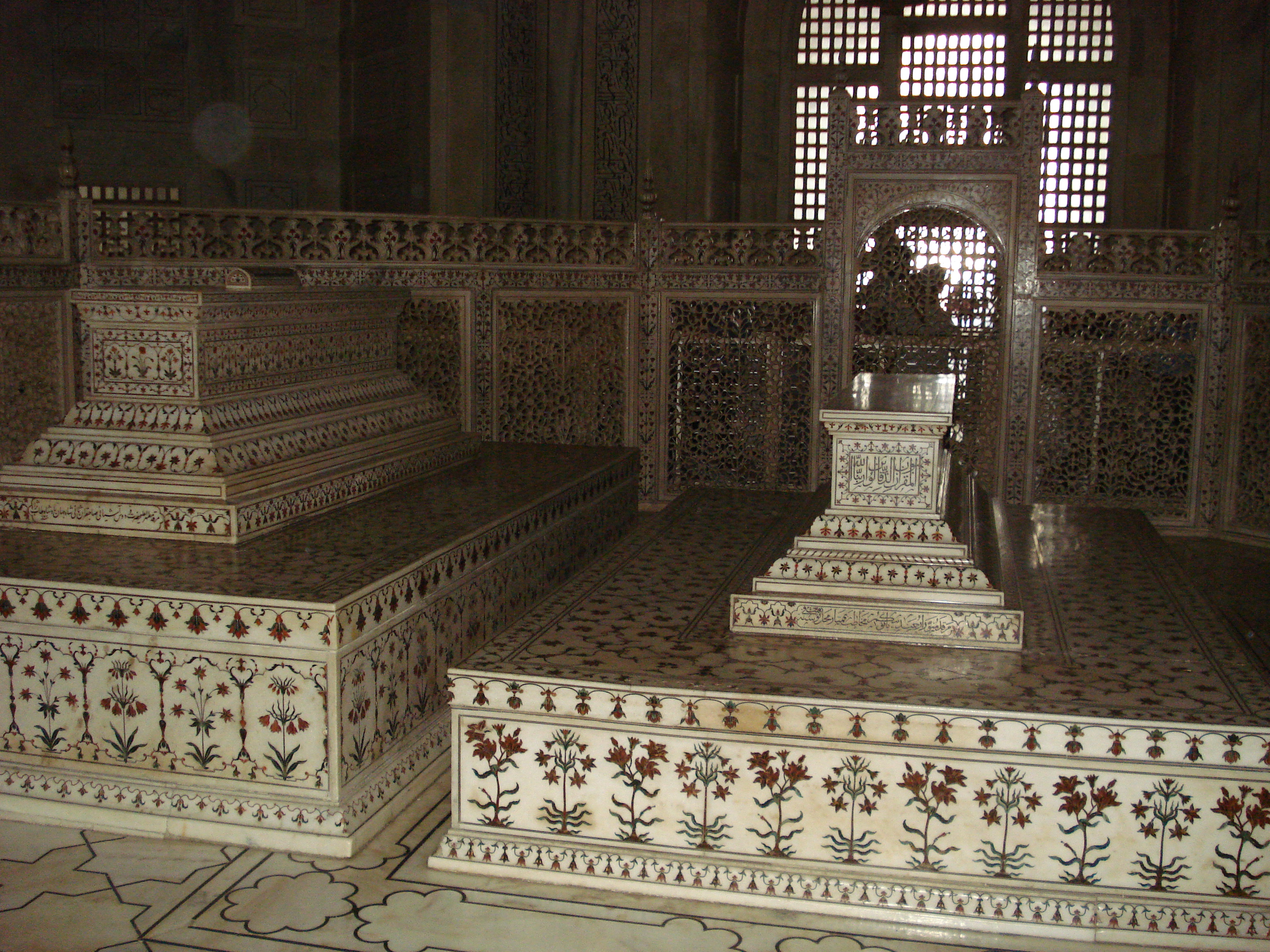
سنگ قبر ارجمندبانو تاج‌محل
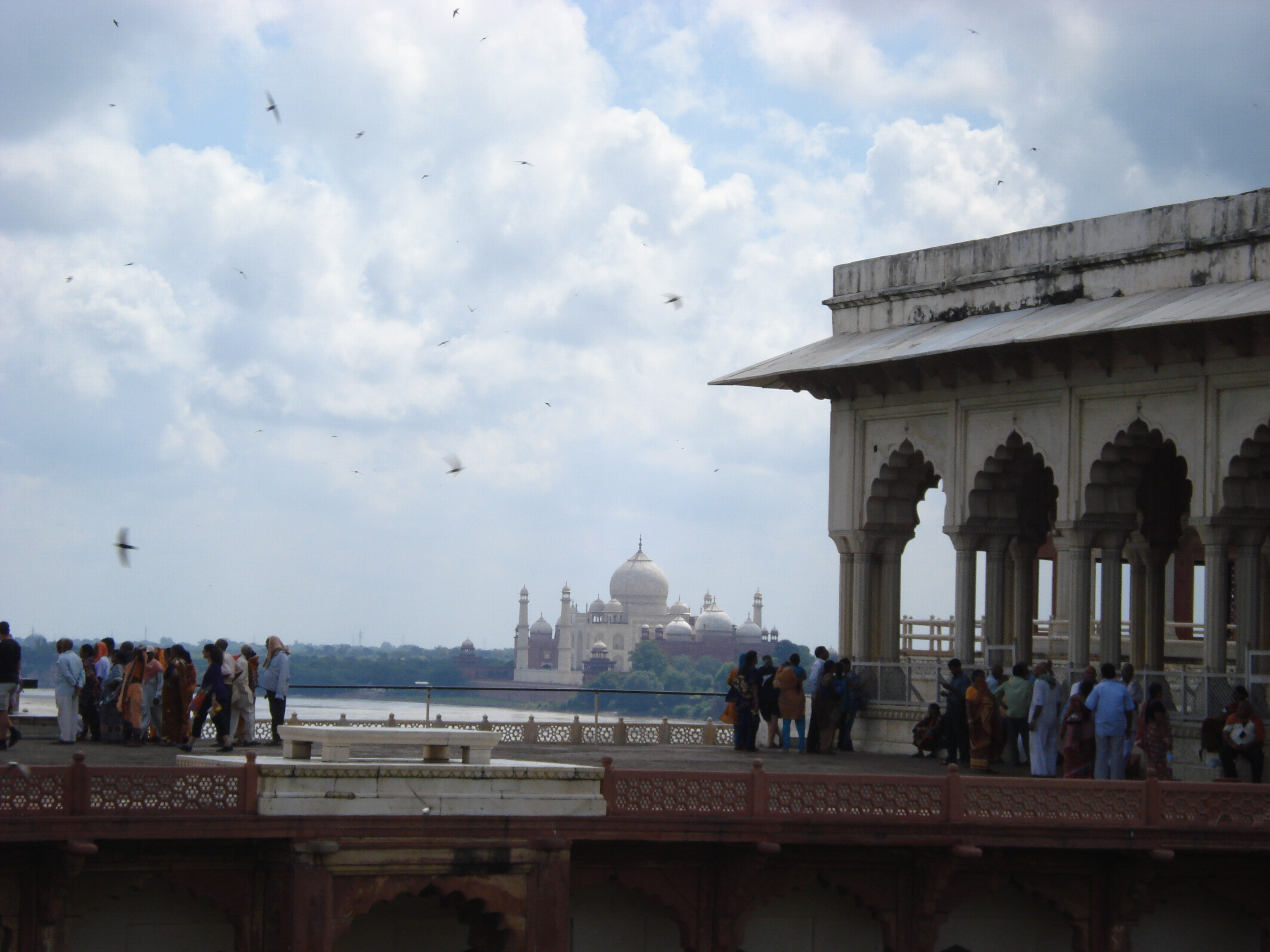
تاج محل
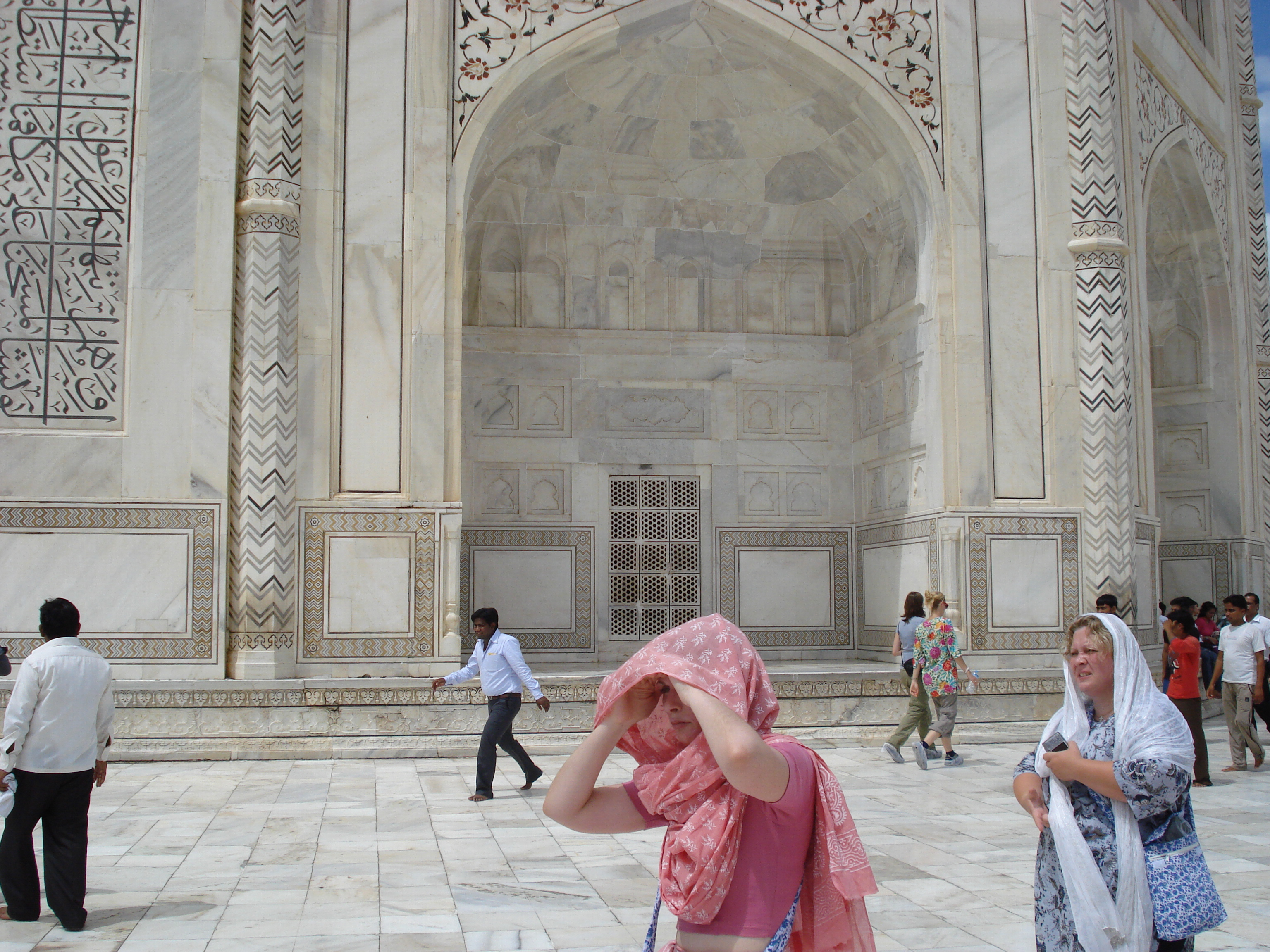
The Quran..تاج محل
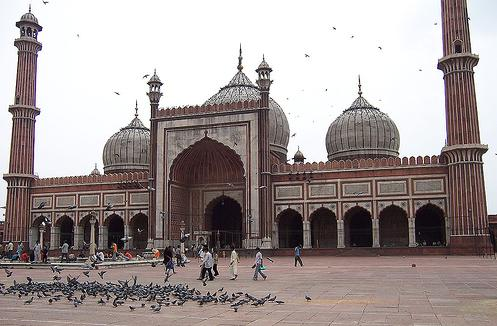
مسجد جامع دهلی
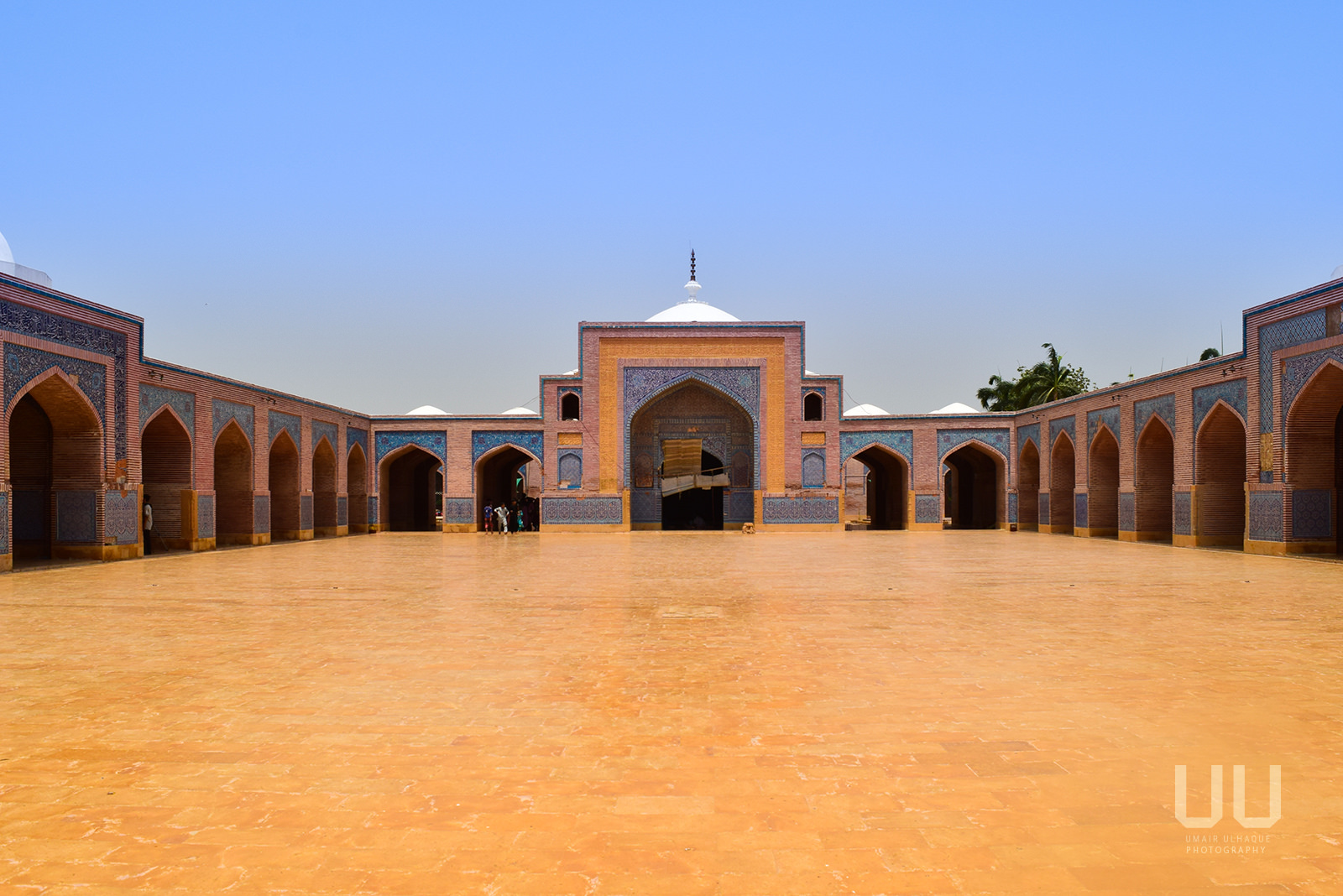
مسجد شاه جهان)
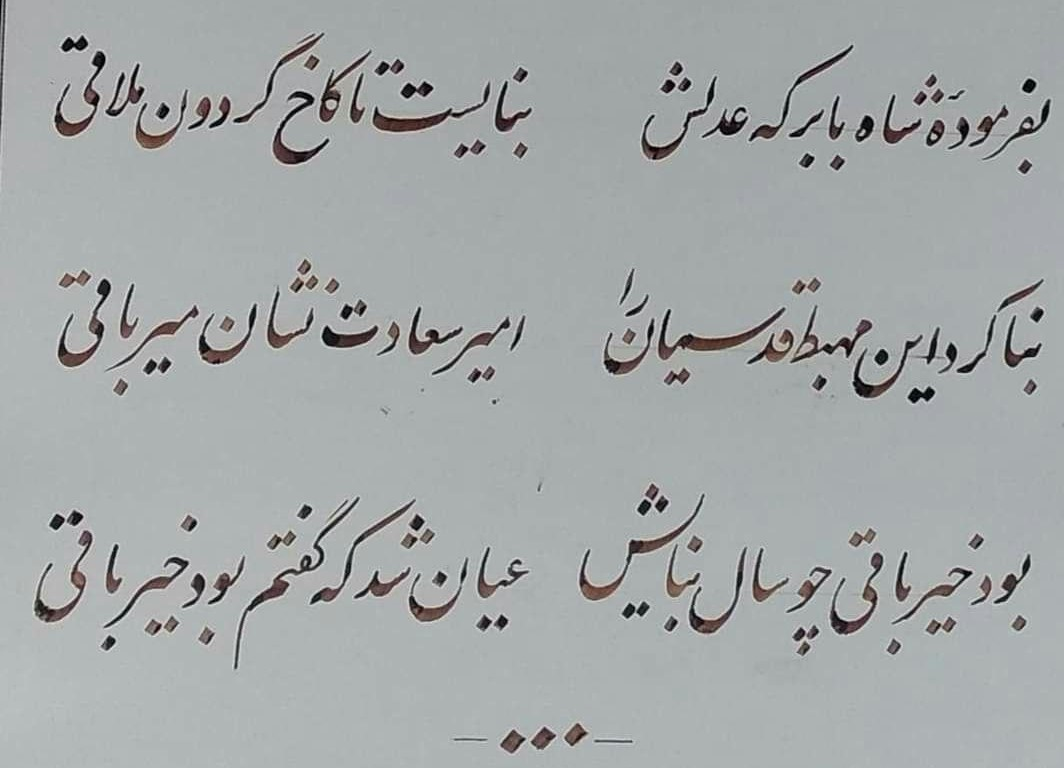
مسجد بابری . نقش پارسی بر بناهای فاخر هند
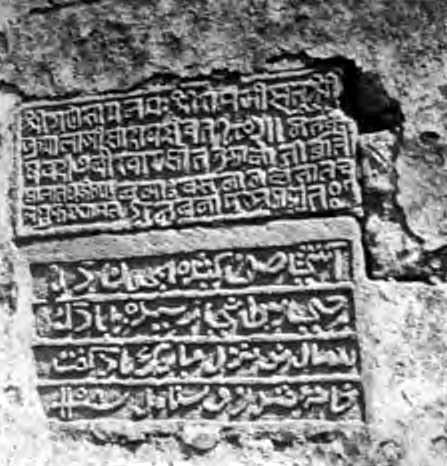
آتشگاه
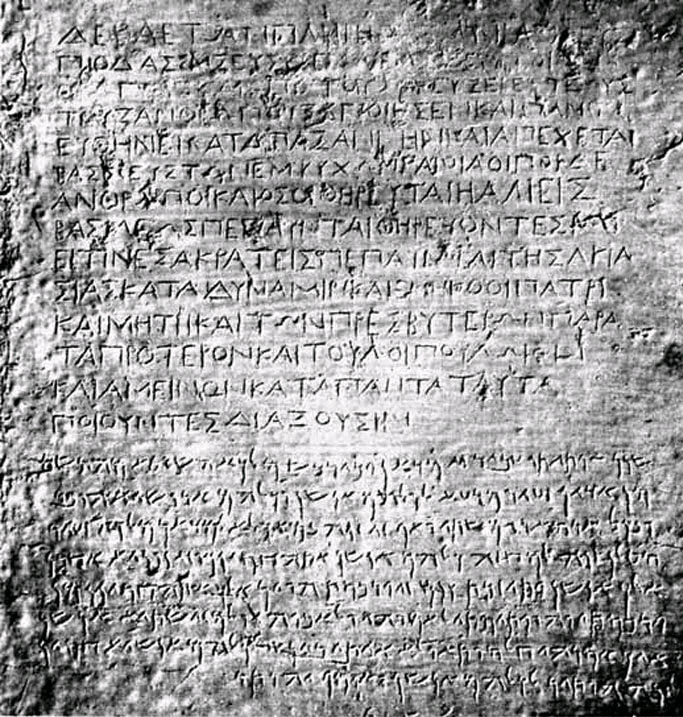
صخره آشوکا آشوکا)
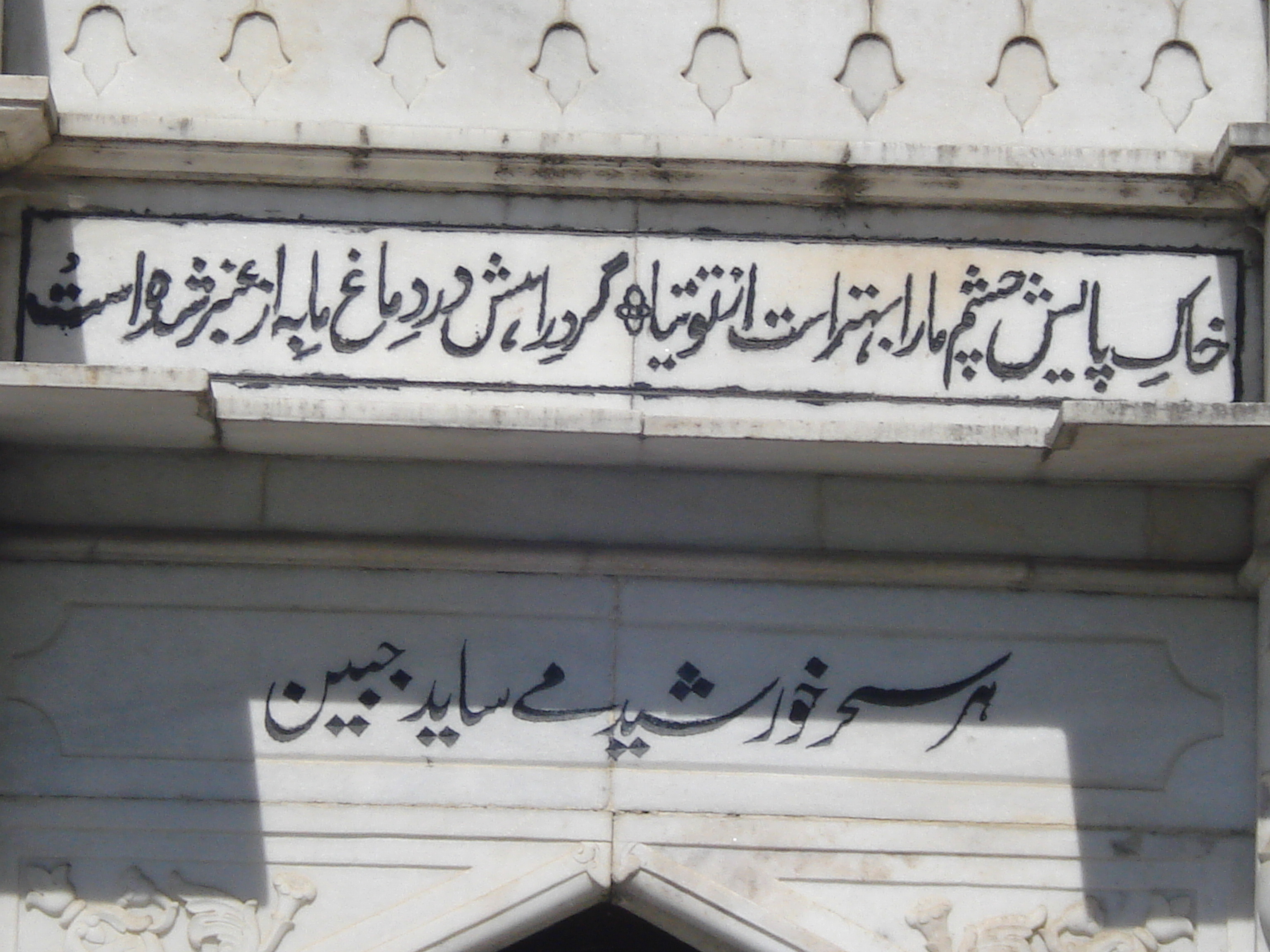
.حضرت بال کشمیر سرینگر
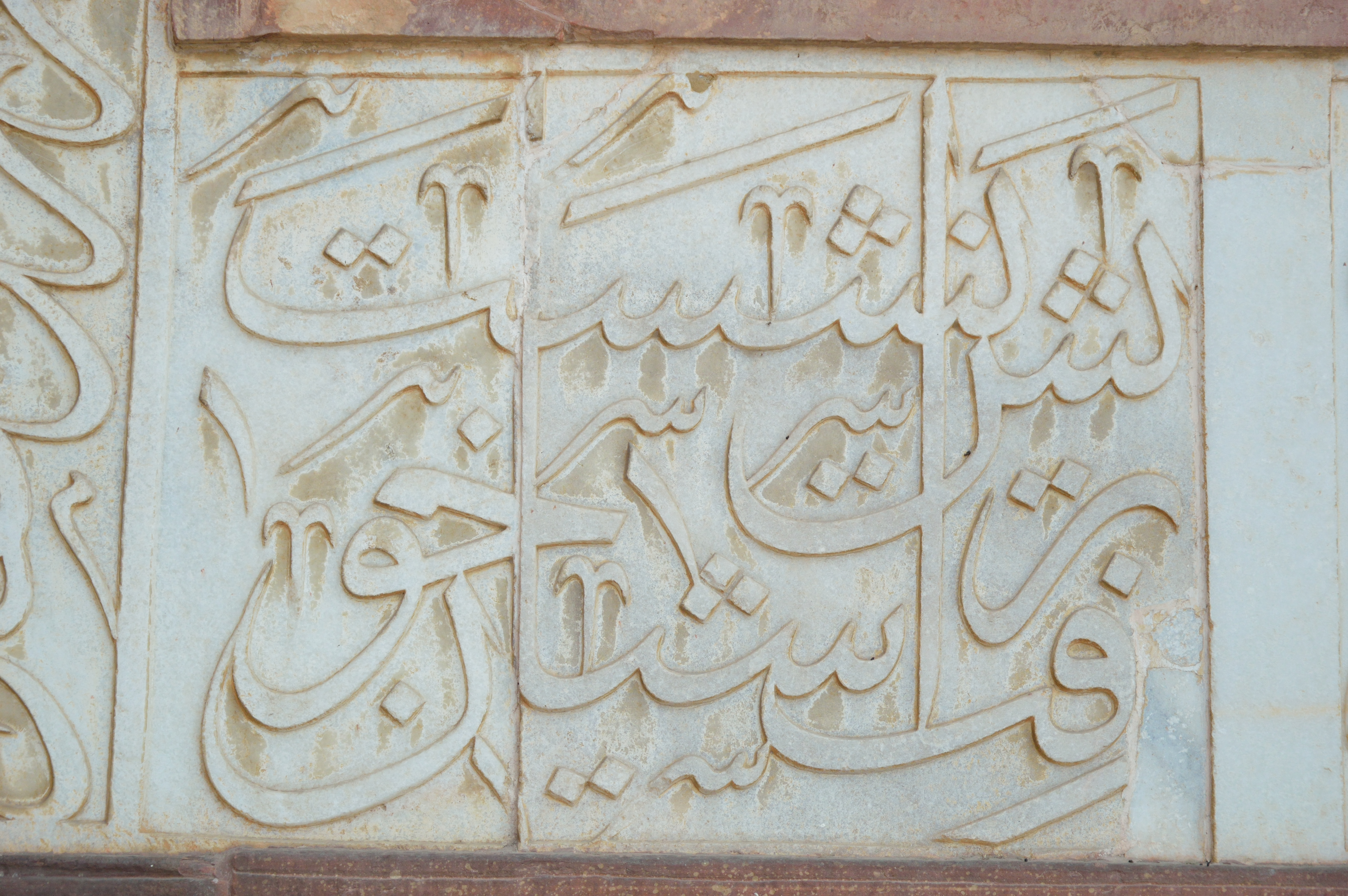
نسخ.سکیندرا
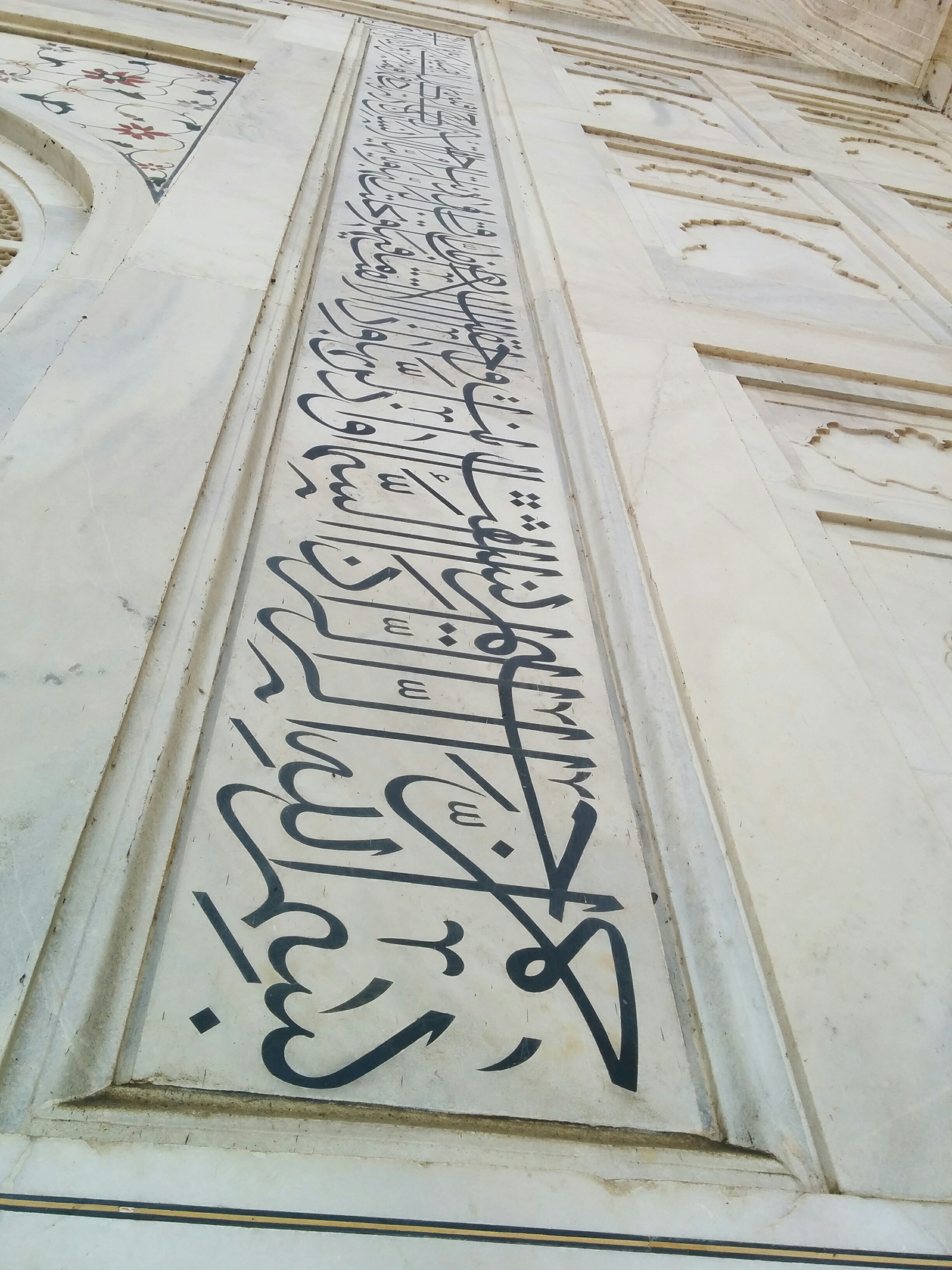
آیات قرانی با مدل خط نسخ ایرانی
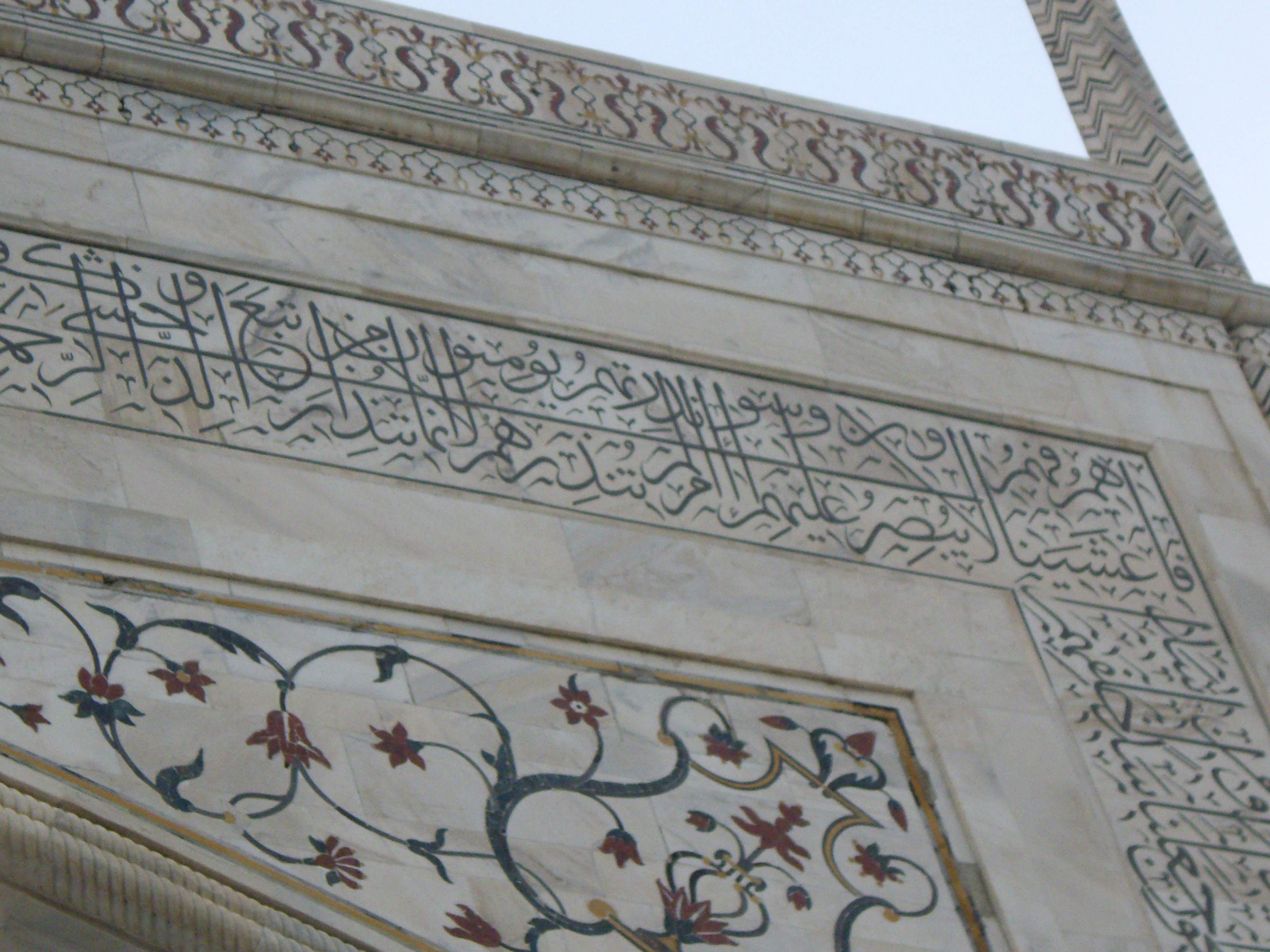
تاج محل آیات قرانی با خط فارسی نسخ و نستعلیق
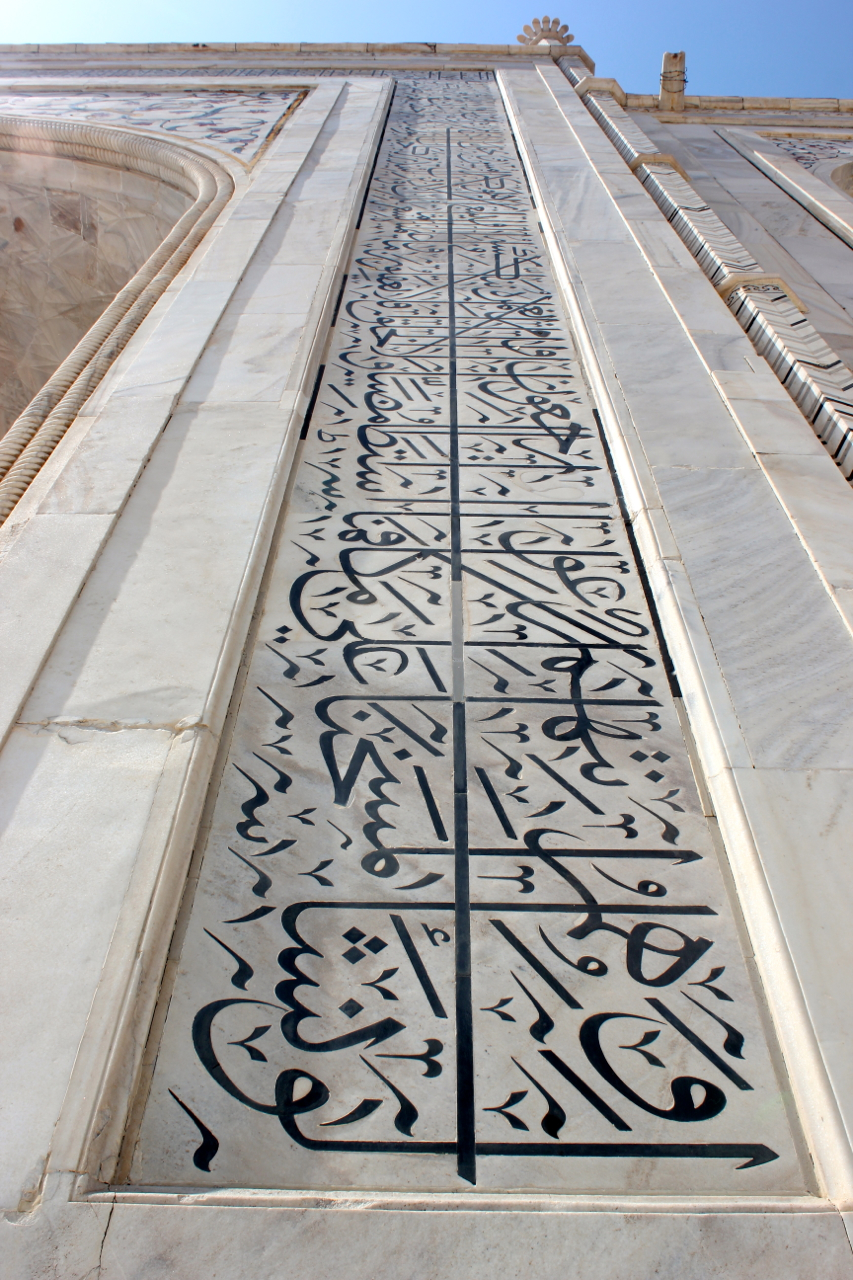
تاج محل آیات قرانی با خط فارسی نسخ و نستعلیق
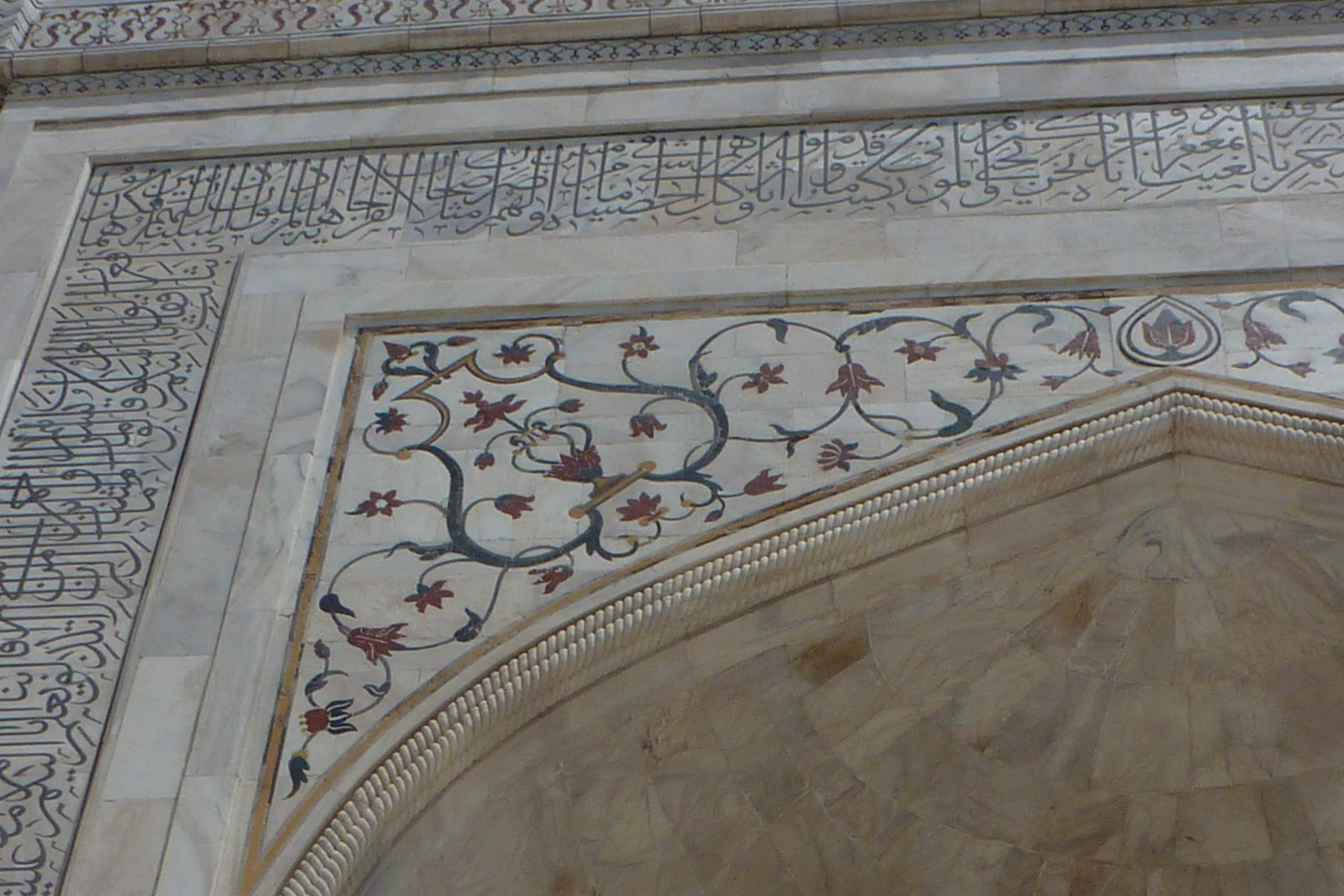
تاج محل آیات قرانی با خط فارسی نسخ و نستعلیق
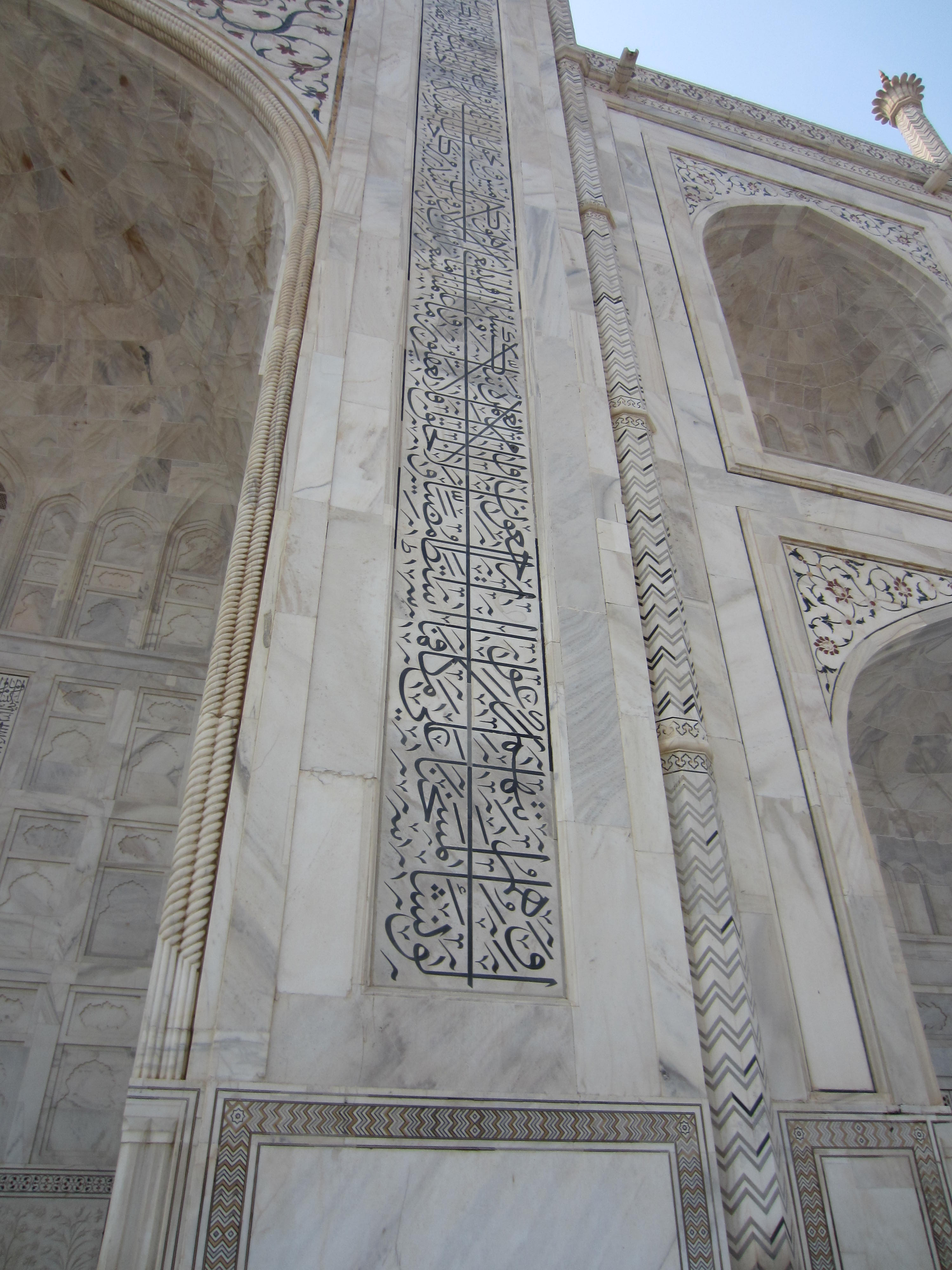
تاج محل آیات قرانی با خط فارسی نسخ و نستعلیق .
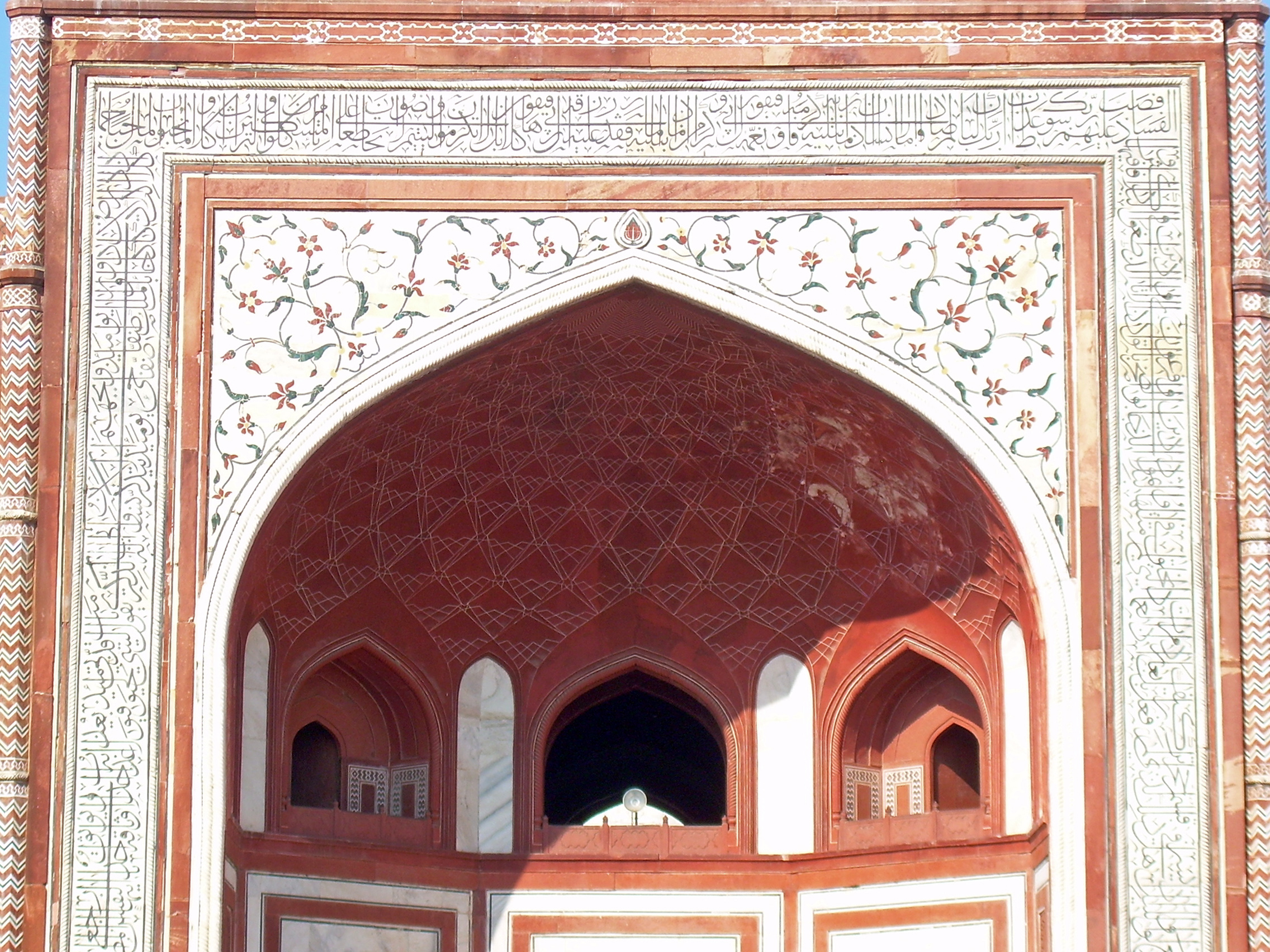
Taj دروازه
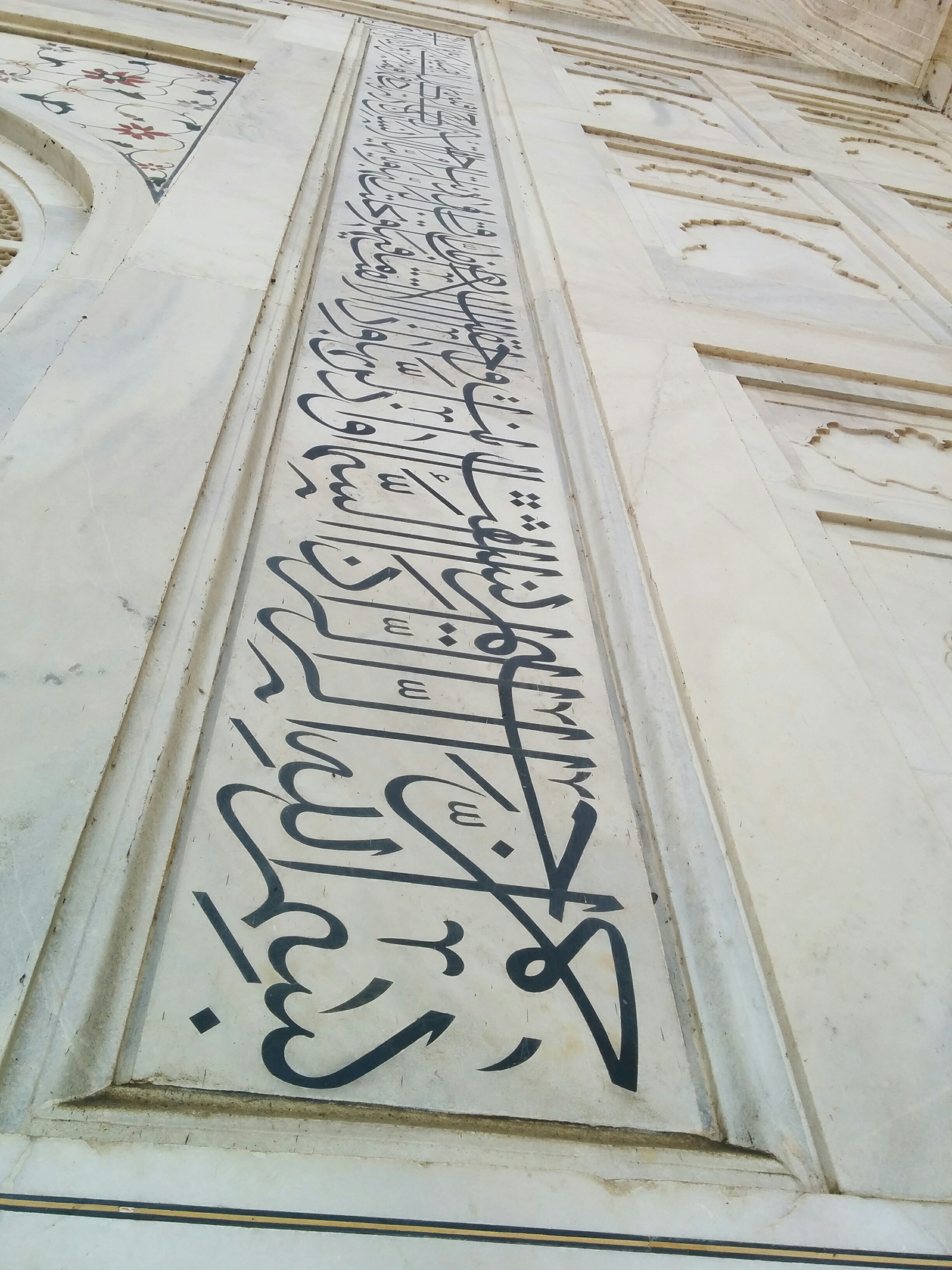
تاج محل آیات قرانی با خط فارسی نسخ و نستعلیق
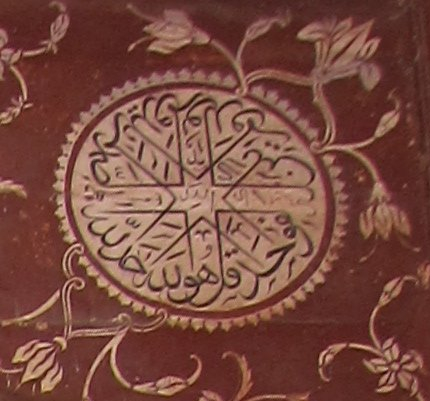
محراب مسجد تاج محل قل هو الله احدخط فارسی نسخ)
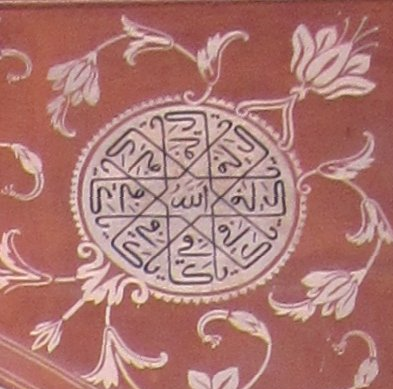
mihrab, Taj Mahal mosque
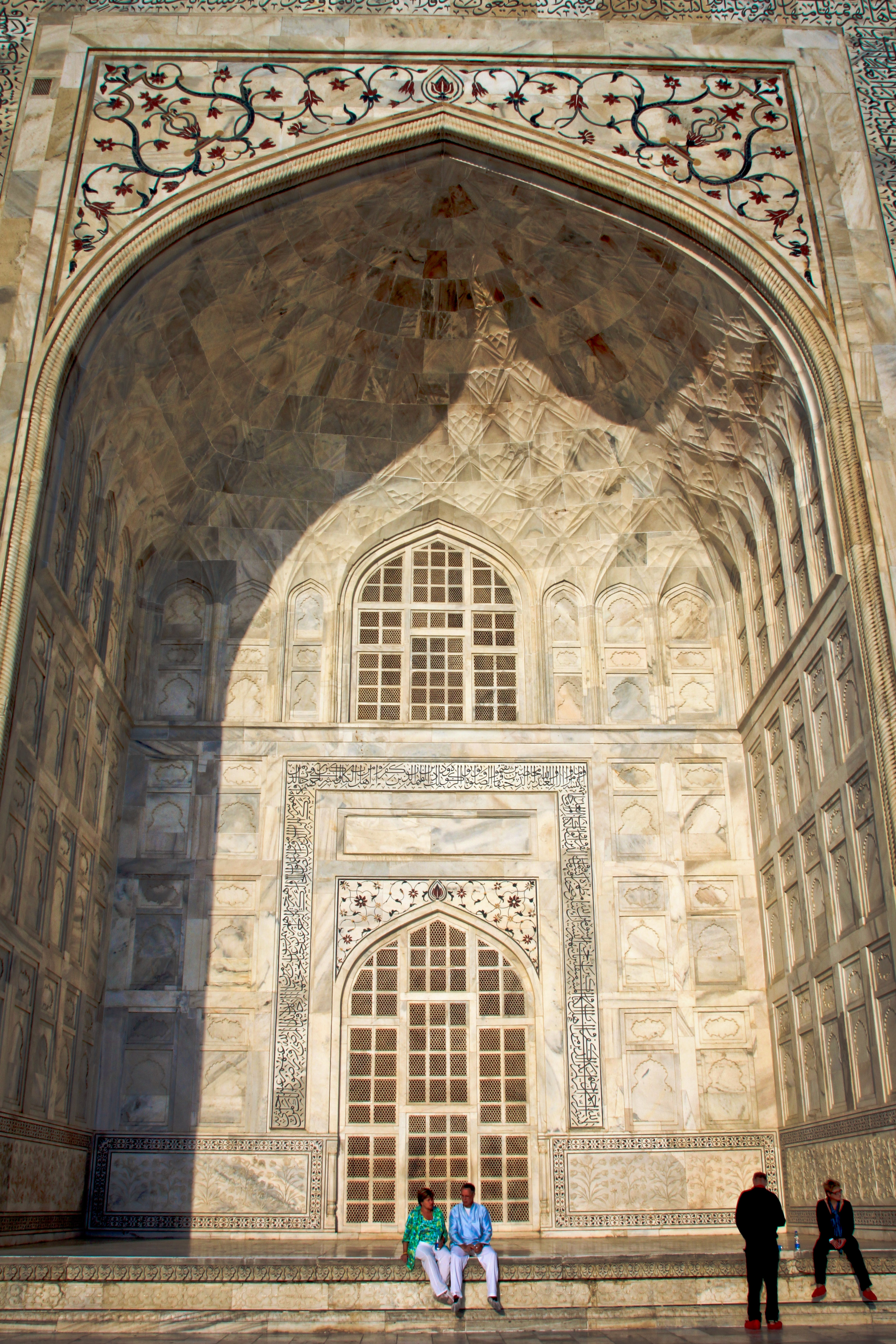
تاج محل آیات قرانی با خط فارسی نسخ و نستعلیق
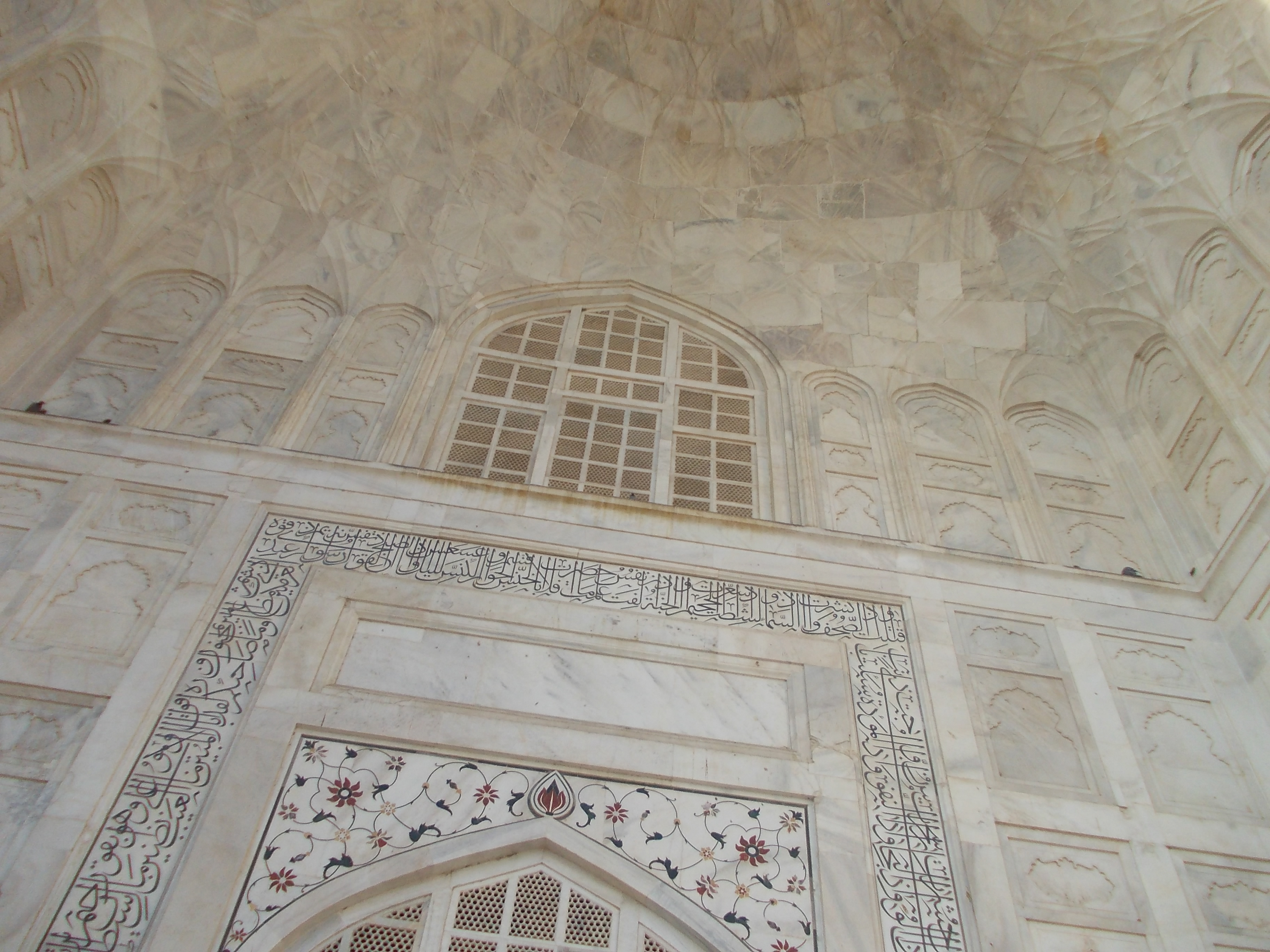
تاج محل آیات قرانی با خط فارسی نسخ و نستعلیق
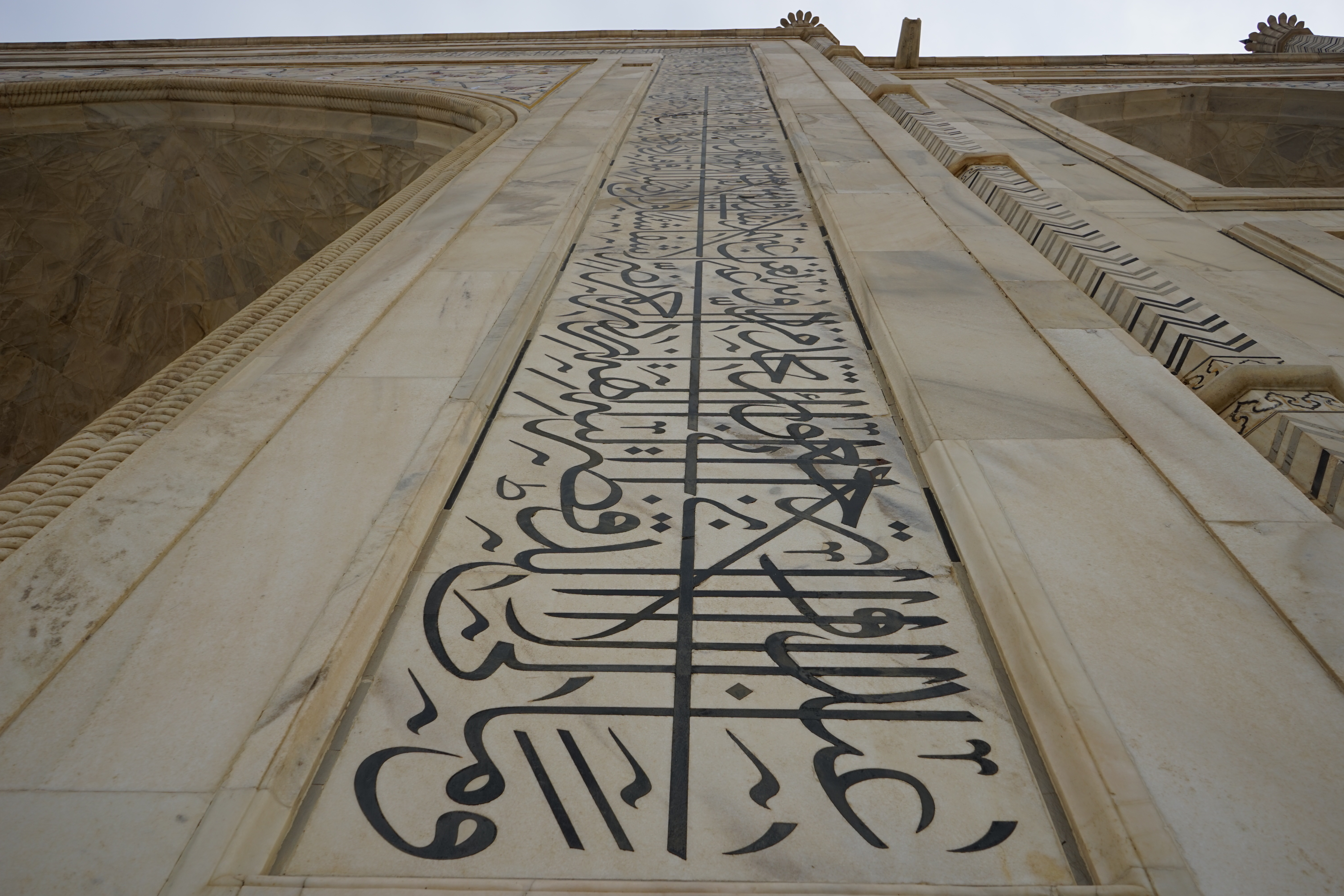
تاج محل آیات قرانی با خط فارسی نسخ و نستعلیق
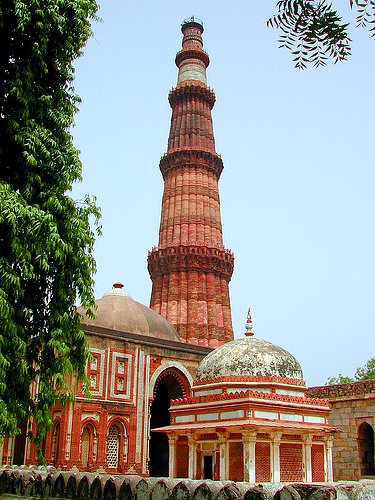
At 72.5m tall, the 13th-century Qutub Minar
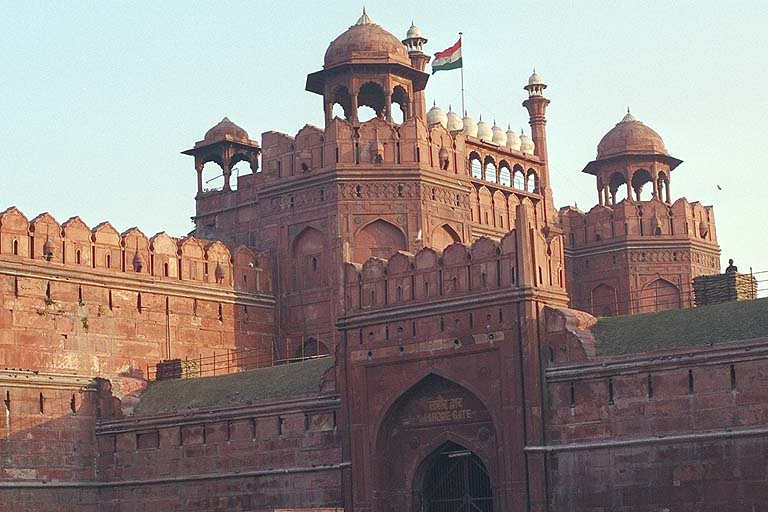
لال قلعه (دهلی)
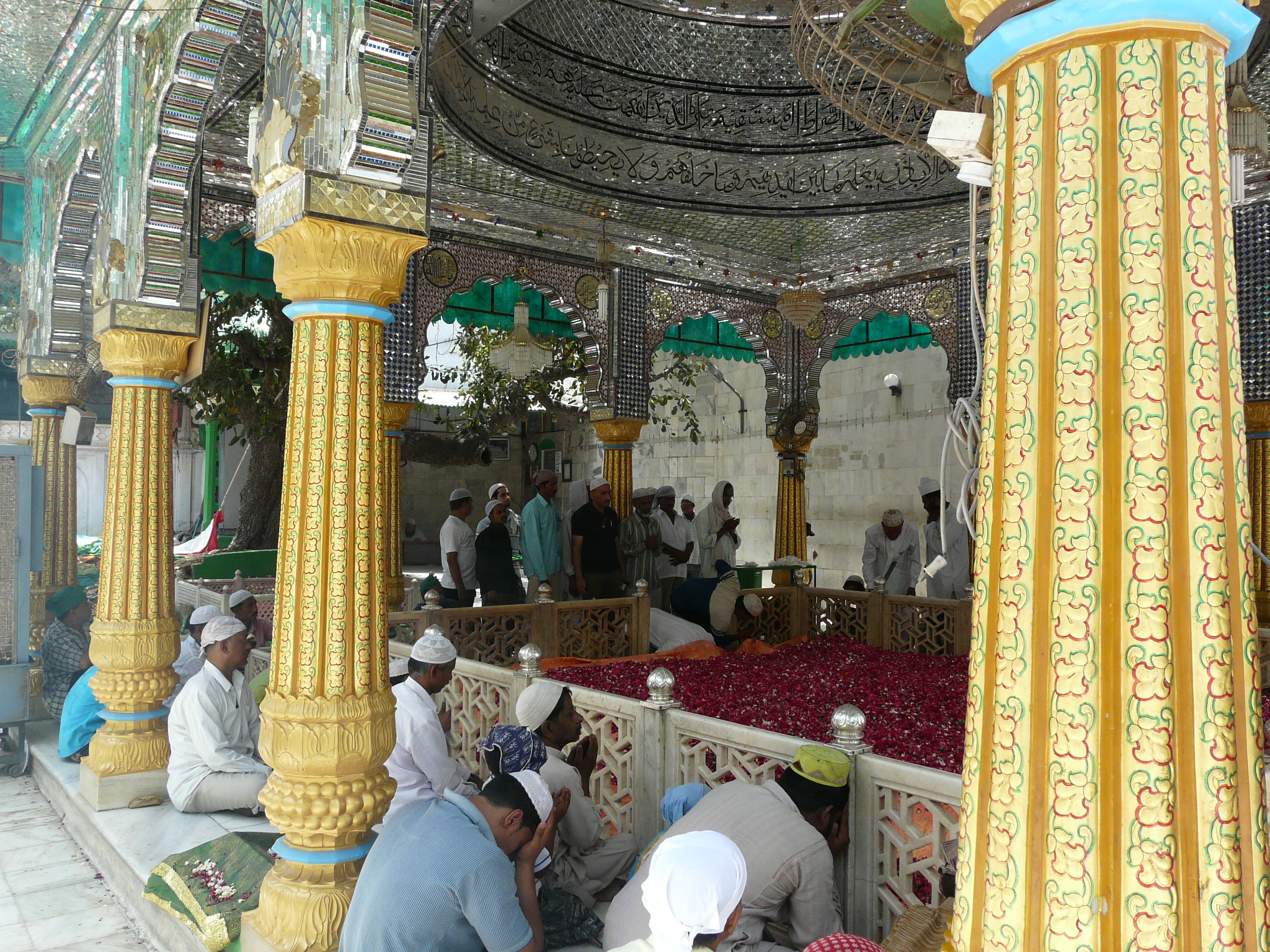
قطب الدین بختیار خاکی
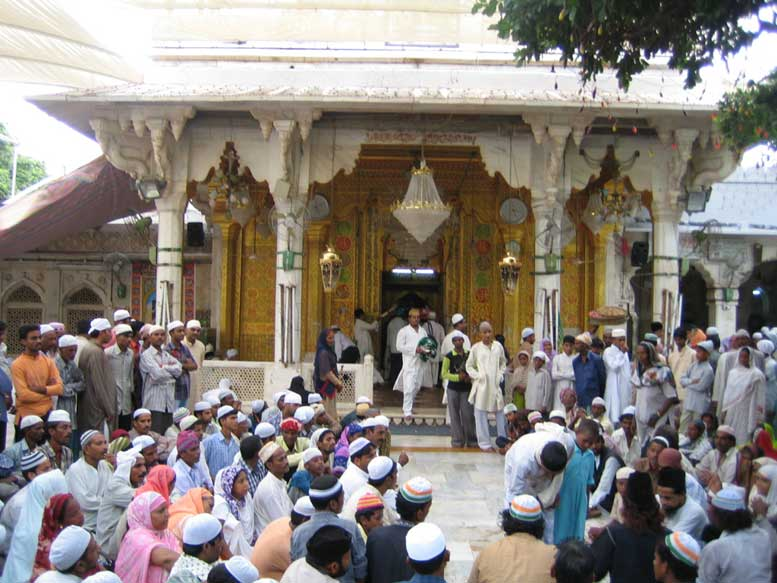
The dargah of Moinuddin Chishti, Ajmer
- The Tomb of Salim Chisti at فاتح پور سیکری near Agra
- Tughlaqabad Fort
- آرامگاه همایون الگوی ساخت تاج‌محل
- This mausoleum in the Lodhi Gardens Shisha Gumbad
- Safdarjung's Tomb
- The بارا گُمبد the باغ لودی
- مقبره بی بی
- The Tomb of Salim Chisti at Fatehpur Sikri near Agra.
- Tughlaqabad.
- آیات قرانی با خط نسخ فارسی
- Quranic verses with Persian calligraphy
- Taj Mahal Mosque, Agra
- مسجد پادشاهی
- فتح پور سیکری بلند دروازه
- اعتماد الدوله
- دروازه تاج محل با آیات قرانی و سبک خط ایرانی
- ارامگاه نسر بیگم در خسرو باغ ،الله آباد
- The-Existence.&quot Pakistan;
- آرامگاه جهانگیر شاه با آیات قران به خط ثلث و نسخ
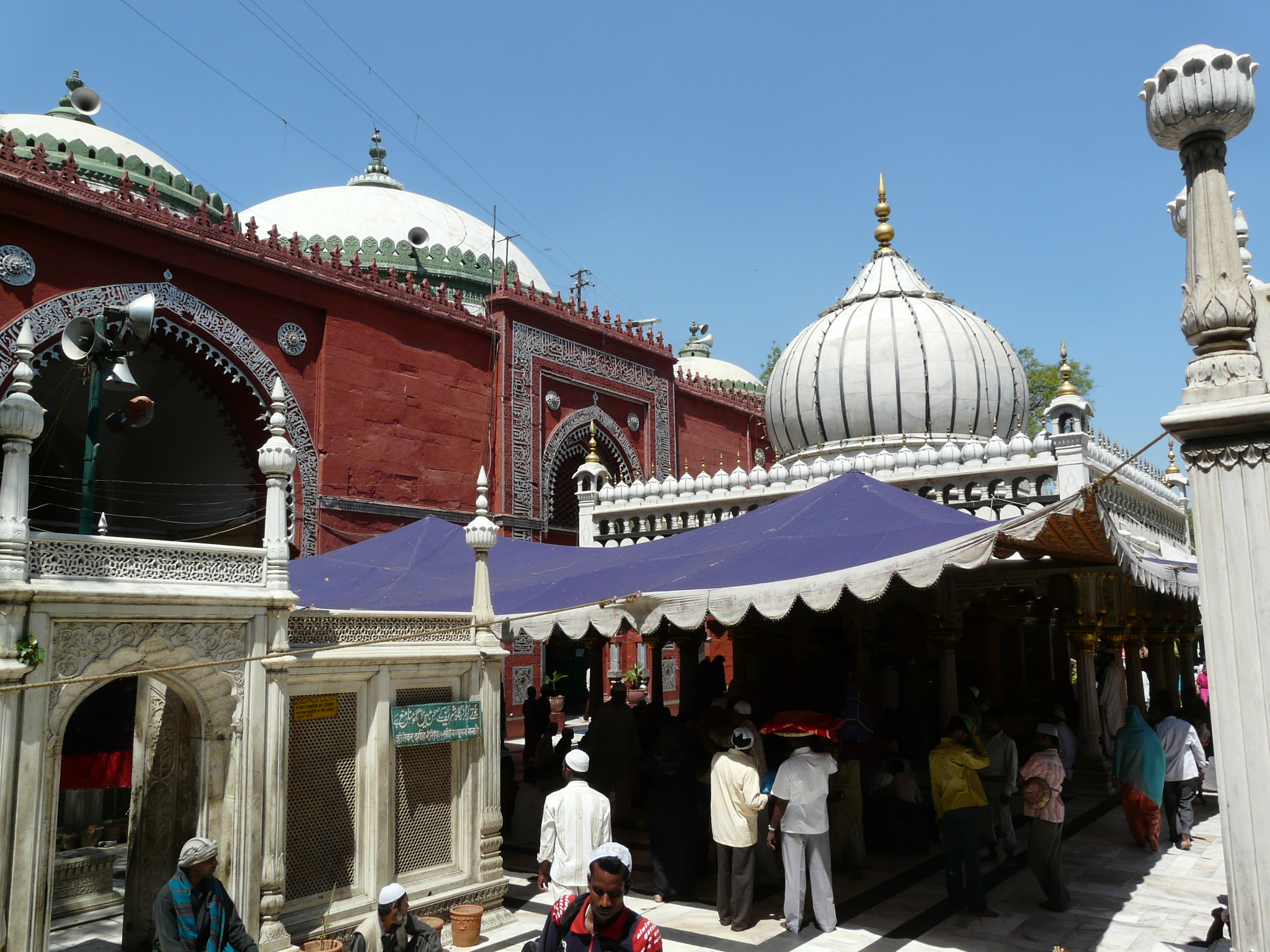
Lahori Gate of the لال قلعه، Delhi, India.
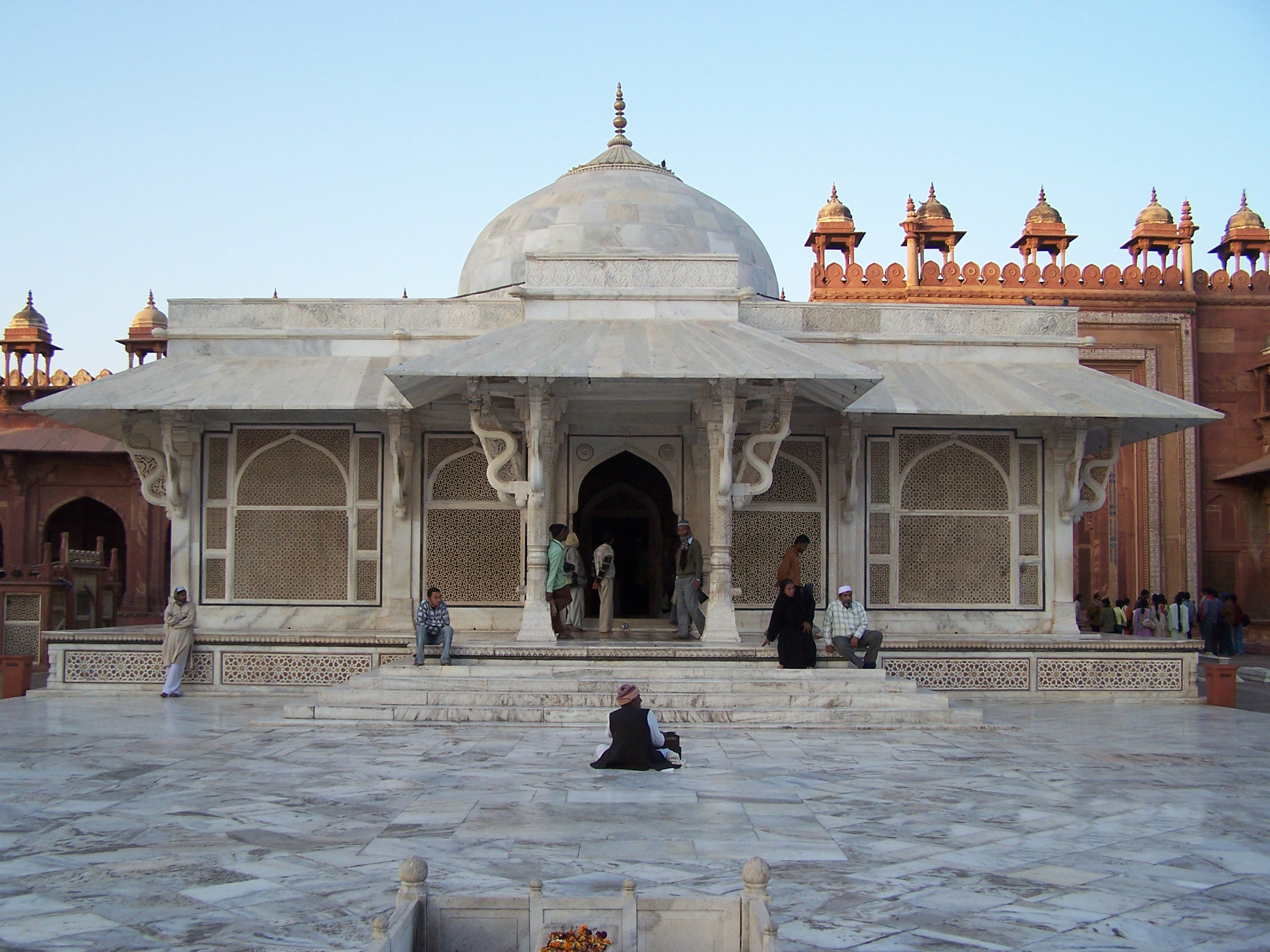
The Tomb of Salim Chisti at فاتح پور سیکری near Agra

- Jahangir's grave at the Tomb of Jahangir
- Tomb of Nithar Begum at Allahabad, India.
- Wazir Khan Mosque, Lahore.
- مقبره اکبر،
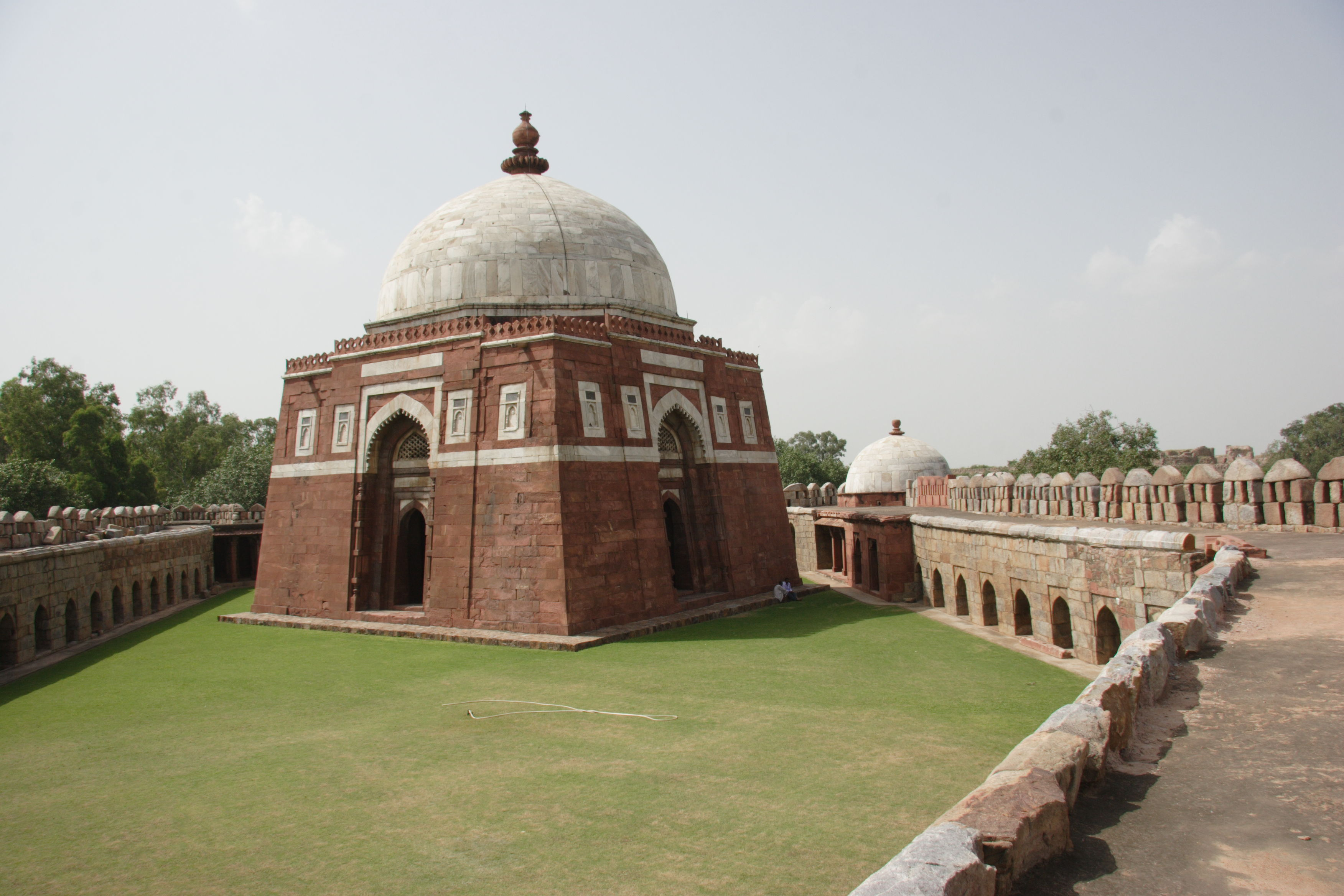
(Lahore Fort)
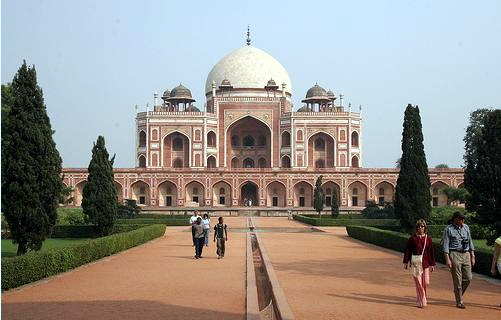
آرامگاه همایون الگوی ساخت تاج‌محل
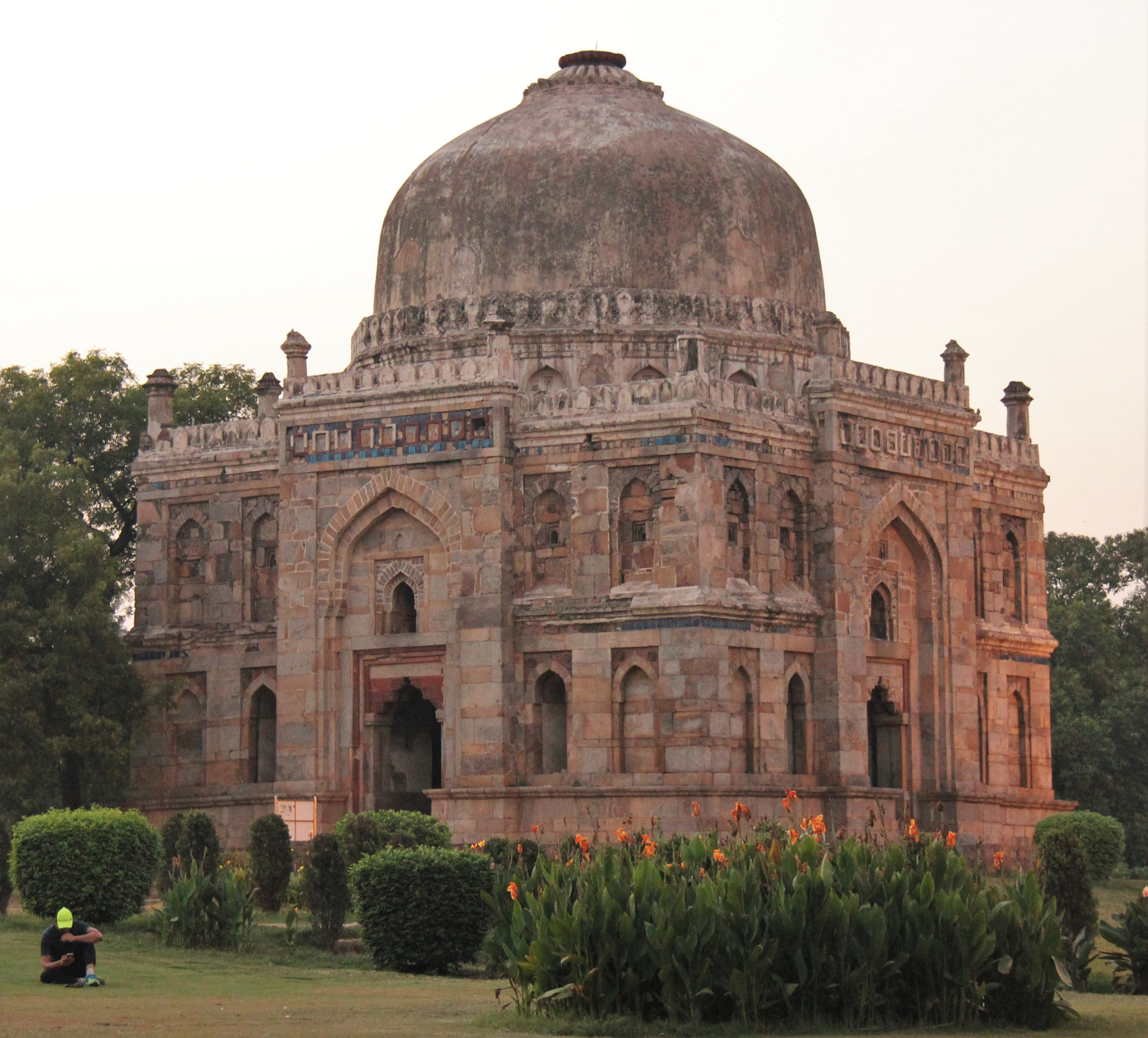
This mausoleum in the Lodhi Gardens Shisha Gumbad

- آرامگاه استاد شاگرد ناکودر
- Babur= Tiger) Letter Naame
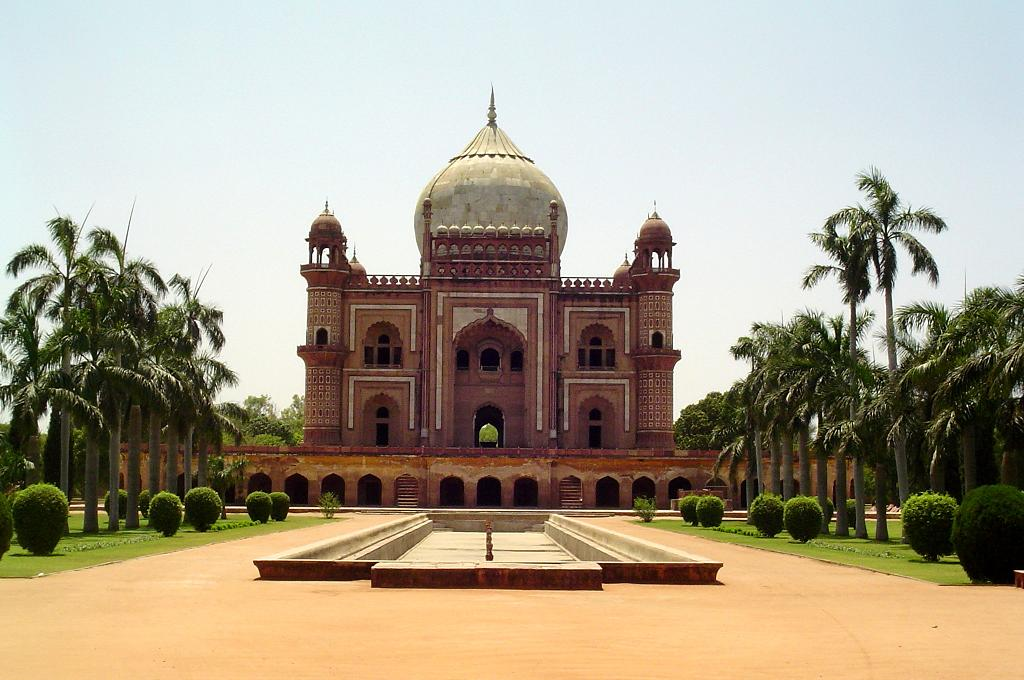
An unknown Lodi tomb in Akbar's Tomb complex
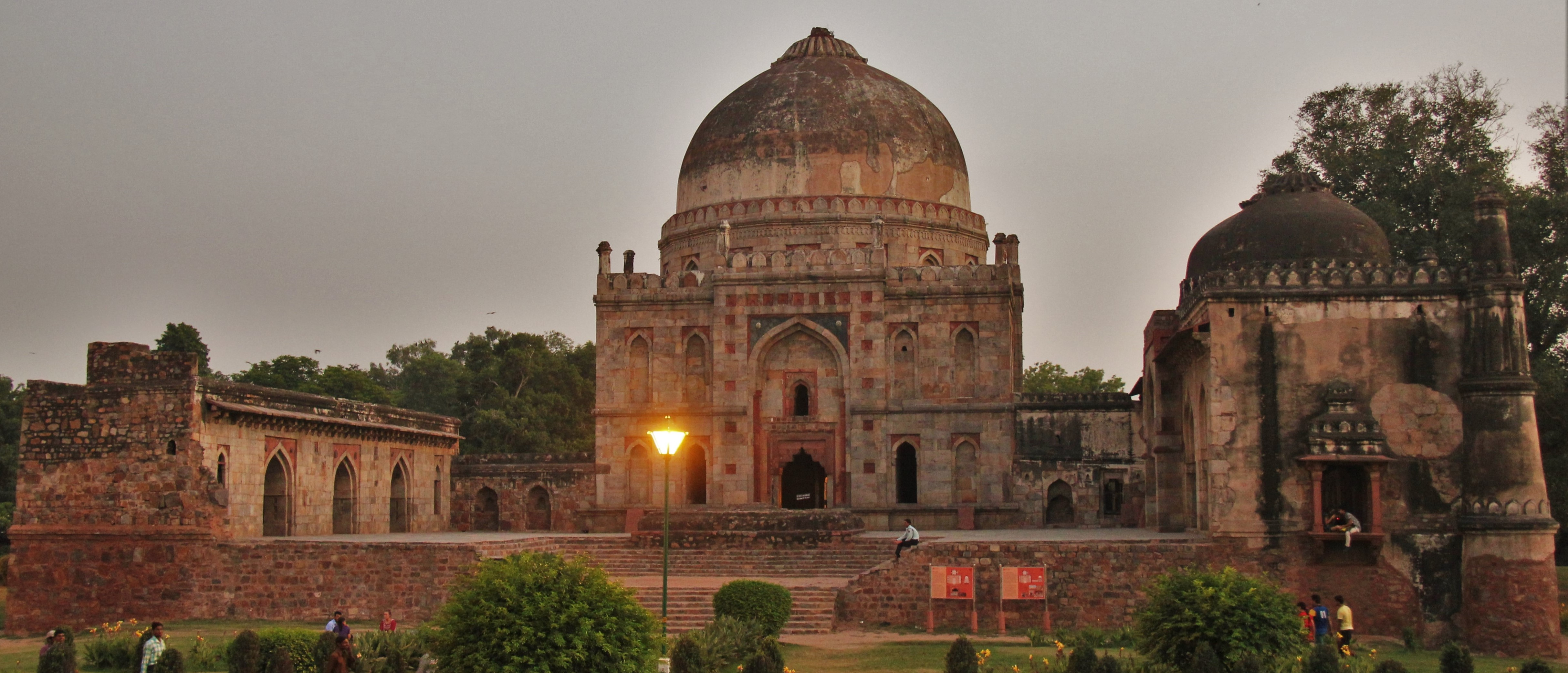
The بارا گُمبد the باغ لودی
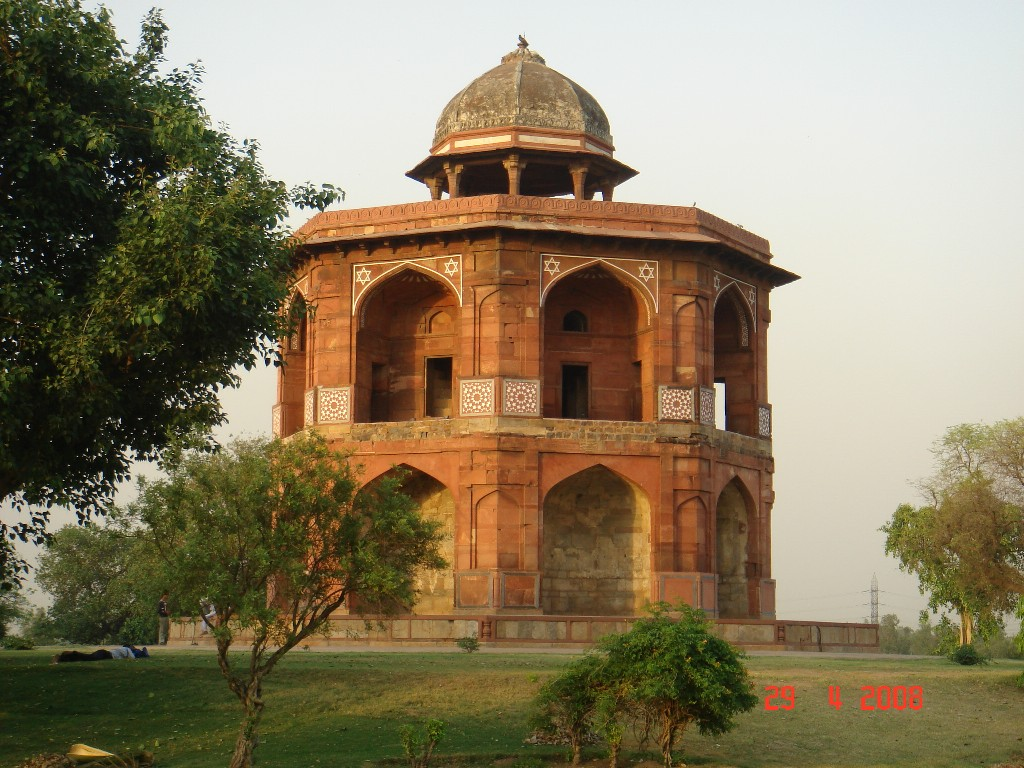
Sher Mandal in [[پورانا قلعه| 1000 BC
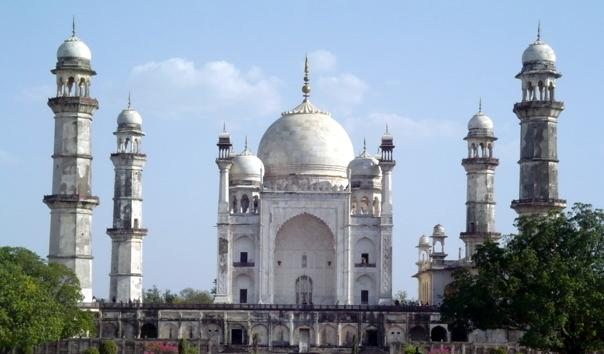
مقبره بی بی

- Barrel vault
- Front Façade
- View of South Gate from Interior
- ورودی آرامگاه اکبرشاه.
- مقبره اکبر شاه اگرا.سکندرا
- مدفن اکبر شاه.
- سنگ اصلی قبرآرامگاه اکبر، .
- گنج محل.
- مقبره اکبر شاه
- دیوان خاص
- Rashtrapati Bhavan کاخ ریاست جمهوری.
- سنگ قبرارجمندبانو
- چلیپای سریانی به زبان پارسی پهلوی
- Tharisappalli copper plates
- A portrait of Nizami Ganjavi in Rashtrapati Bhavan
- Persian inscriptions on Indian monuments
- Akbar's Tomb inscribed with Persian
- Akbar's Tomb at Agra.
- Jamamasjid
- Plaque of Jamia Masjid another plaque is the order of the shahjahan in Persian
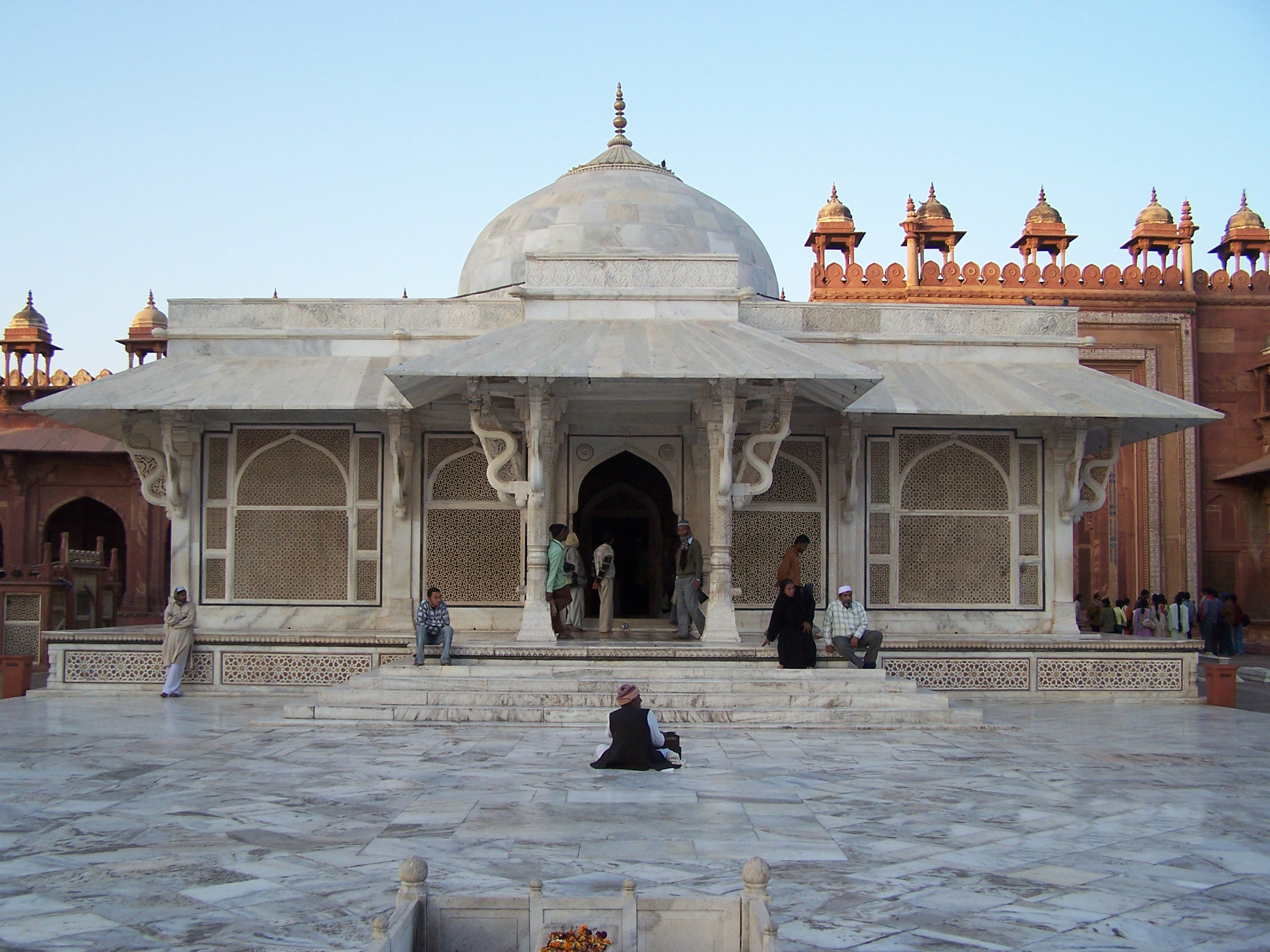
The tomb of Shaikh Salim Chisti finest examples of Mughal architecture
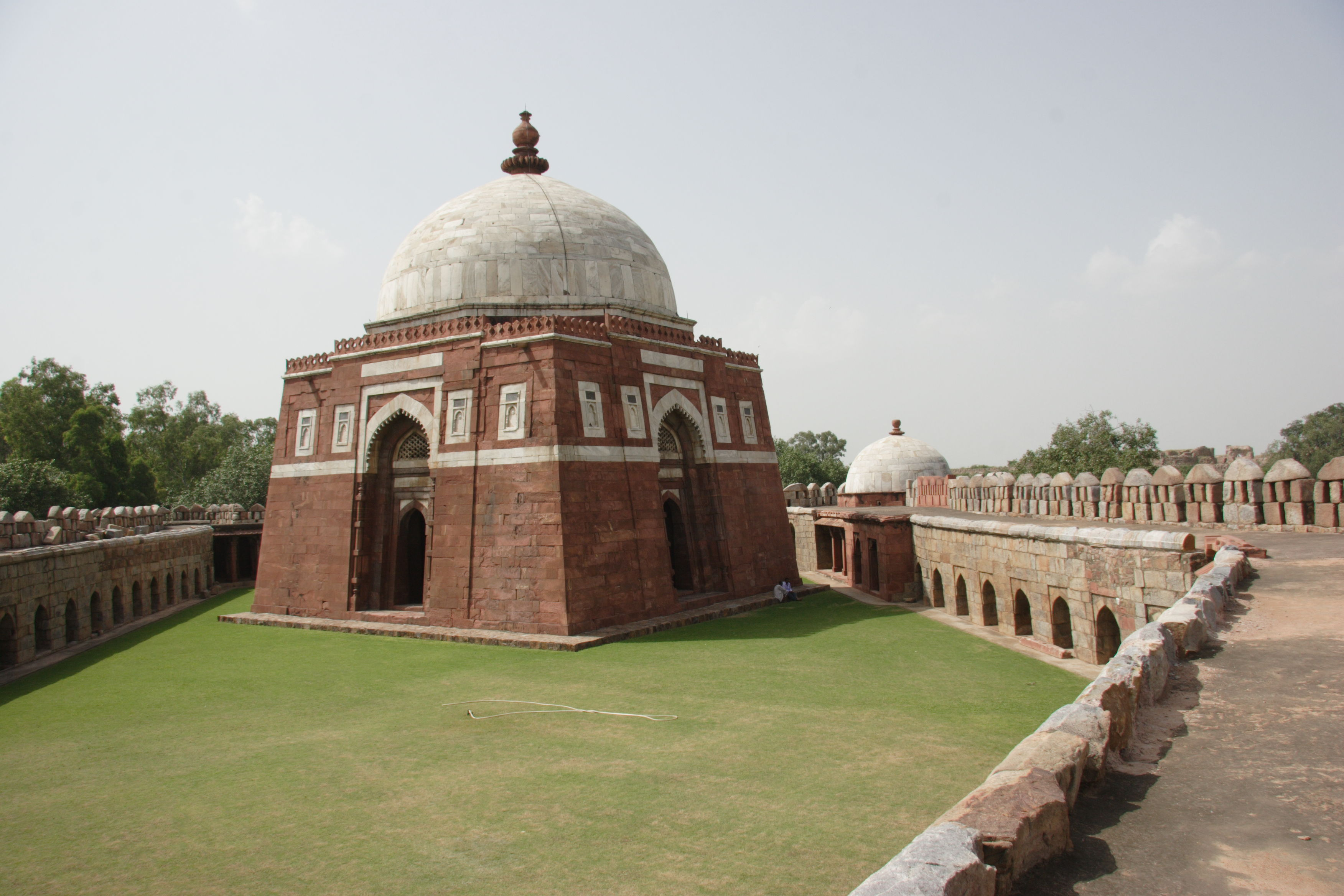
Tughlaqabad.
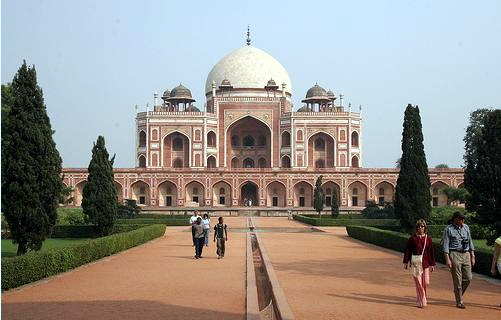
[[آرامگاه همایون]]الگویی که ساخت تاج محل از آن کپی شده‌است
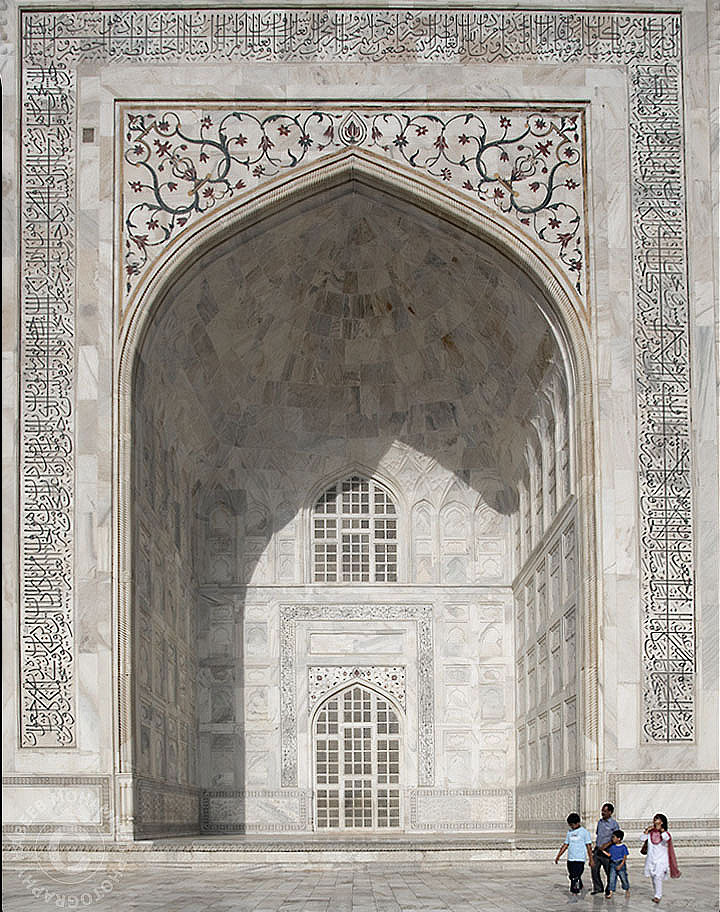
آیات قرانی با خط نسخ فارسی]]
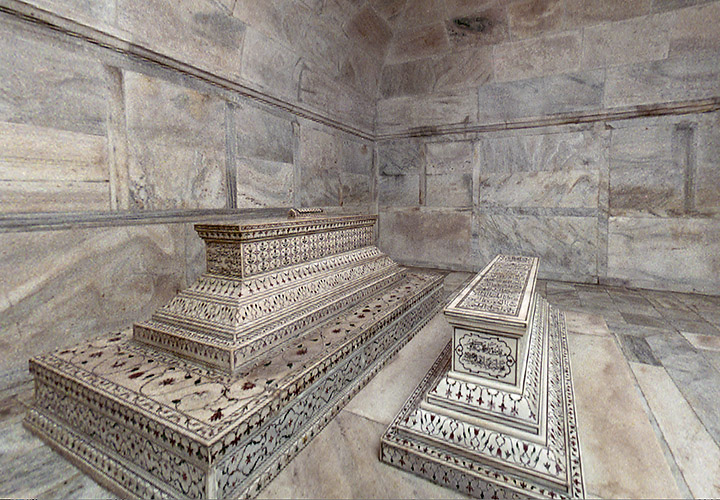
Quranic verses with Persian calligraphy]]
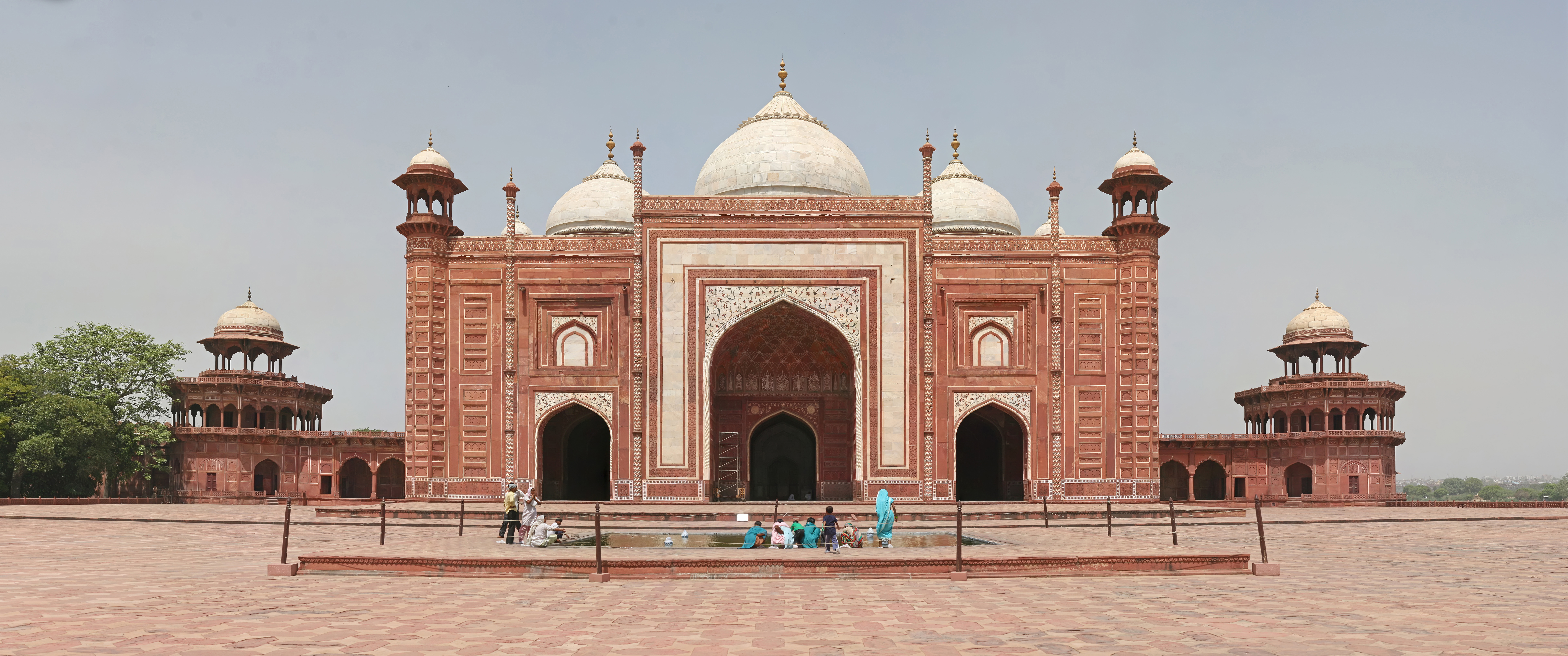
Taj Mahal Mosque, Agra]]
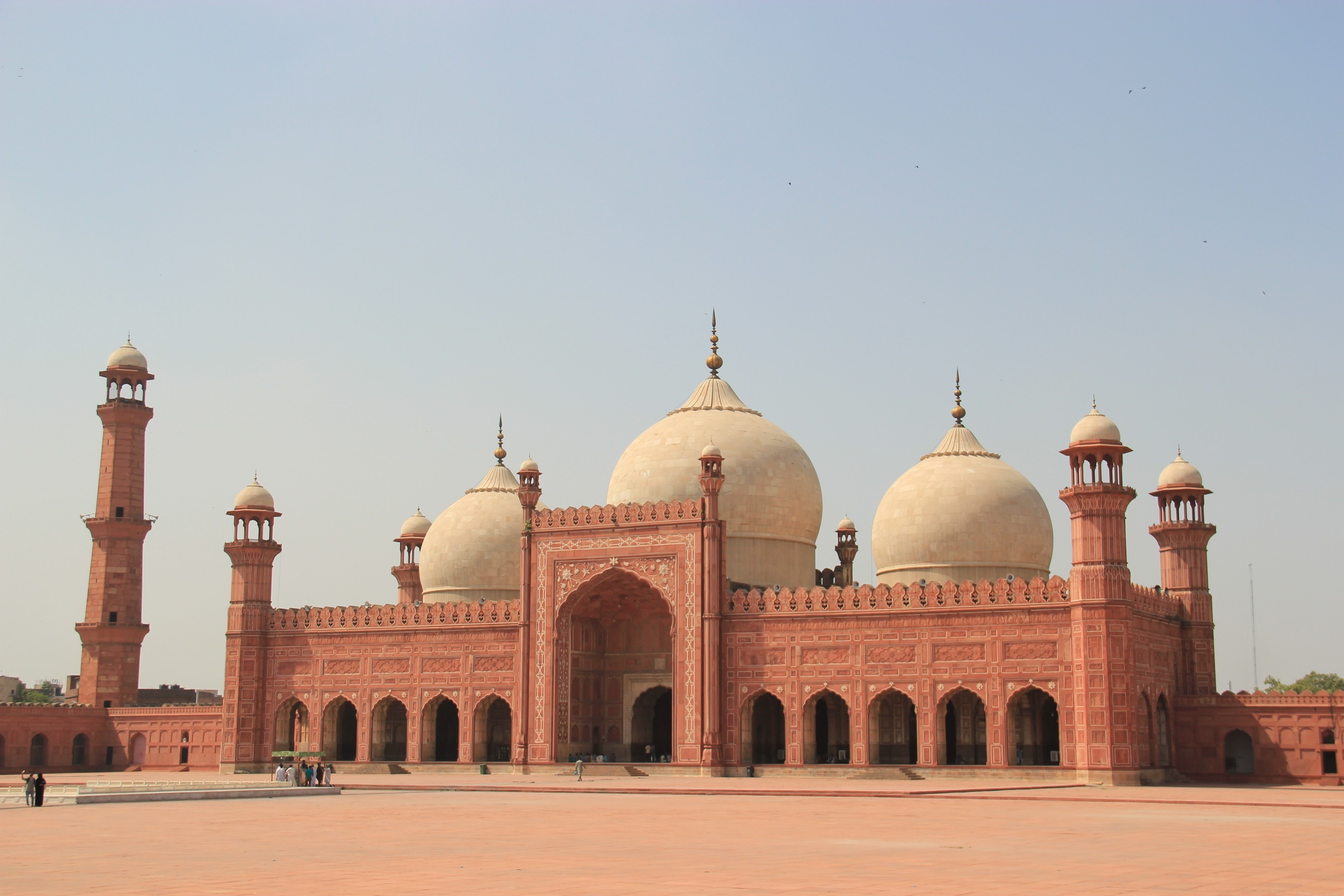
مسجد پادشاهی]]
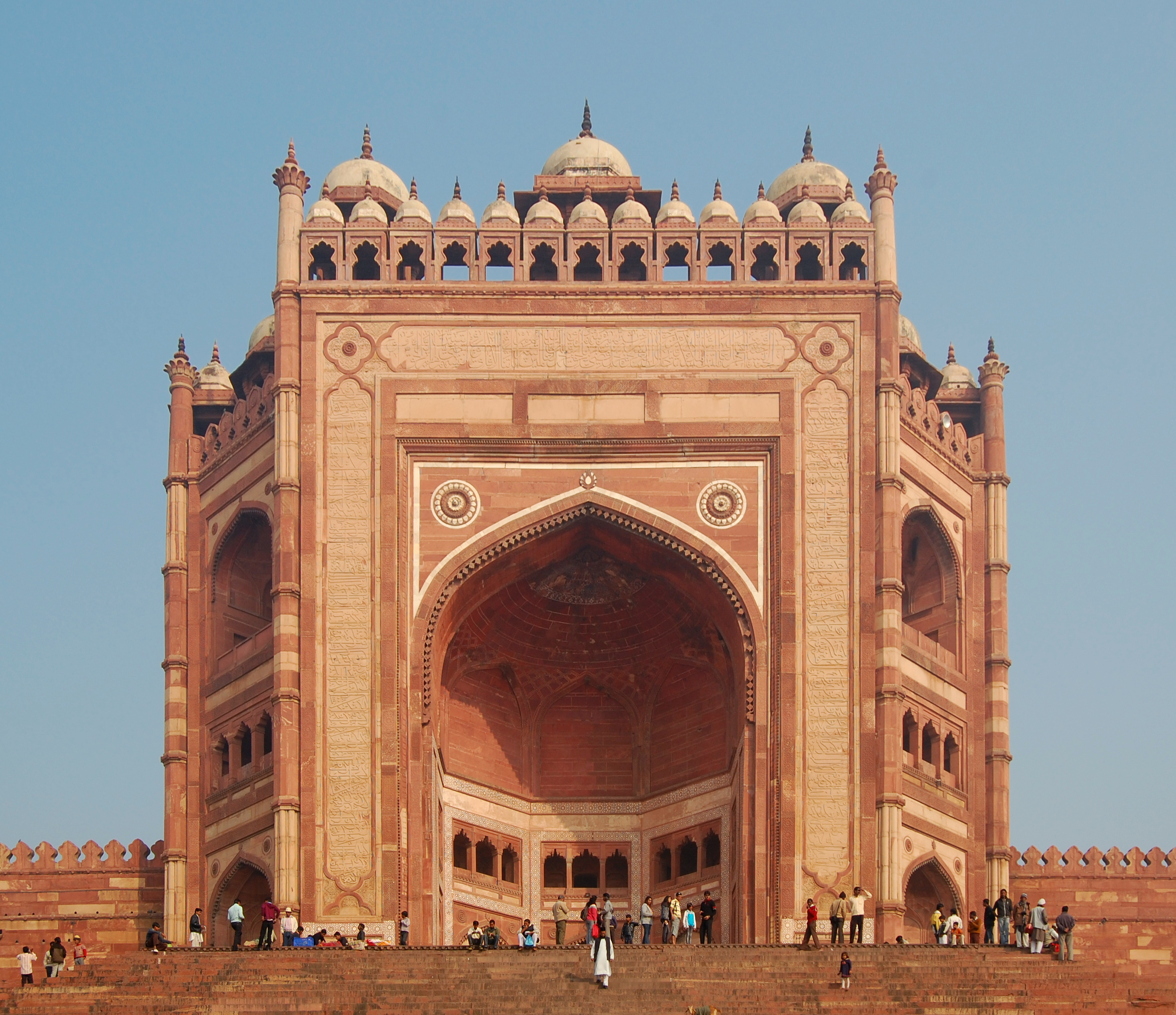
فتح پور سیکری بلند دروازه]]
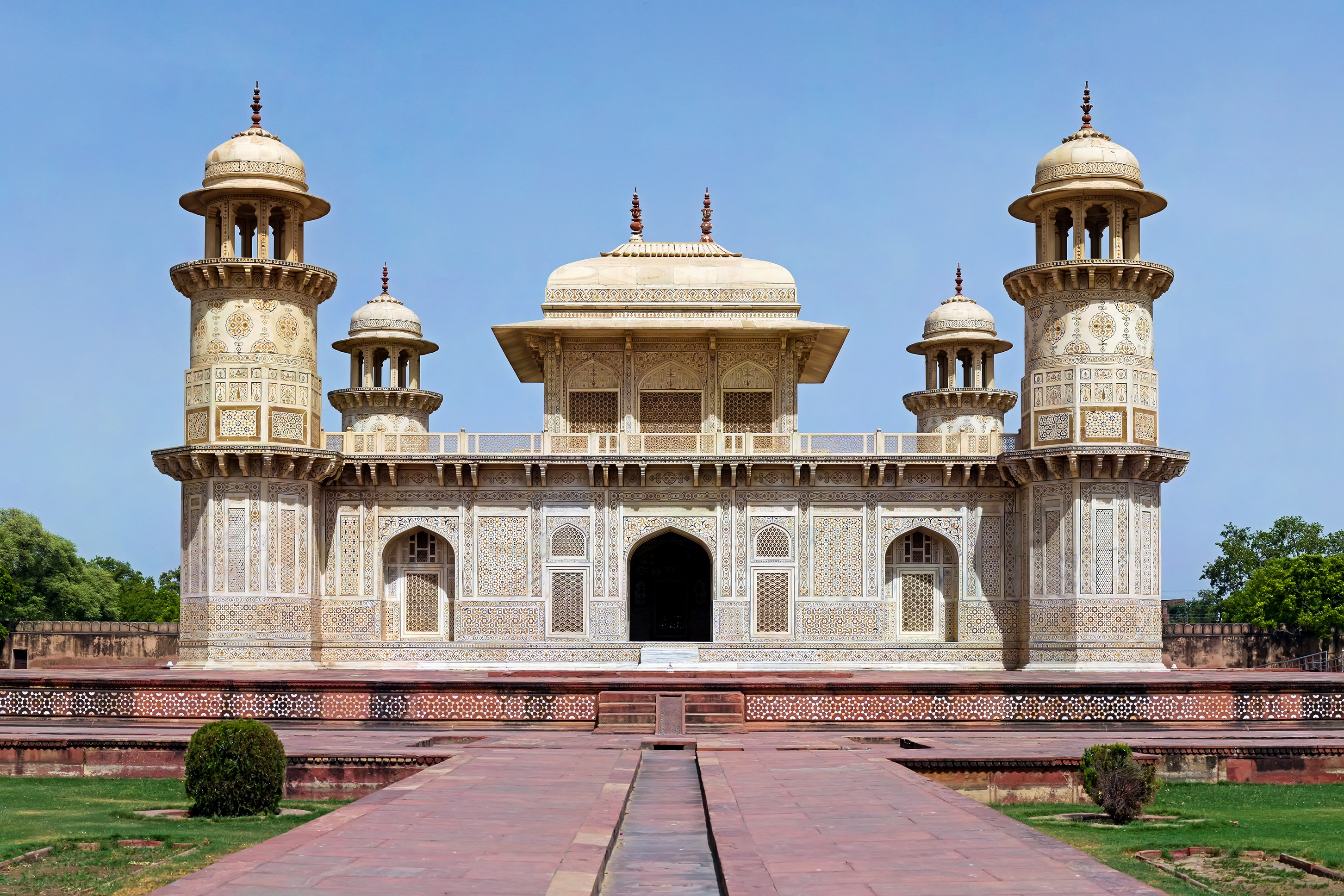
اعتماد الدوله]]
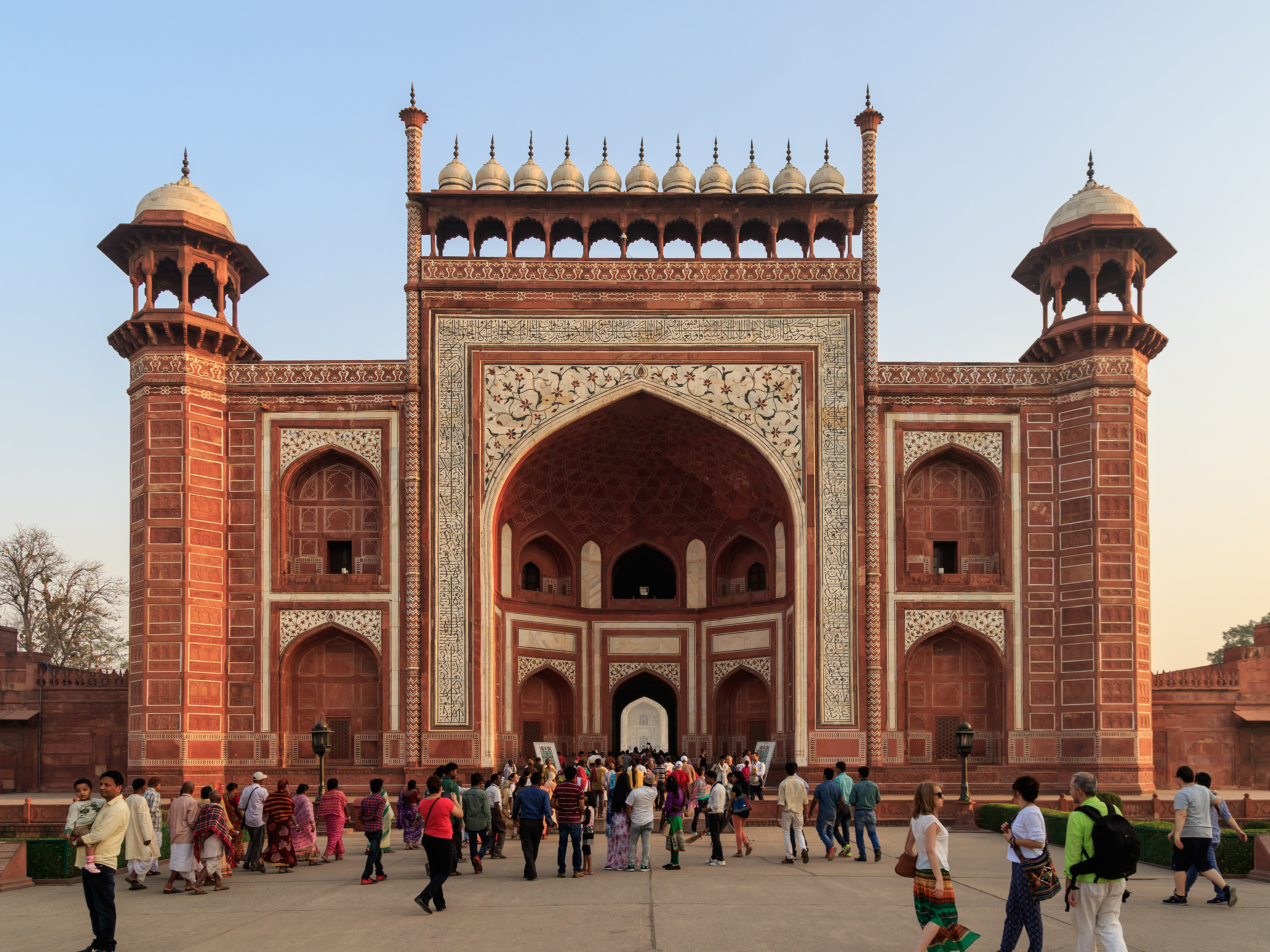
دروازه تاج محل با آیات قرانی و سبک خط ایرانی]]
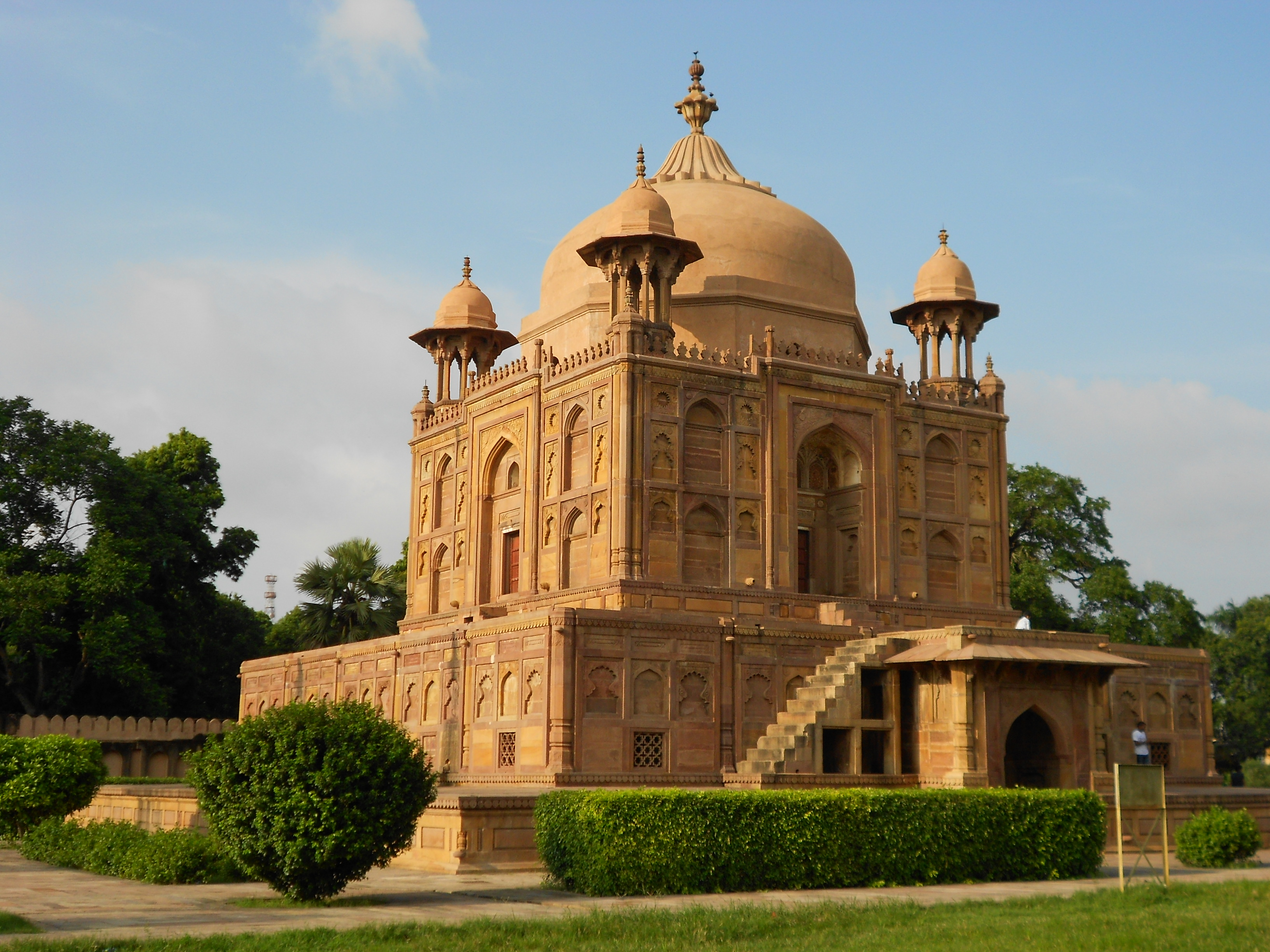
ارامگاه نسر بیگم در خسرو باغ ،الله آباد]]
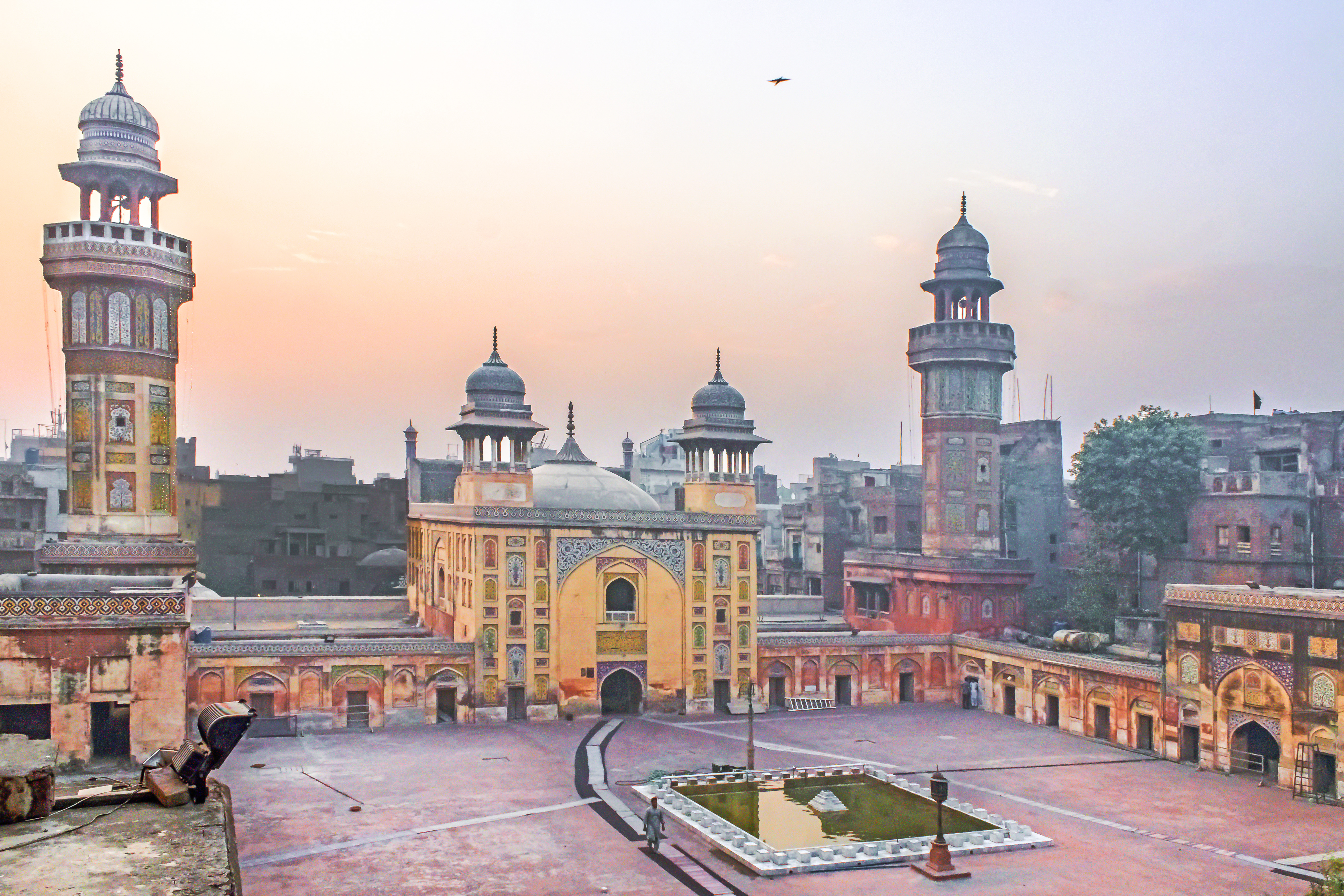
The-Existence." Pakistan;]]
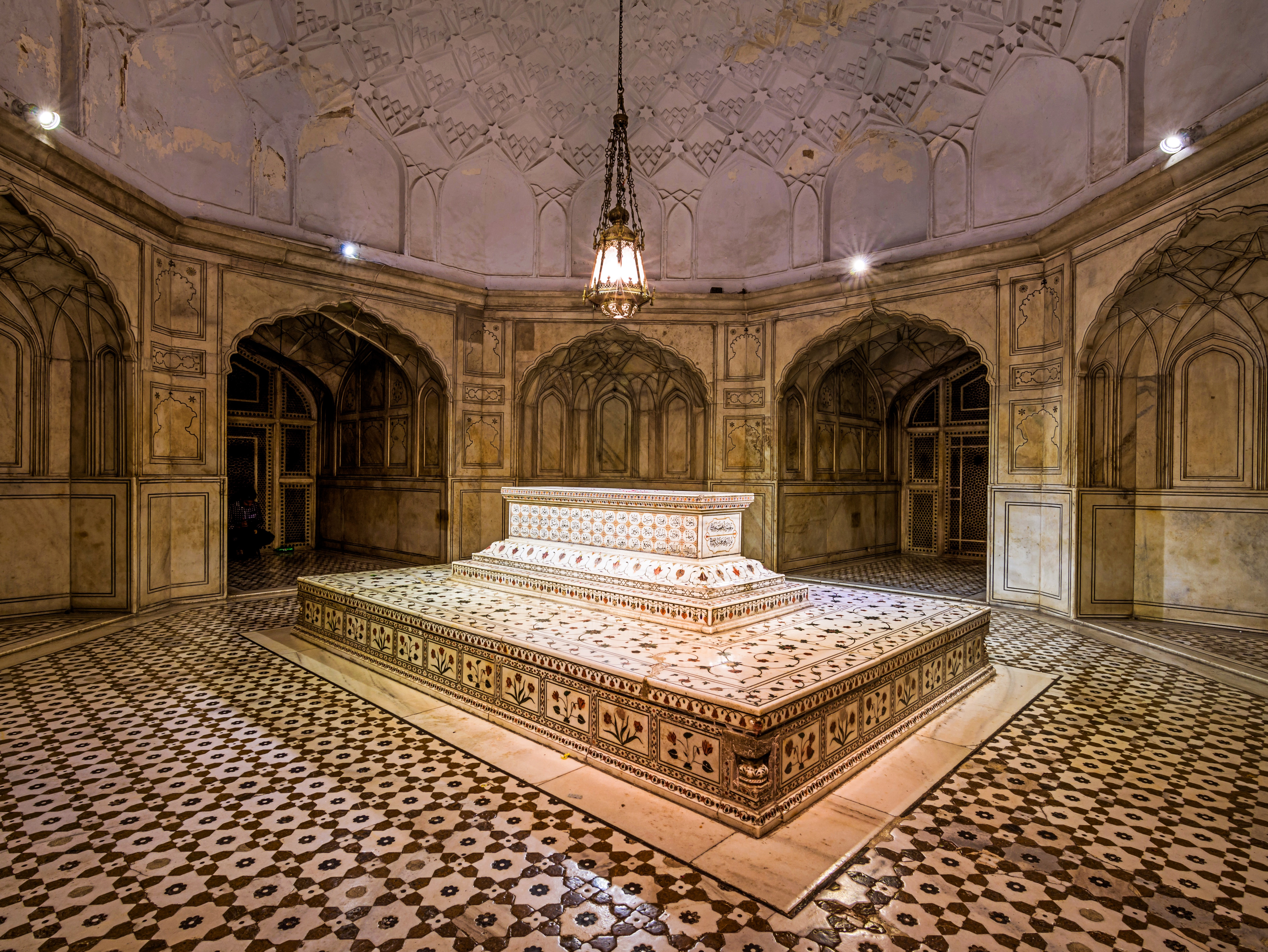
آرامگاه جهانگیر شاه با آیات قران به خط ثلث و نسخ]]
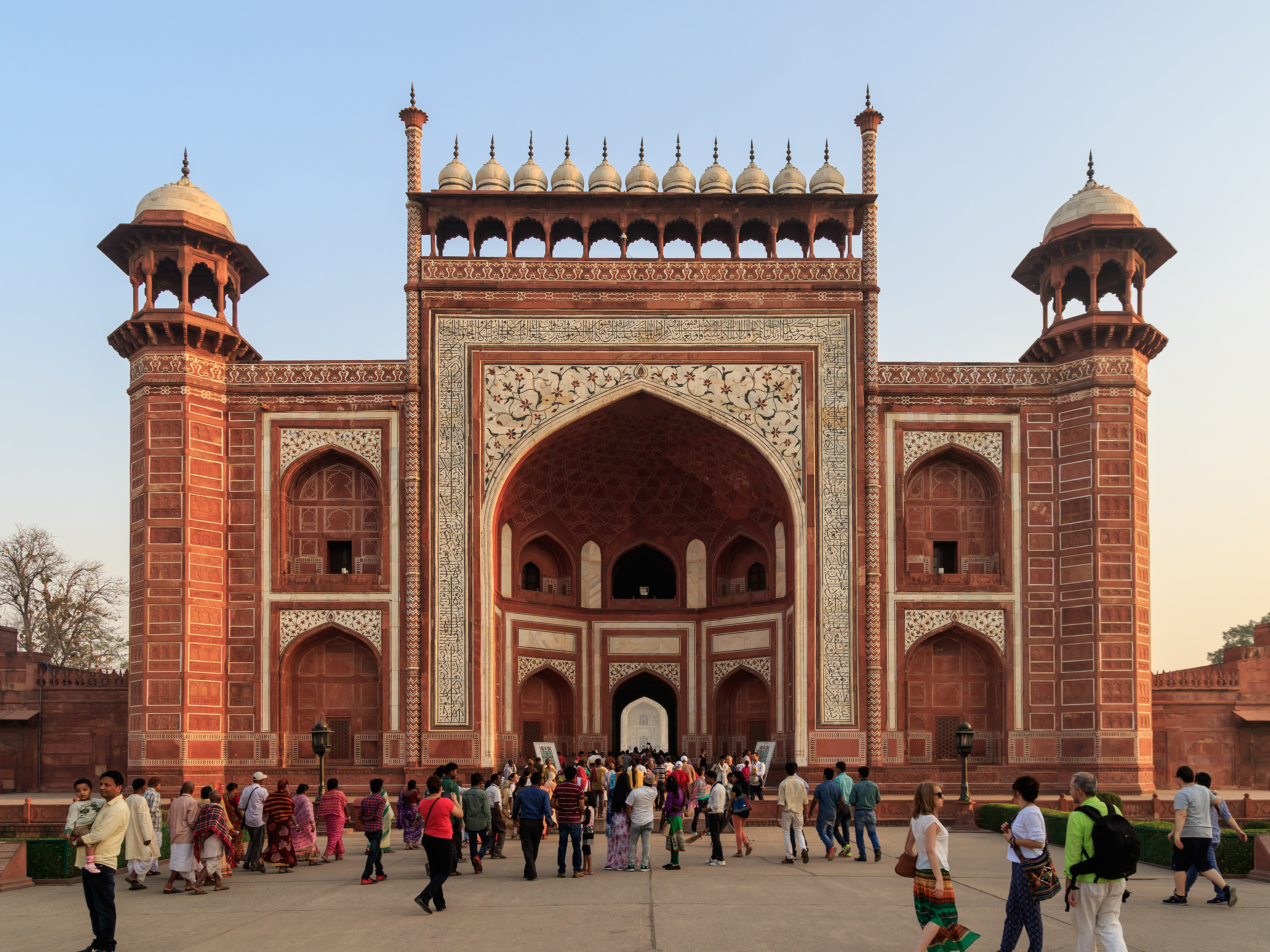
Darwaza-i-Rauza]] تاج محل.
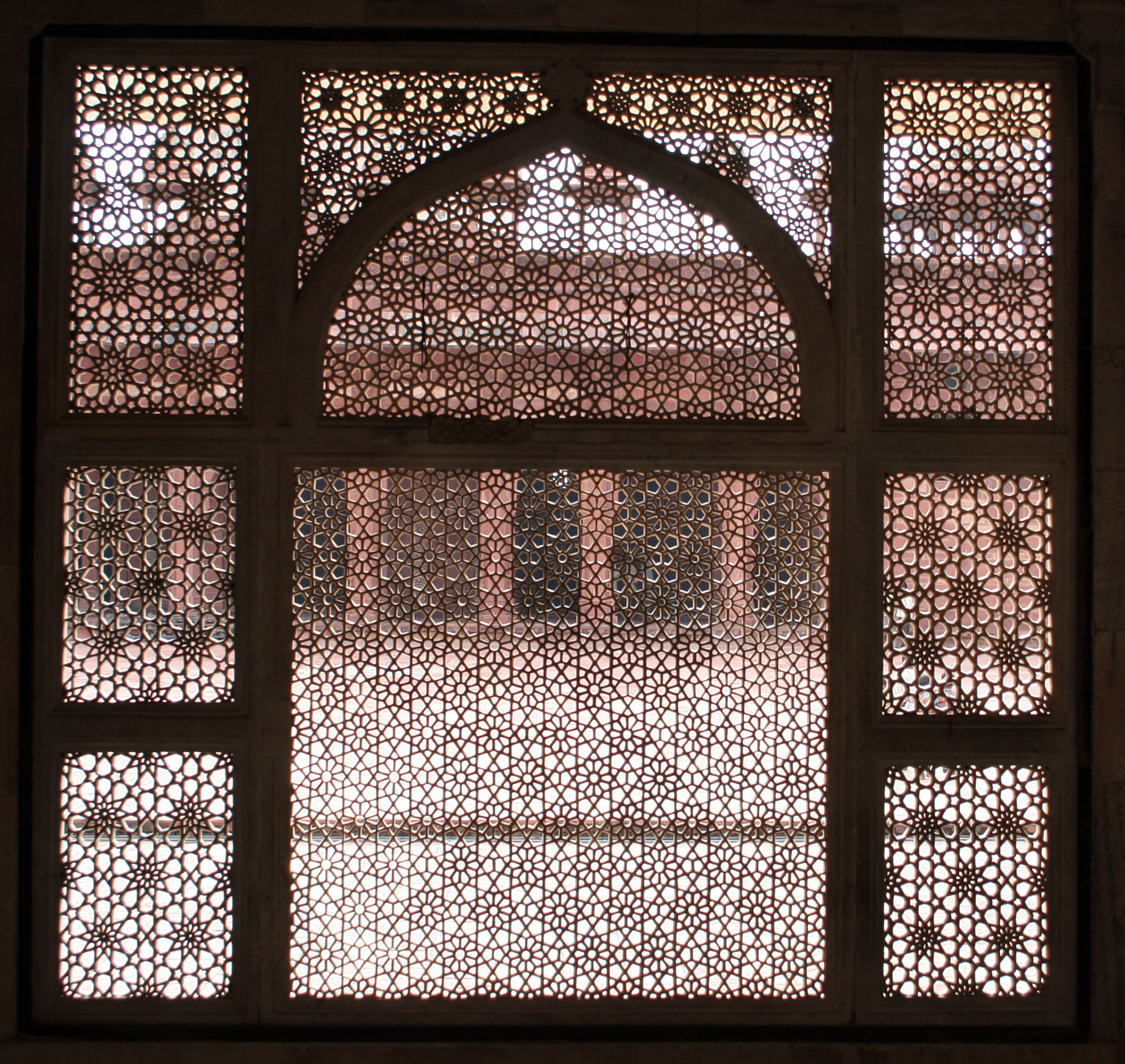
Salim Chishti]], فتح پور سیکری.
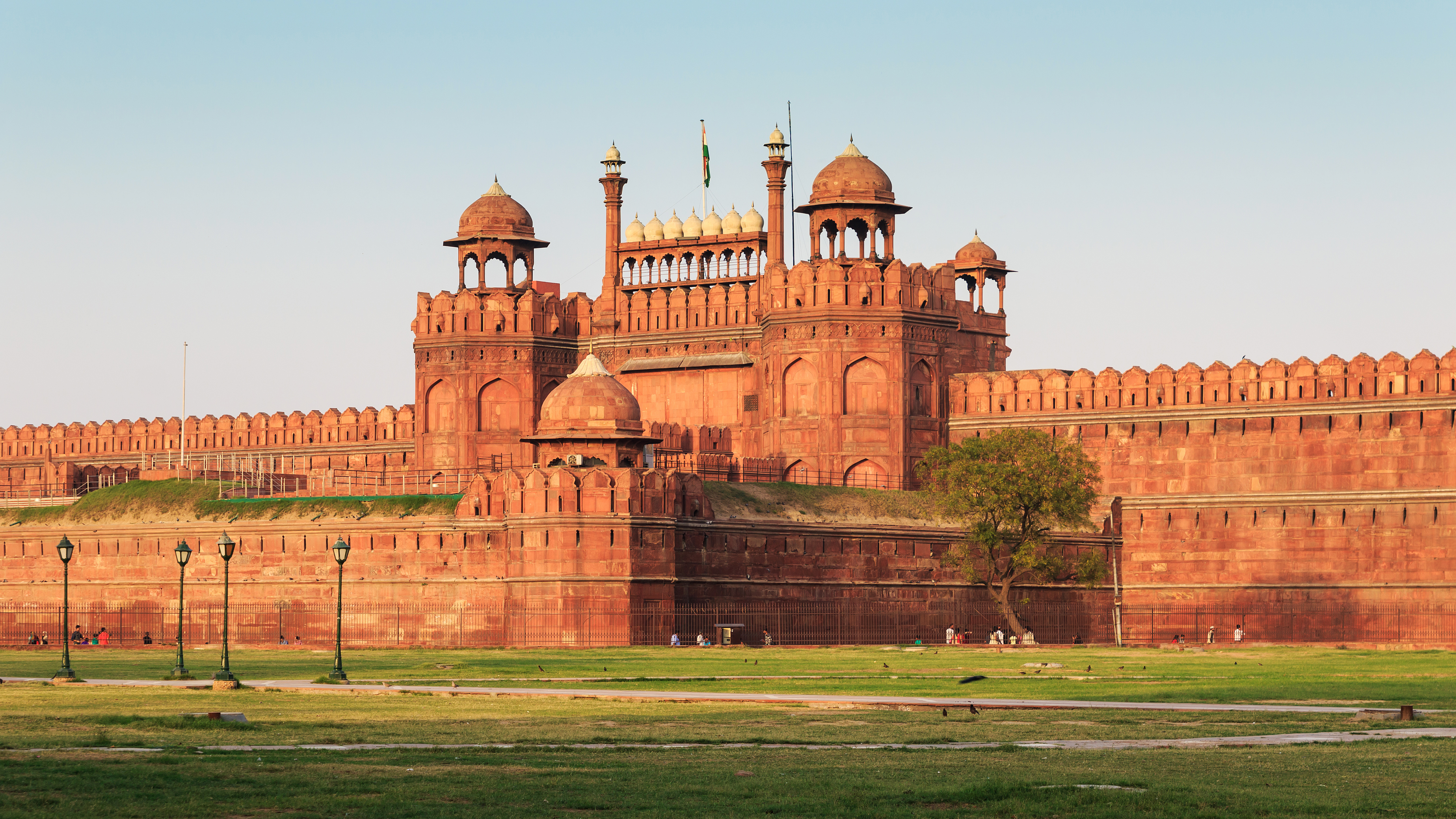
Lahori Gate of the لال قلعه، Delhi, India.

- Begum Shahi Mosque is Lahore's earliest dated Mughal period mosque
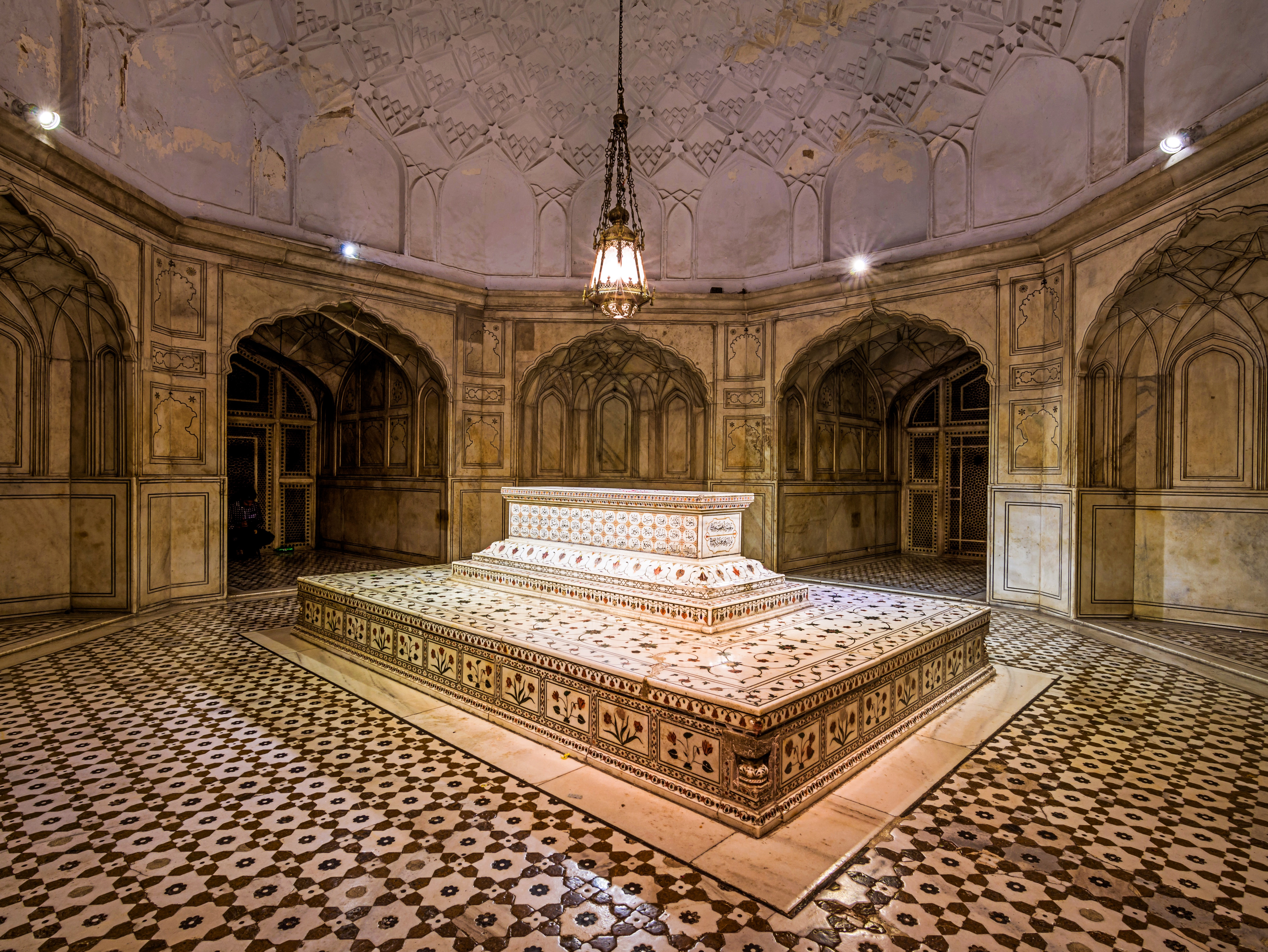
The Tomb of Jahangir
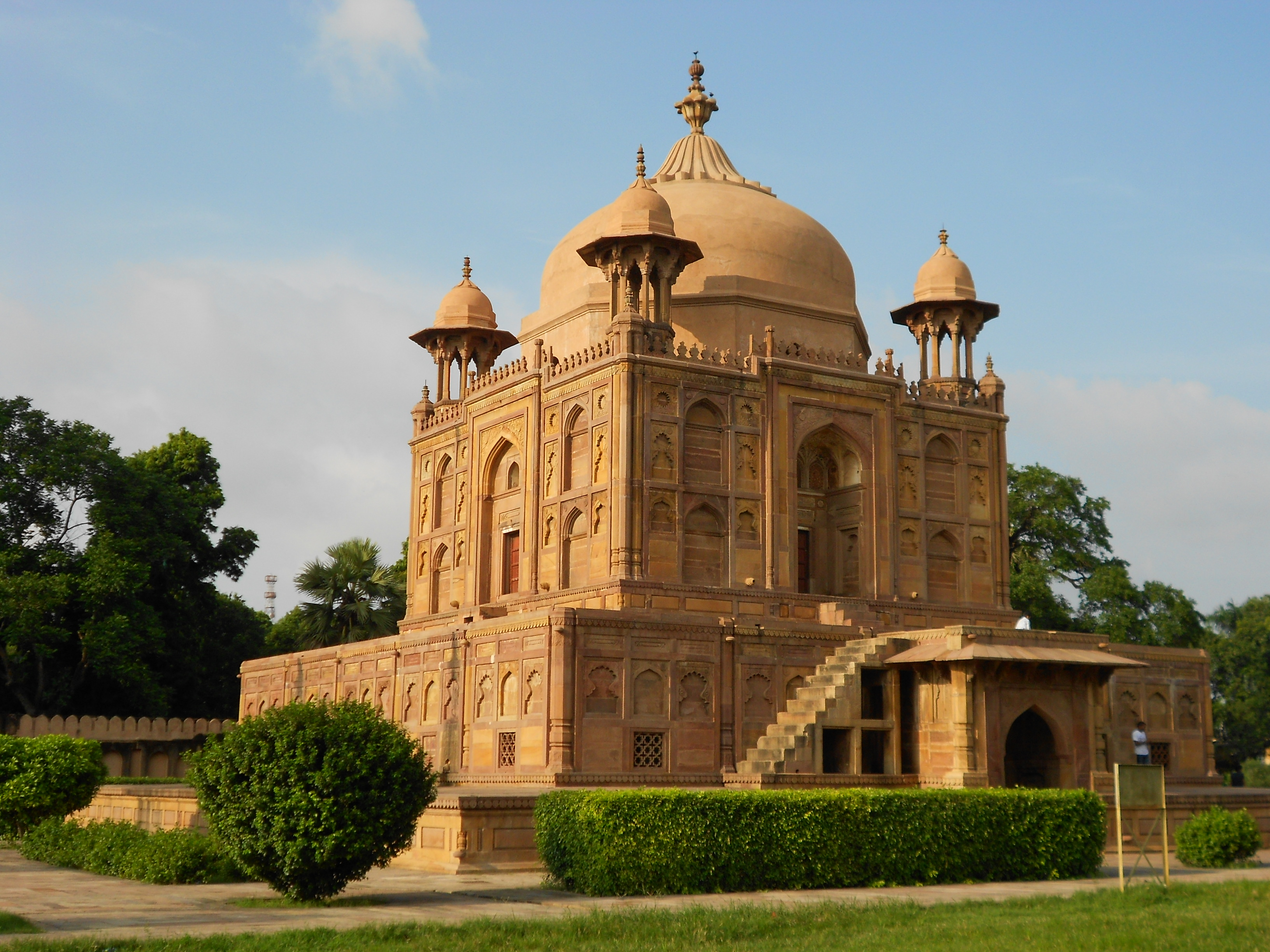
Tomb of Nithar Begum at Allahabad, India.
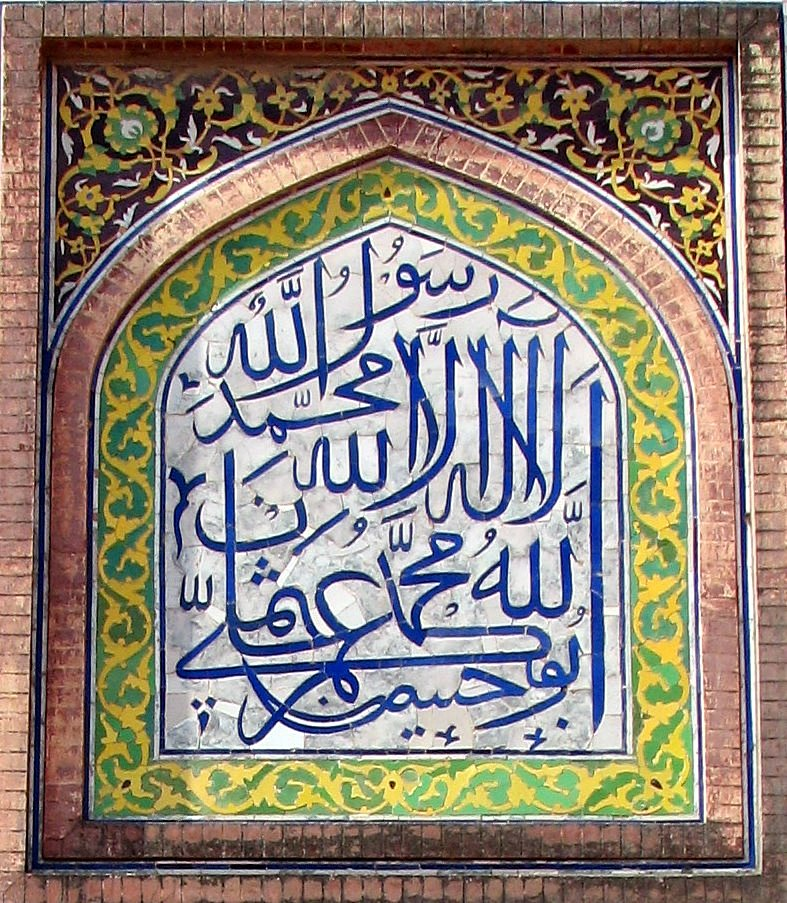
Wazir Khan Mosque
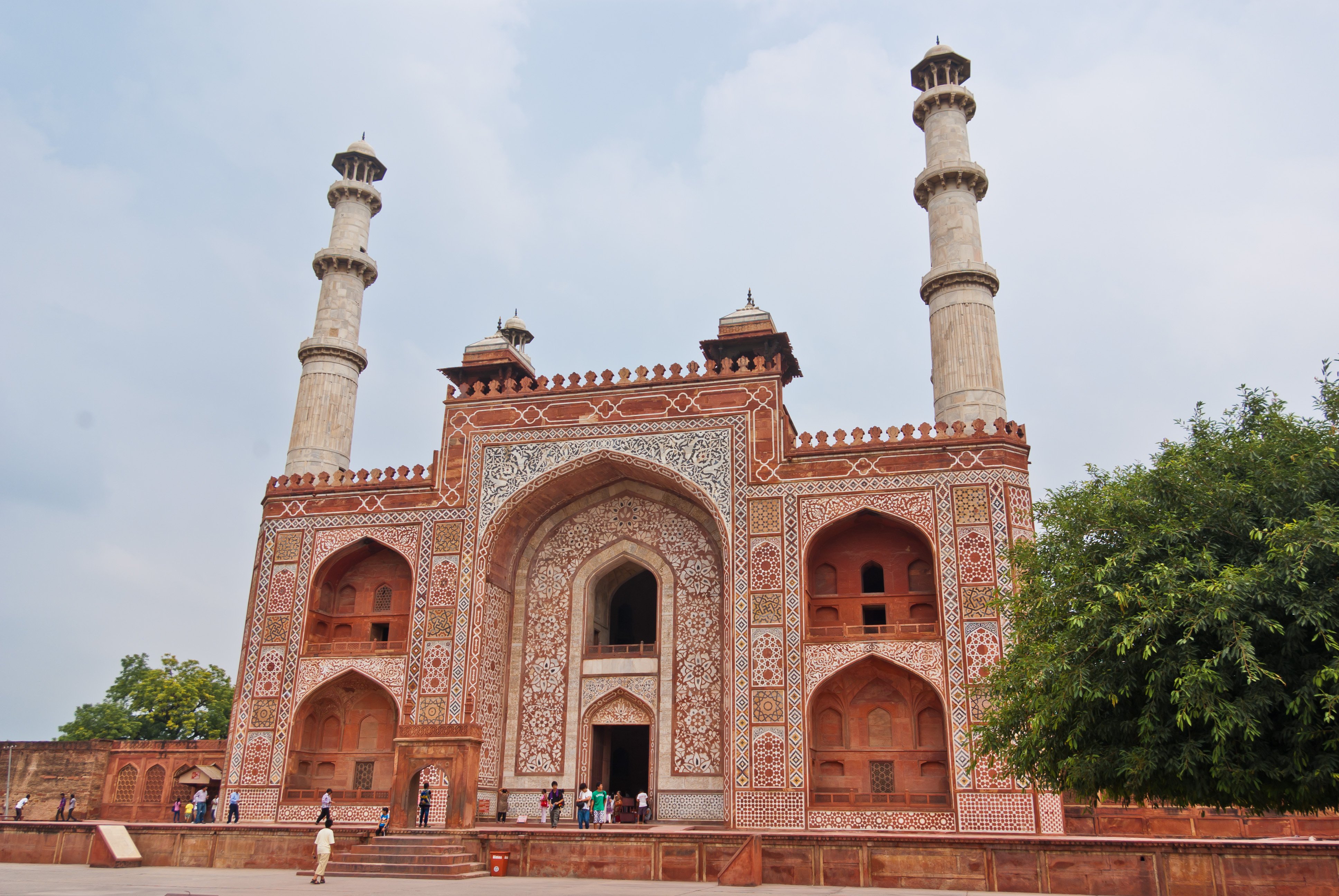
مقبره اکبر،
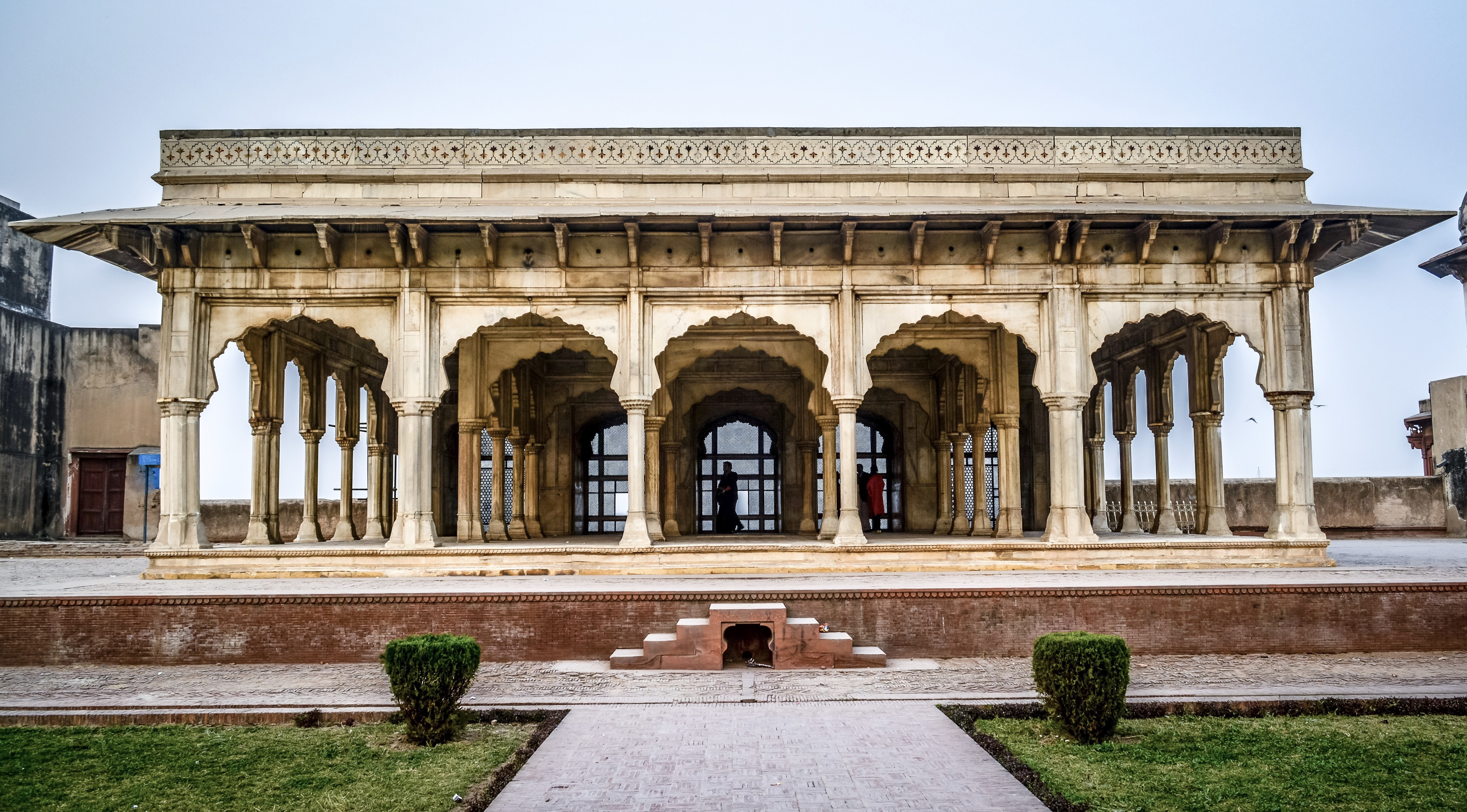
(Lahore Fort)
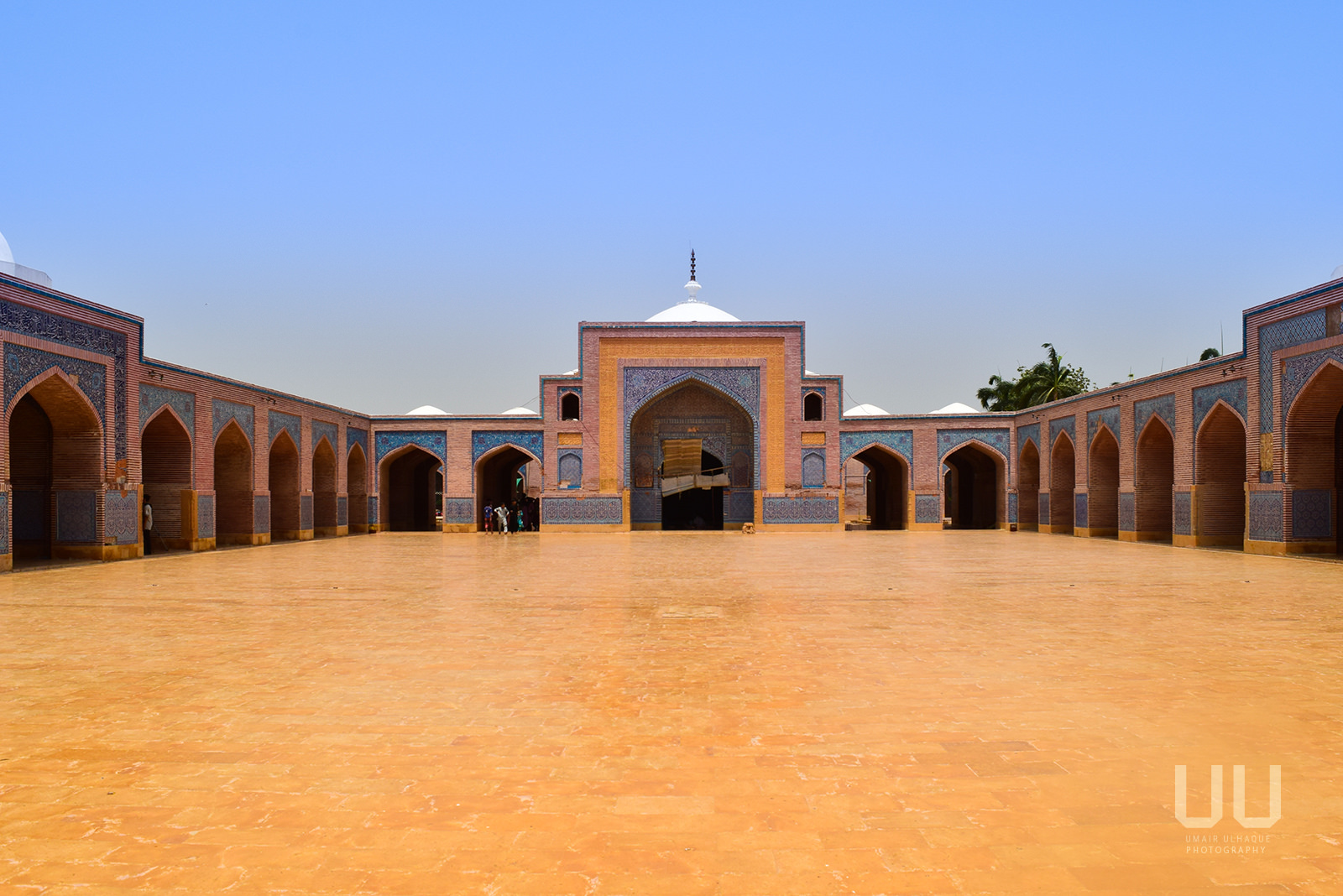
[[Shah Jahan Mosque, Thatta| Persian influence.
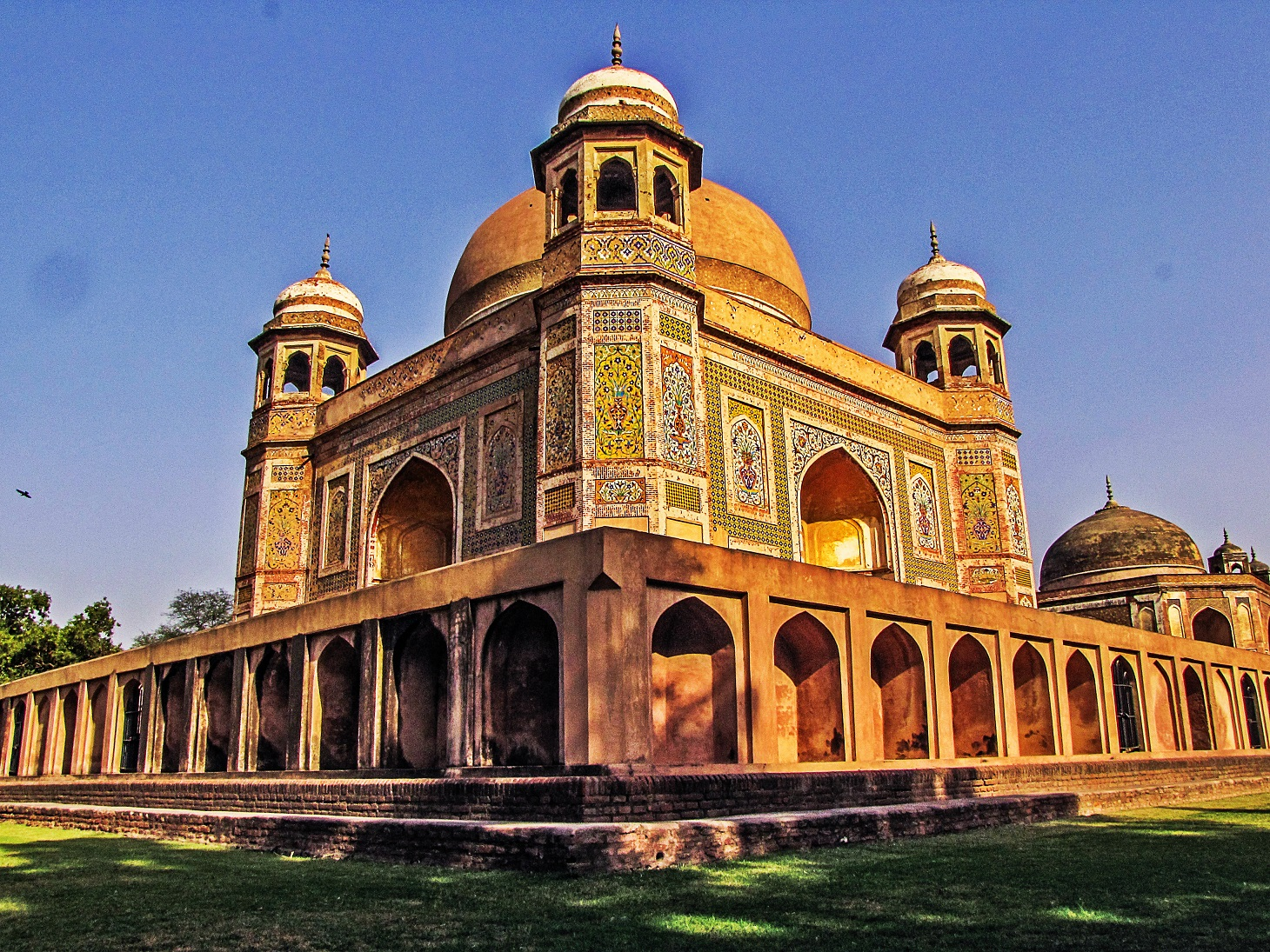
آرامگاه استاد شاگرد ناکودر
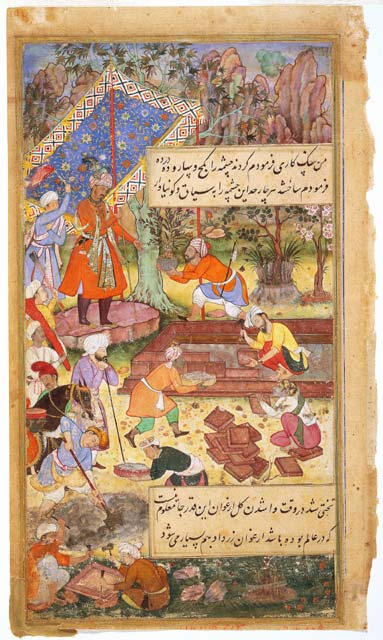

- . Hazratbal Shrine kashmir srinagar
- Babur=  Tiger) Letter Naame
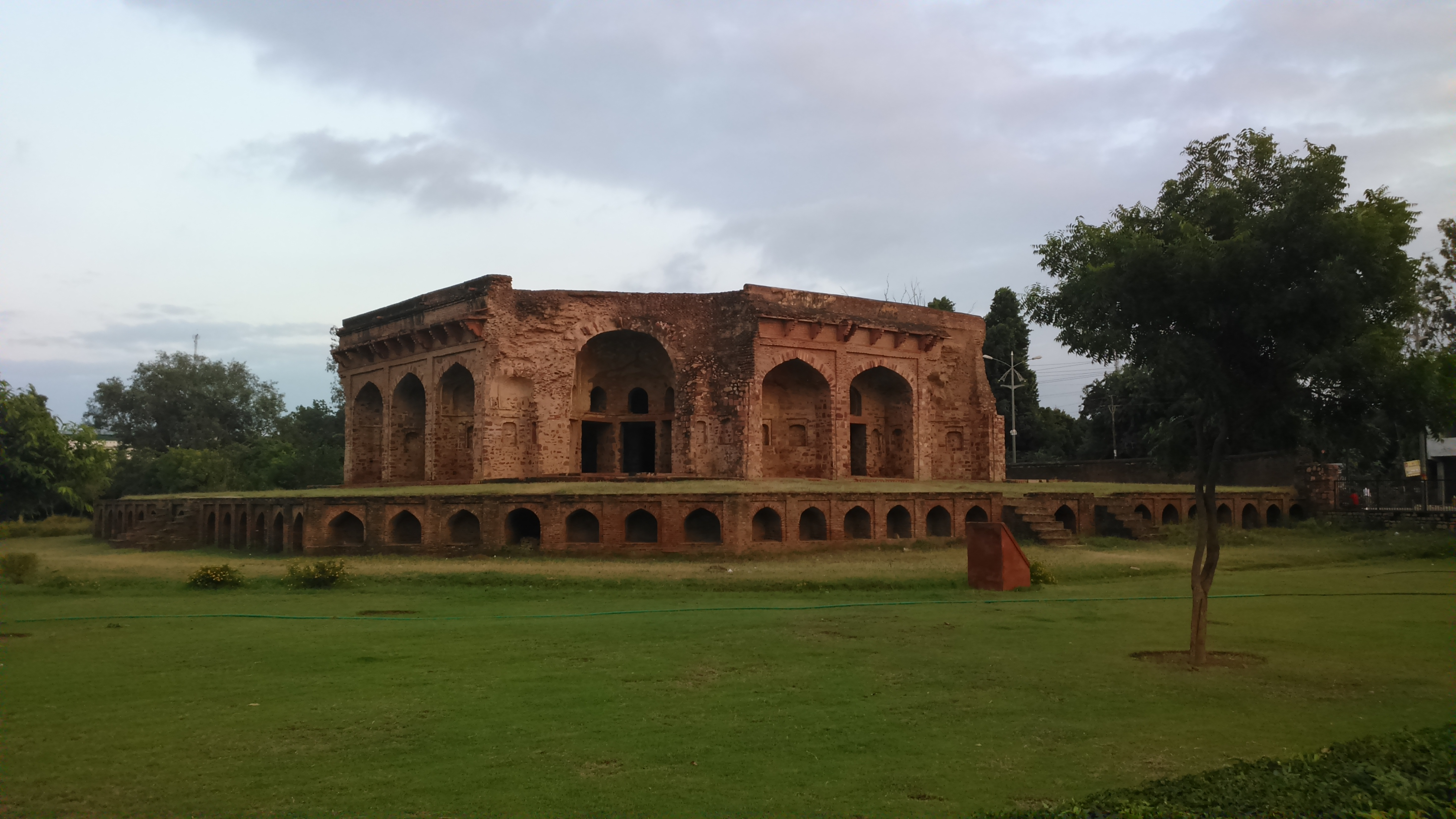
An unknown Lodi tomb in Akbar's Tomb complex
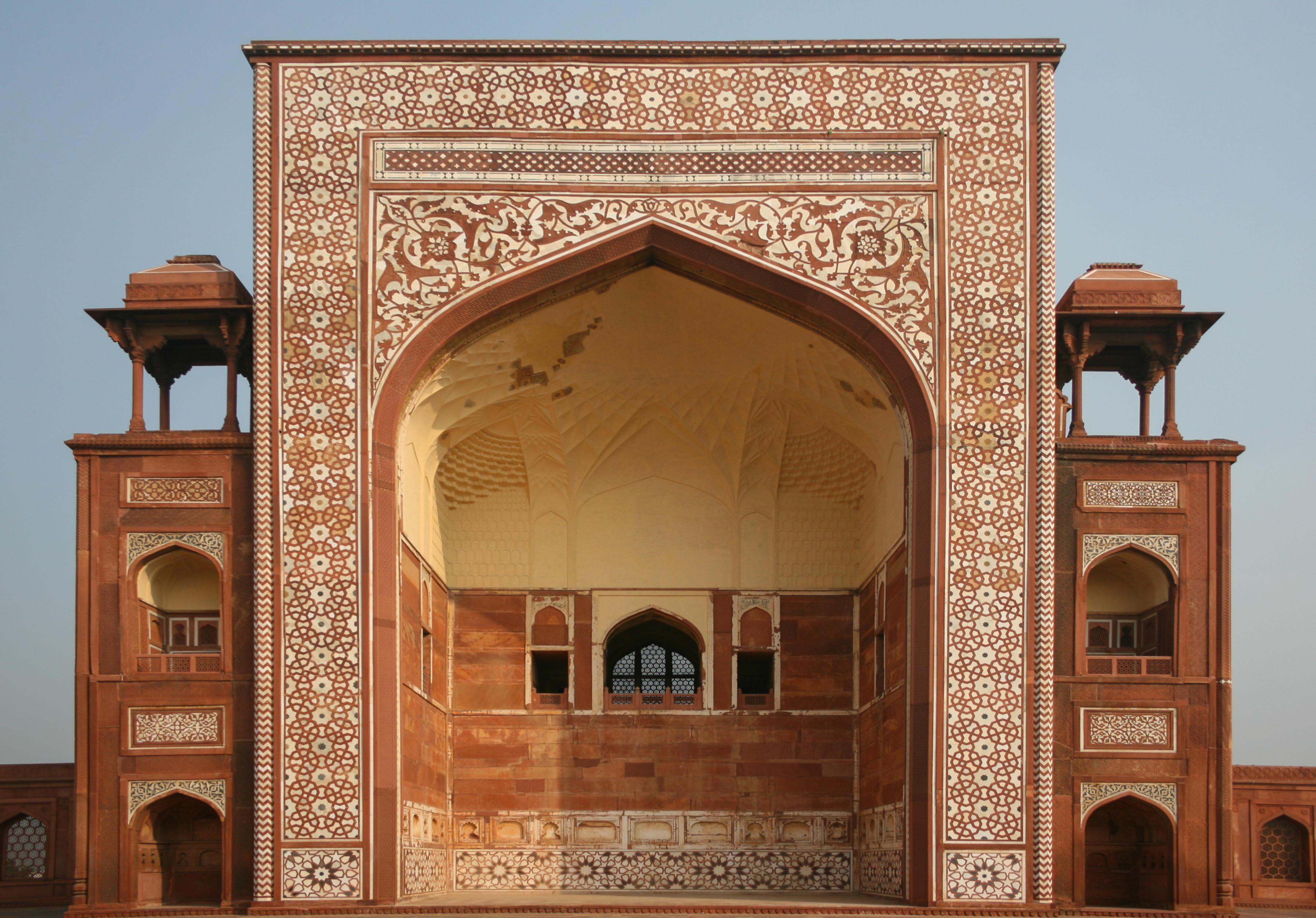
Barrel vault
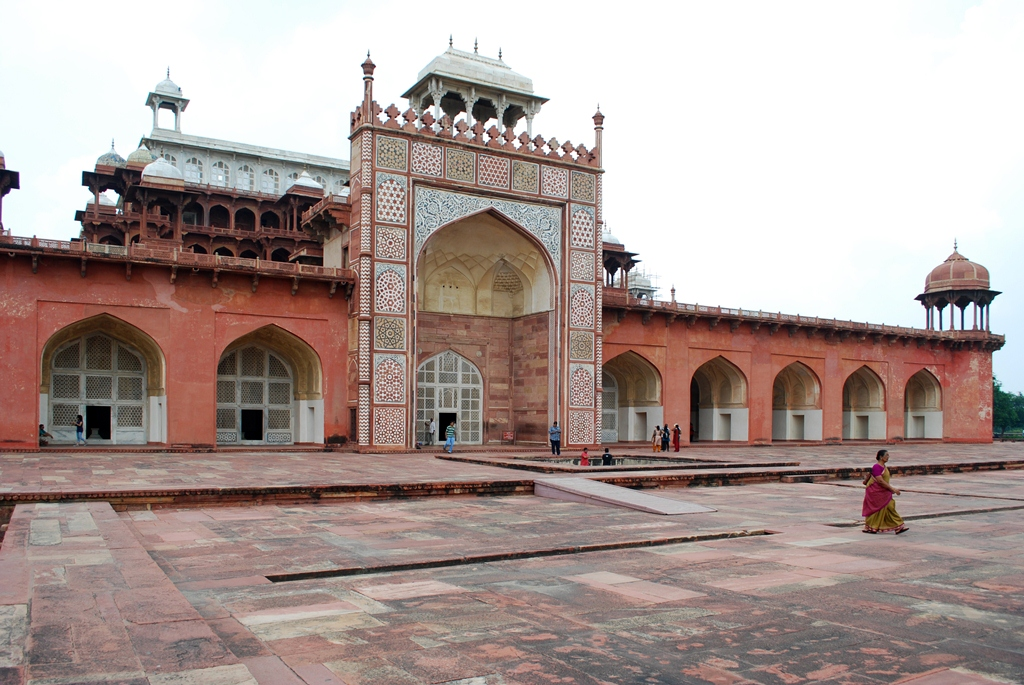
Front Façade
- Fatehpur Sikiri Buland Darwaza gate
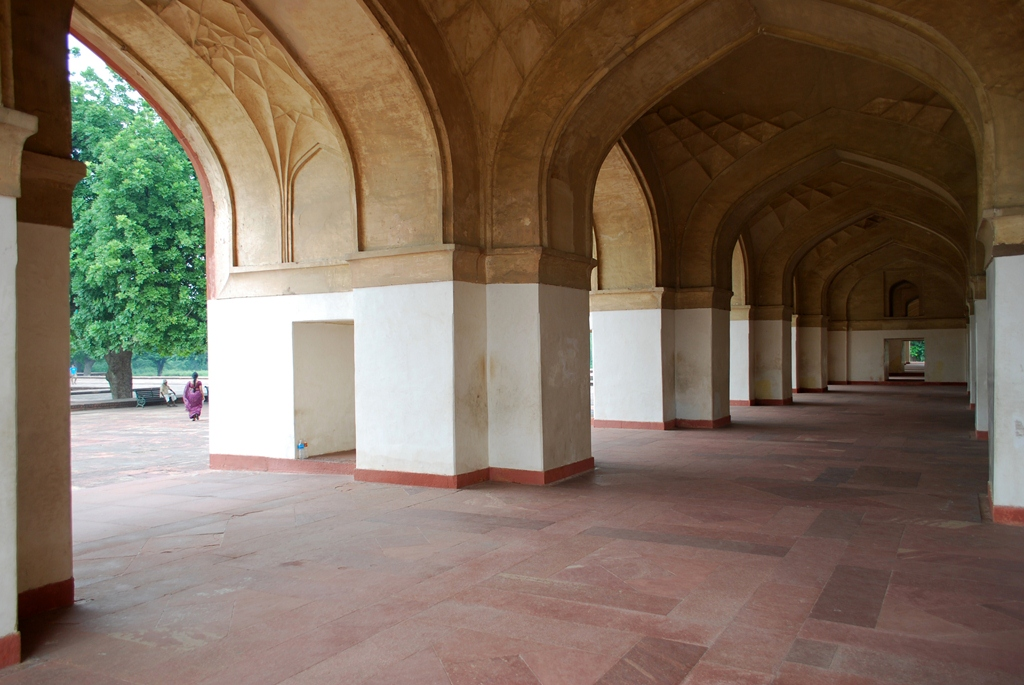
Circumferential Gallery around the cenotaph
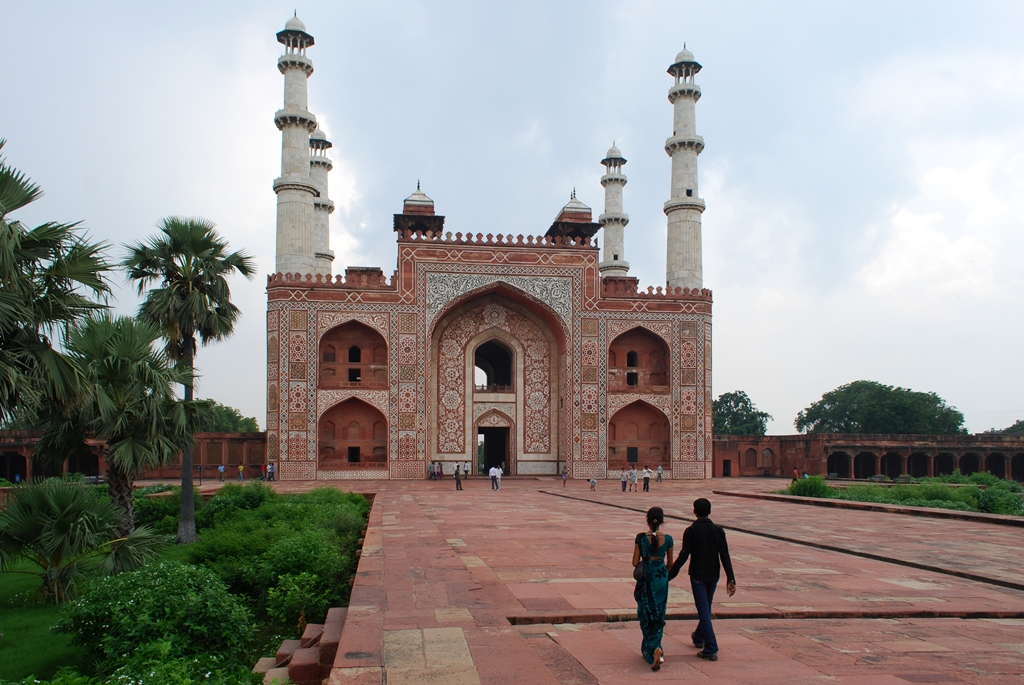
View of South Gate from Interior
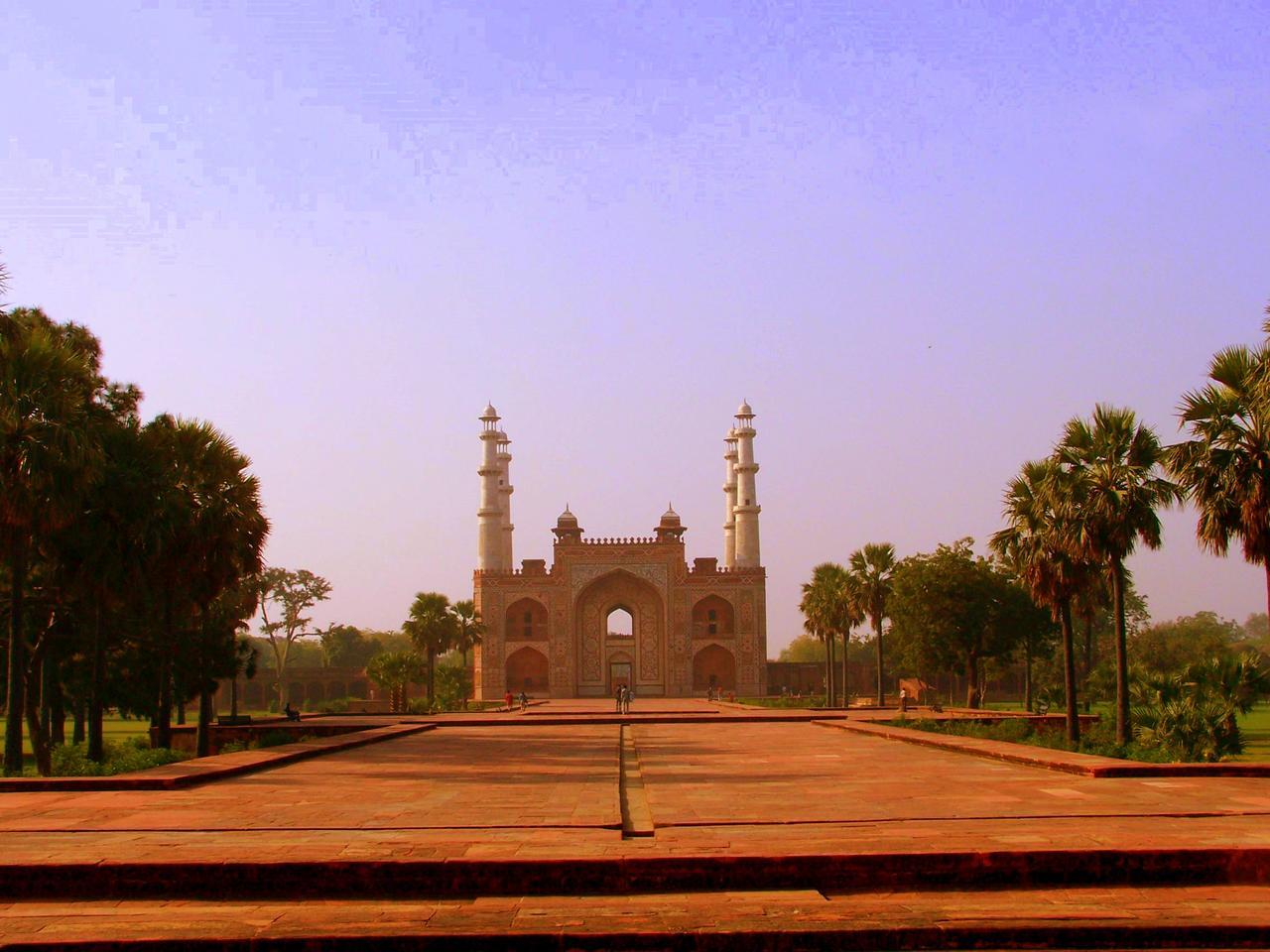
ورودی آرامگاه اکبرشاه.
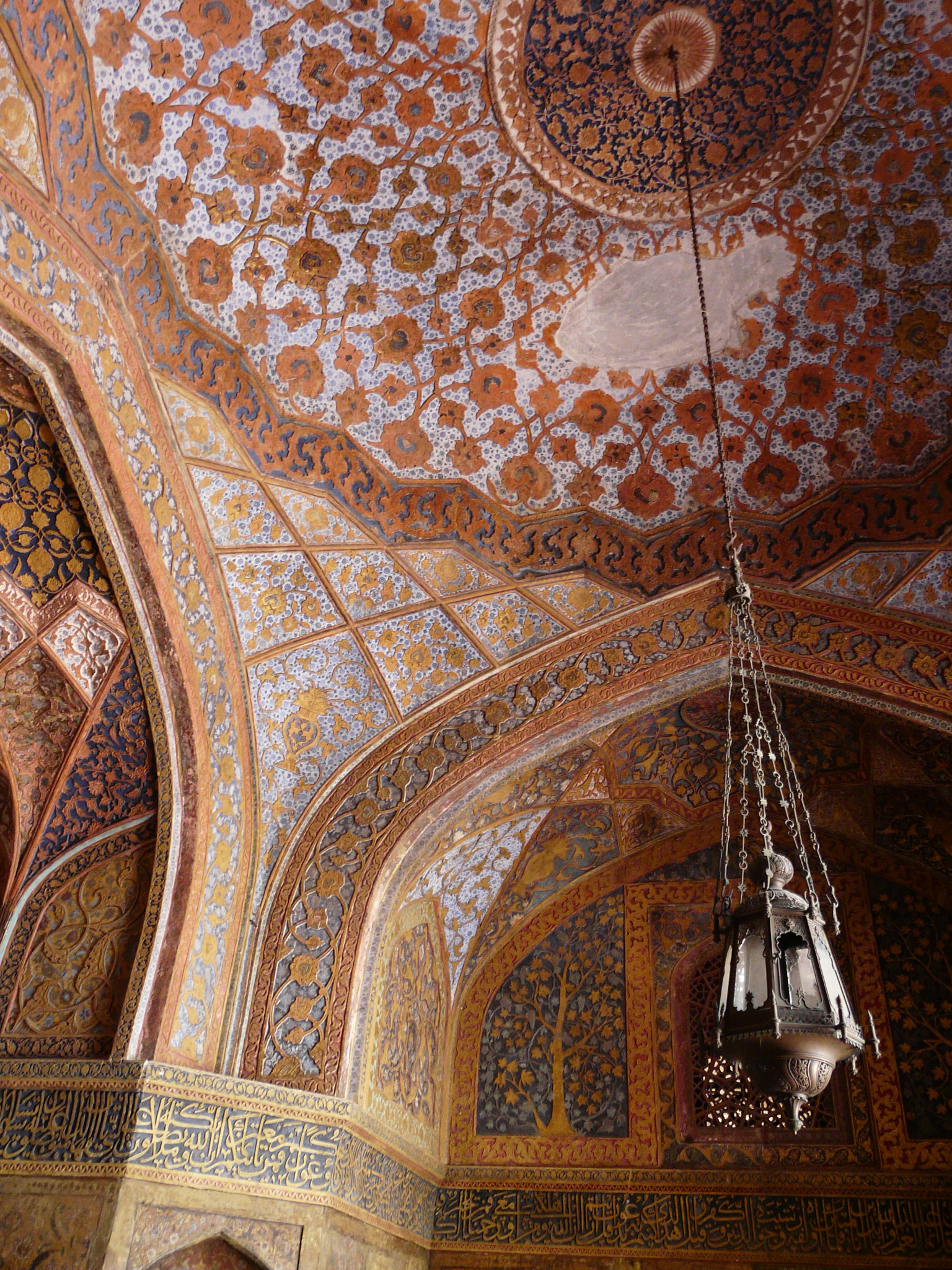
مقبره اکبر شاه اگرا.سکندرا
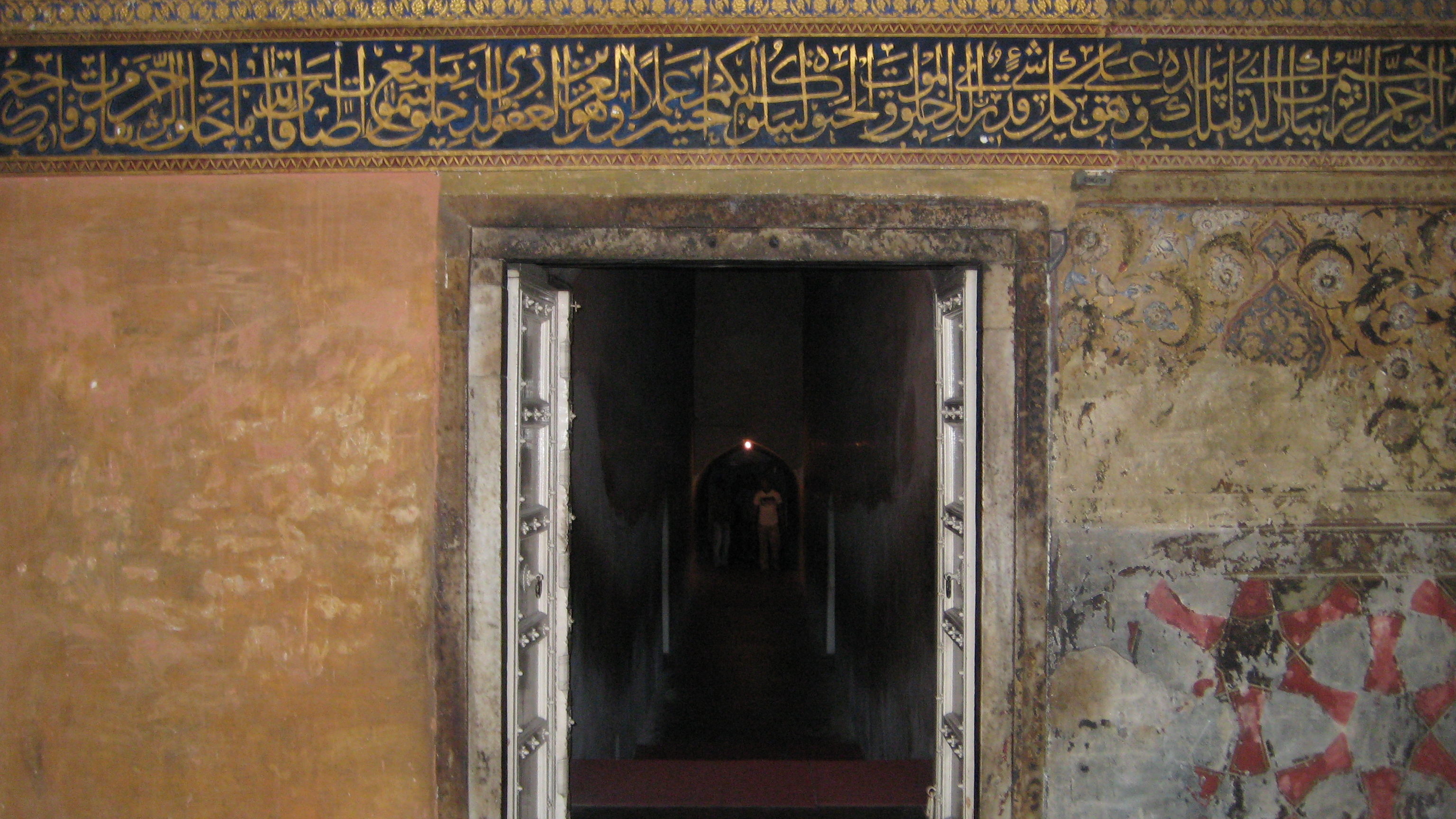
مدفن اکبر شاه.
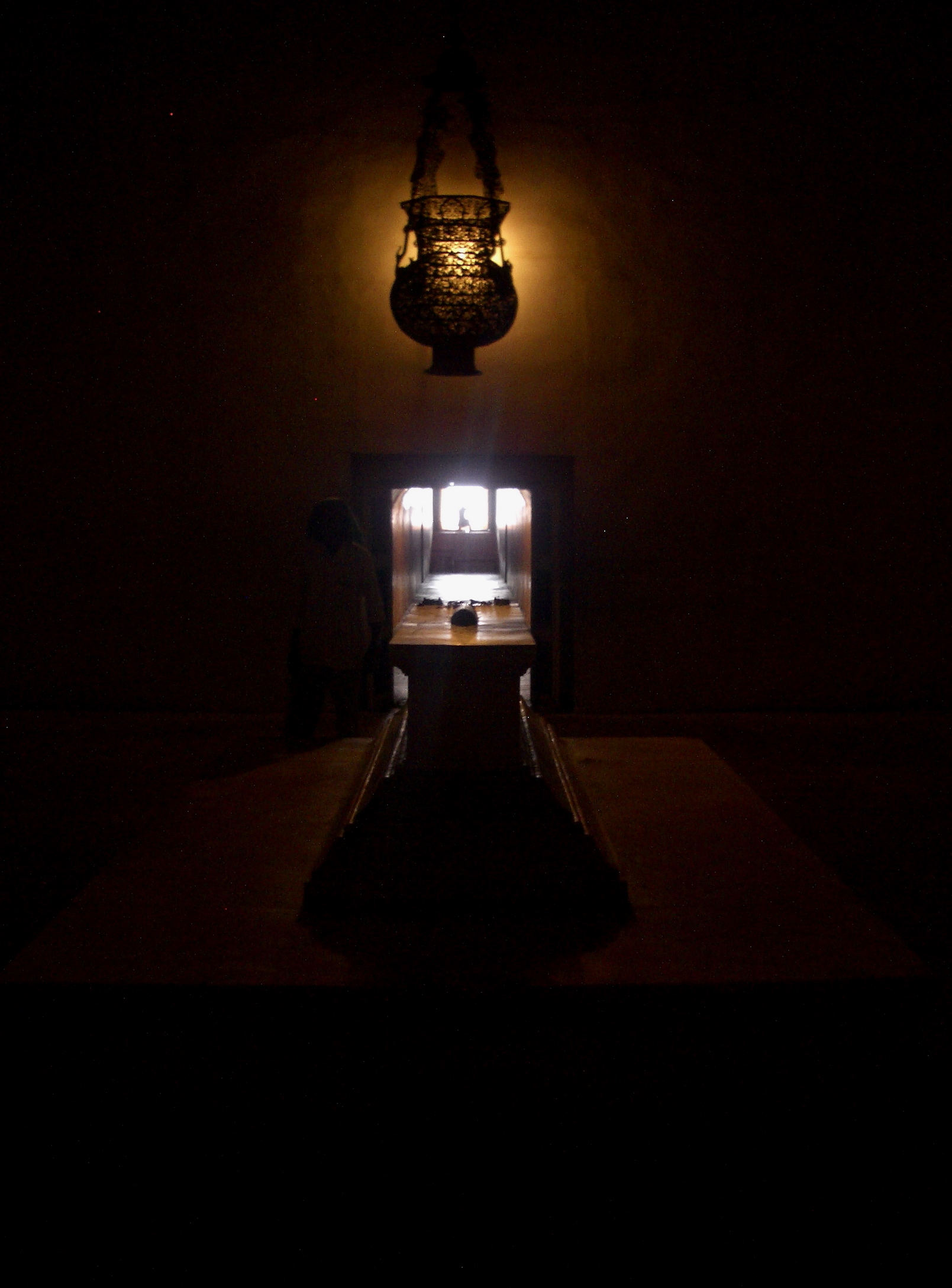
سنگ اصلی قبرآرامگاه اکبر،.
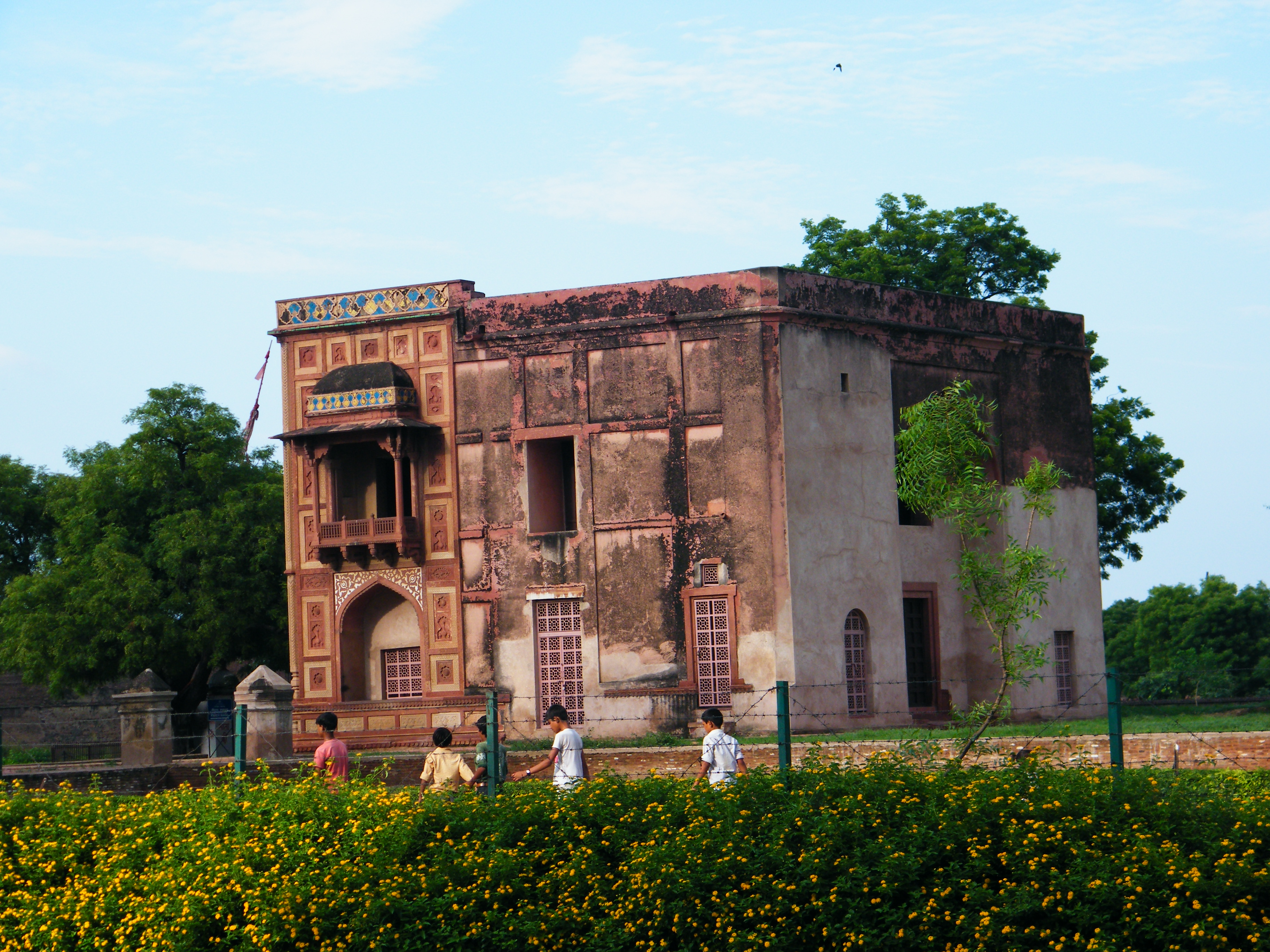
گنج محل.
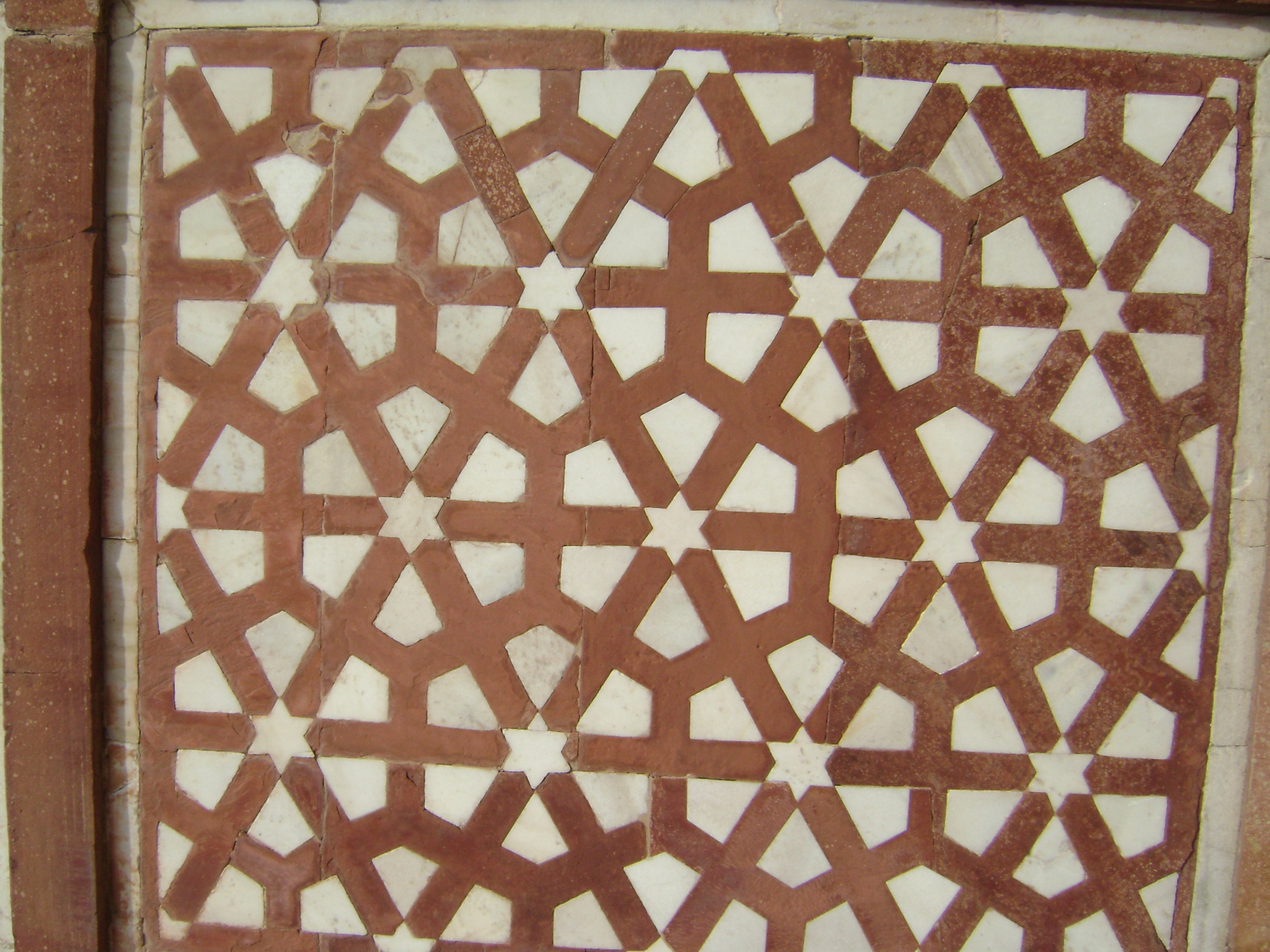
مقبره اکبر شاه
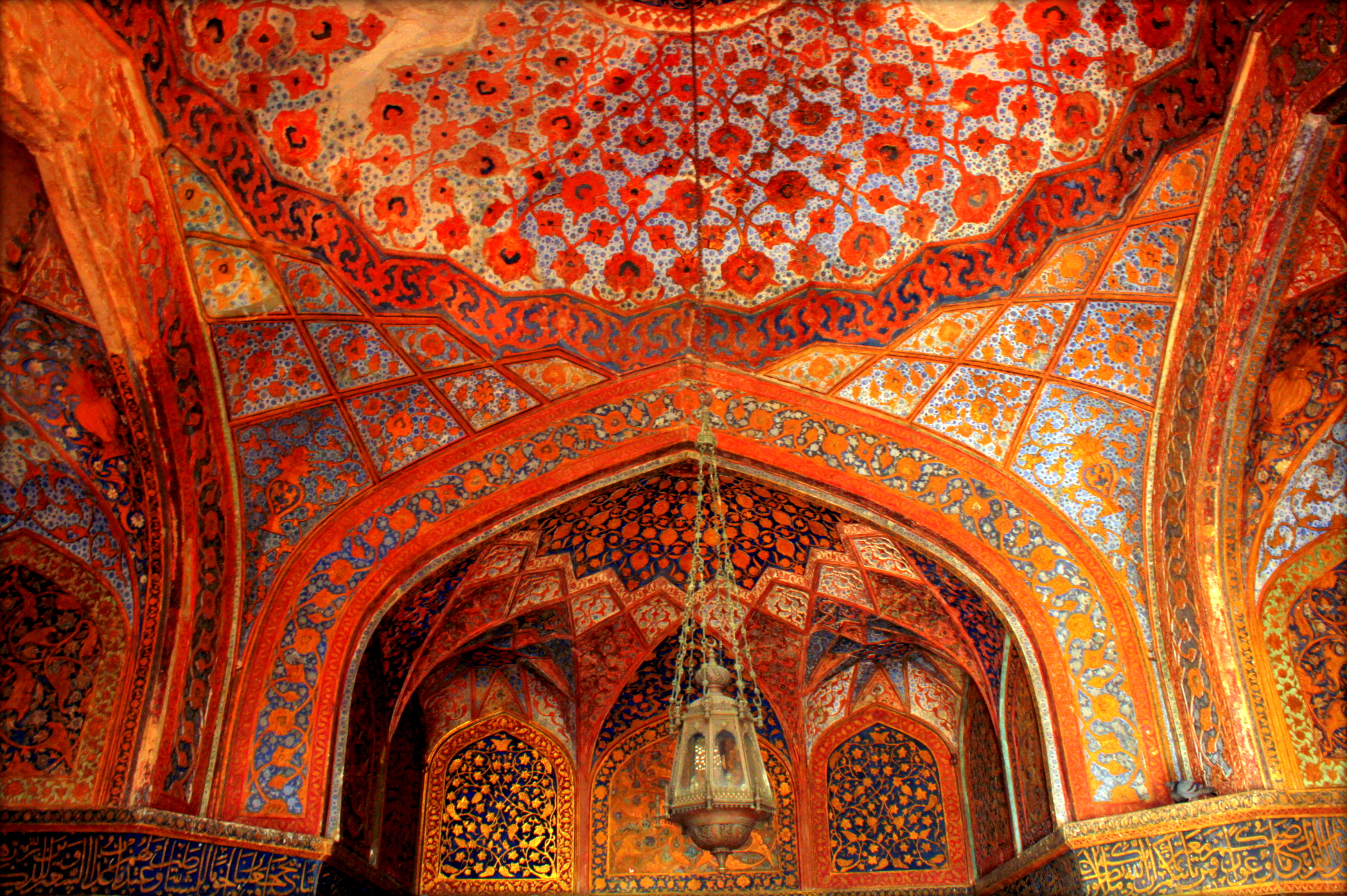
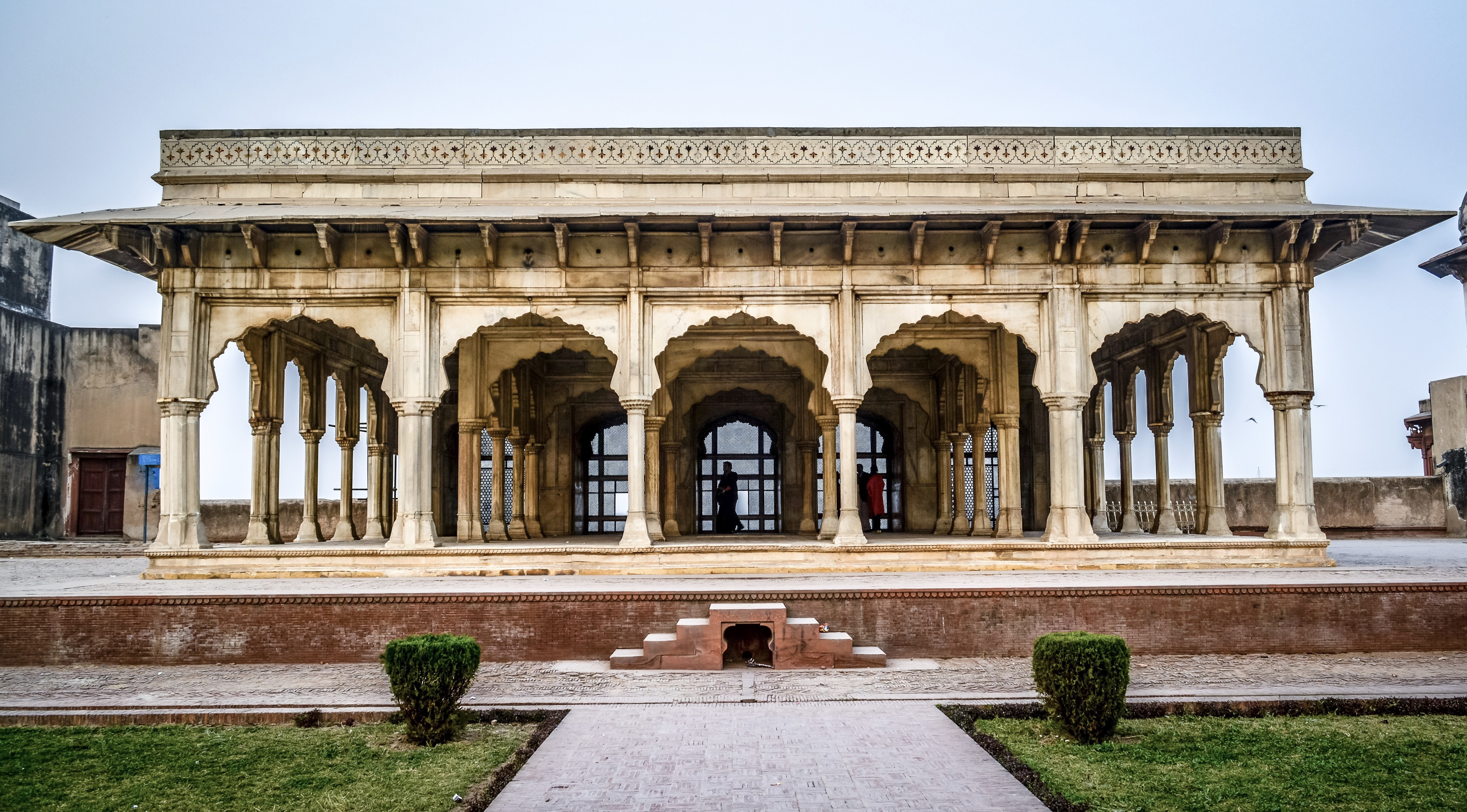
دیوان خاص
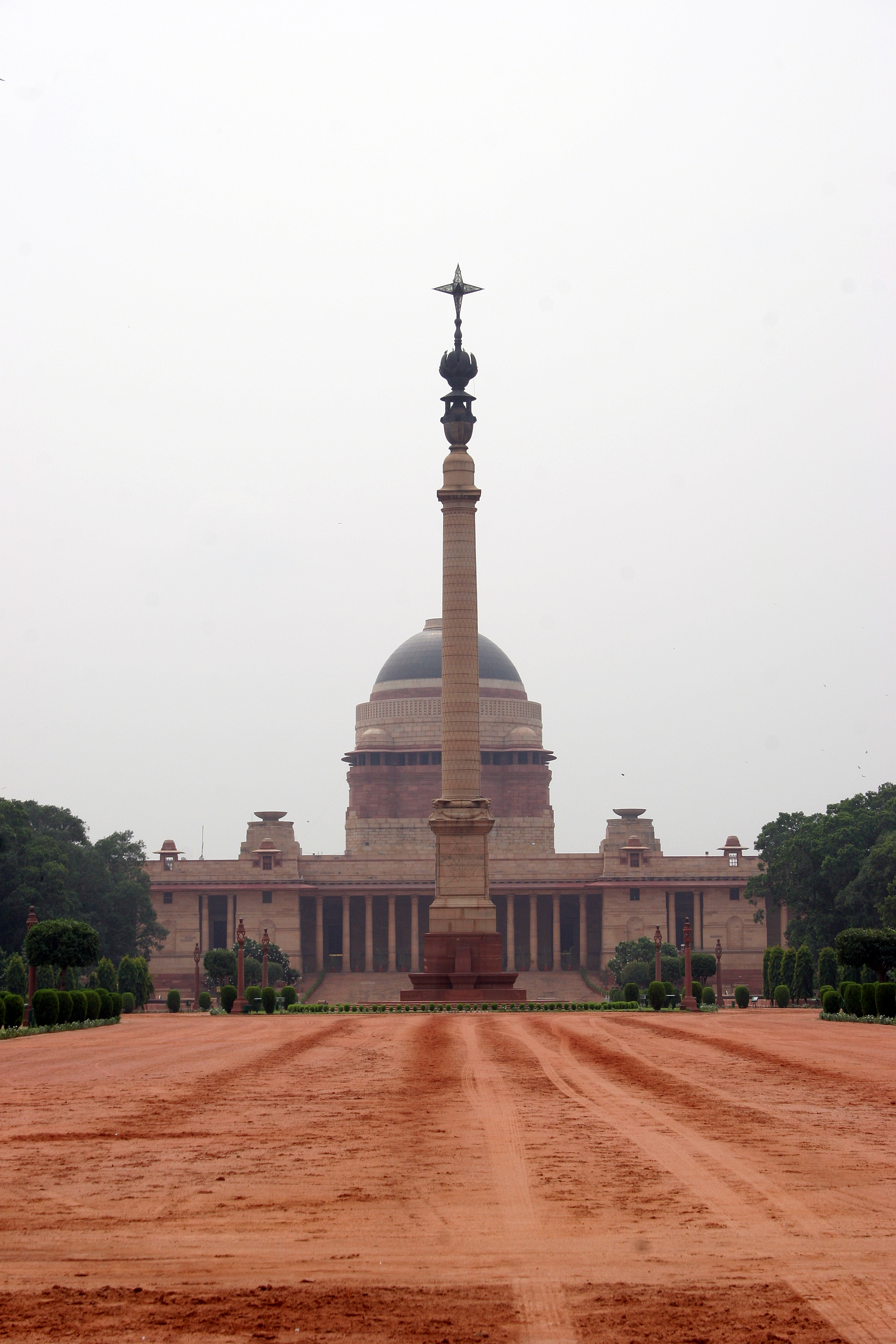
Rashtrapati Bhavan کاخ ریاست جمهوری.
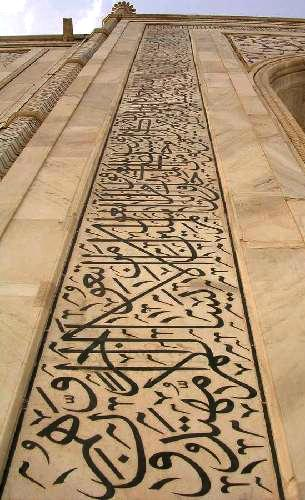
گوشه‌ای ازکتیبههای ثلث تاج محل به خط امانت خان شیرازی]]
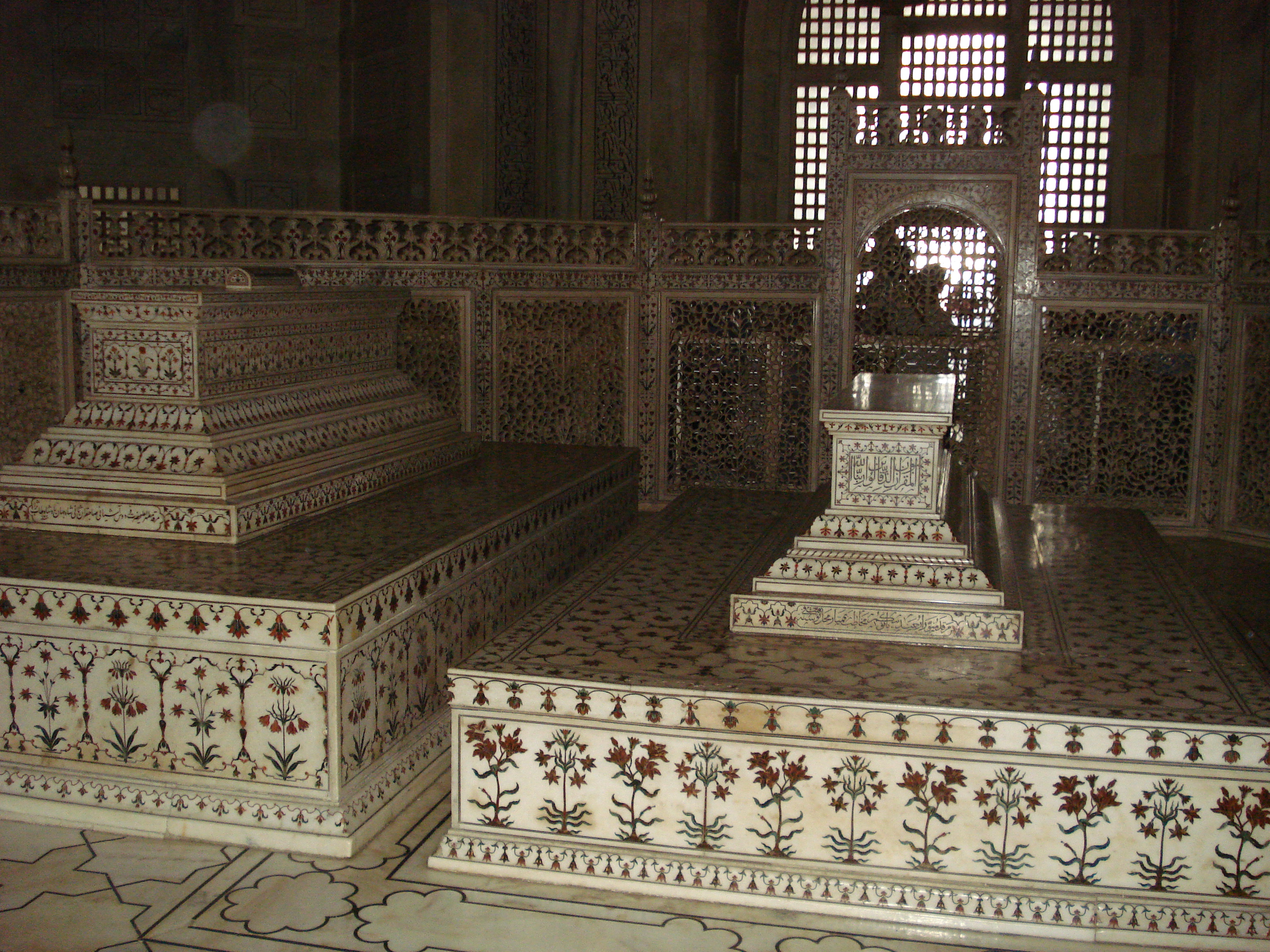
سنگ قبرارجمندبانو
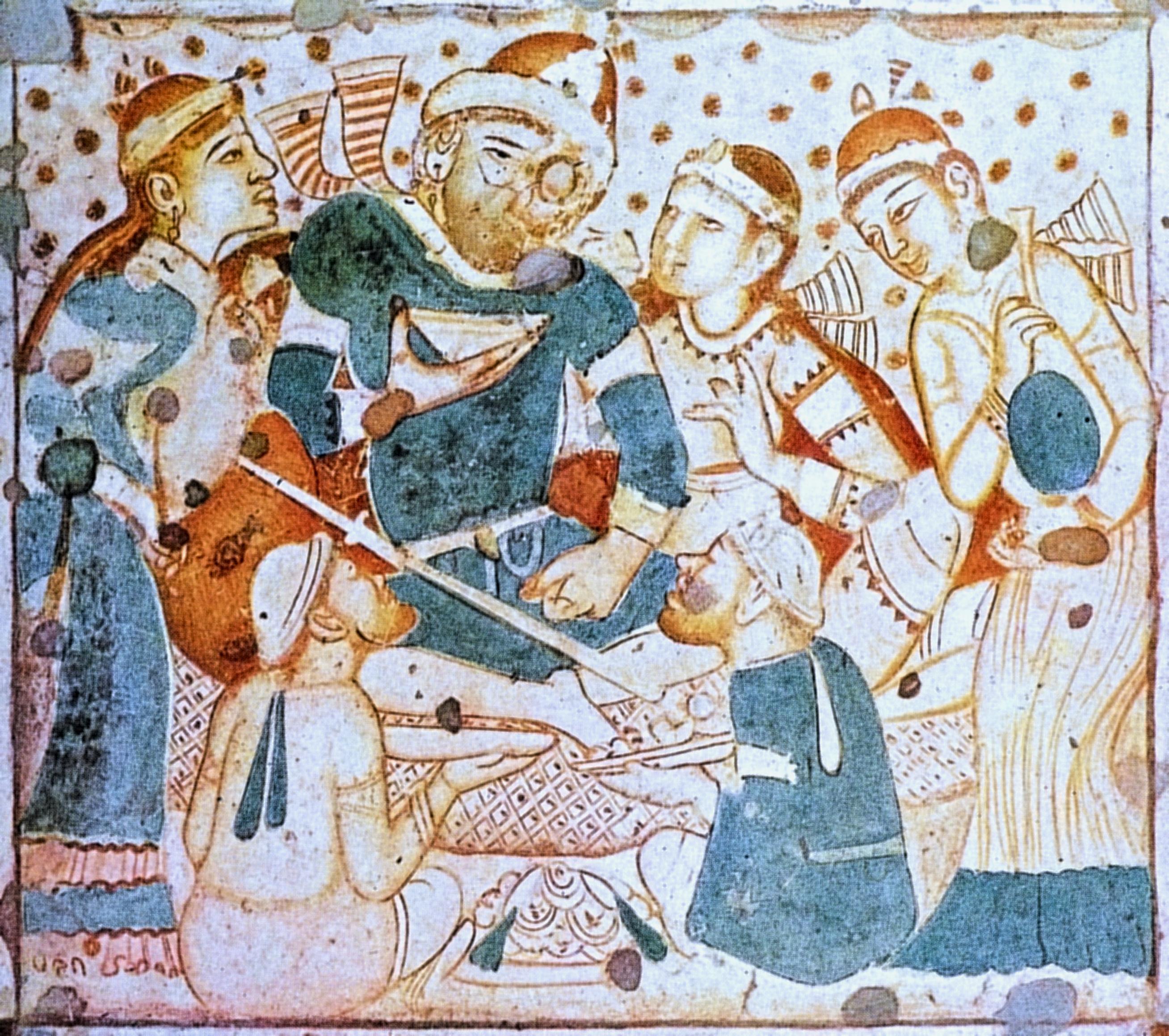
.غارهای آجانتا پادشاه خسرو پرویز ساسانی]]
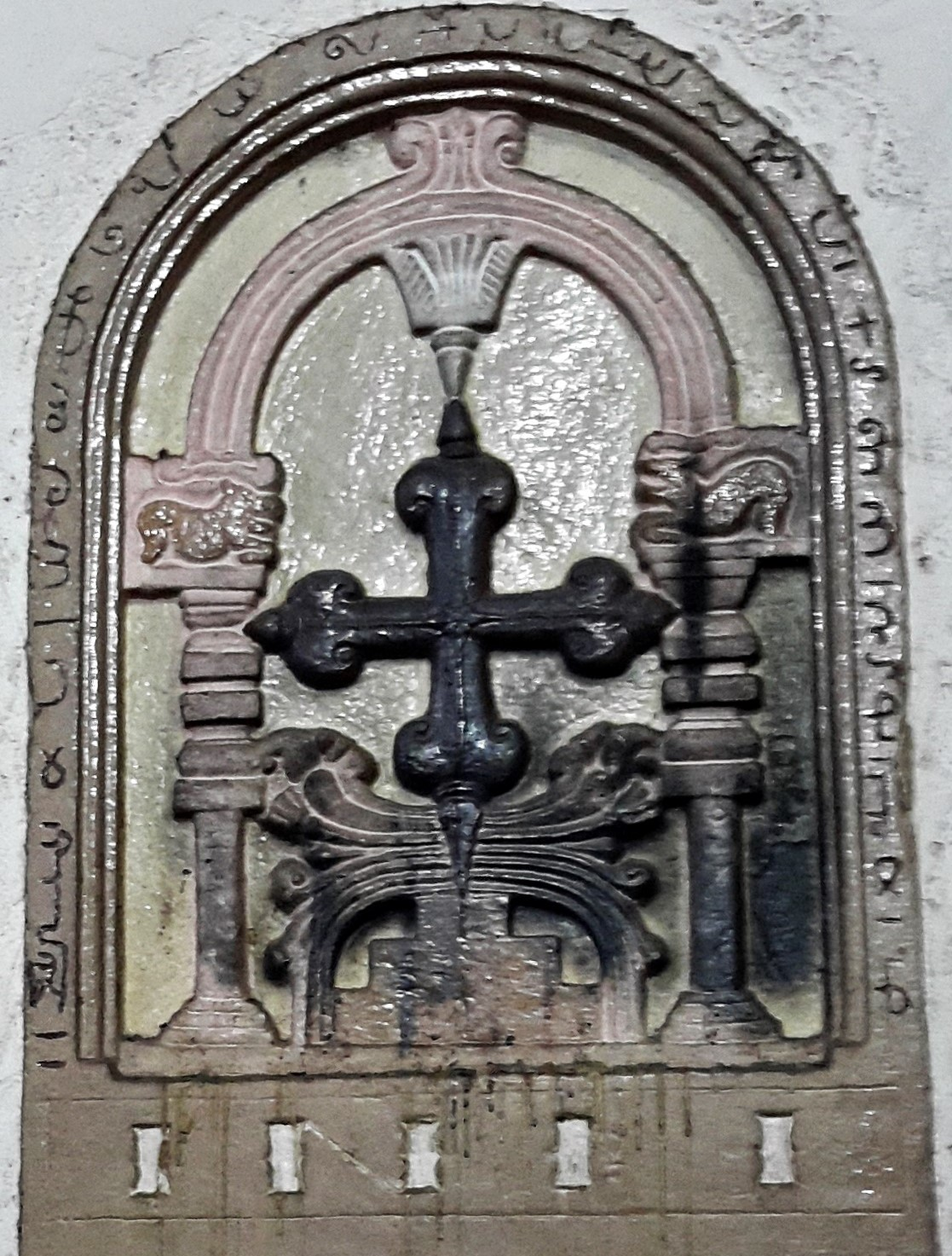
چلیپای سریانی به زبان پارسی پهلوی
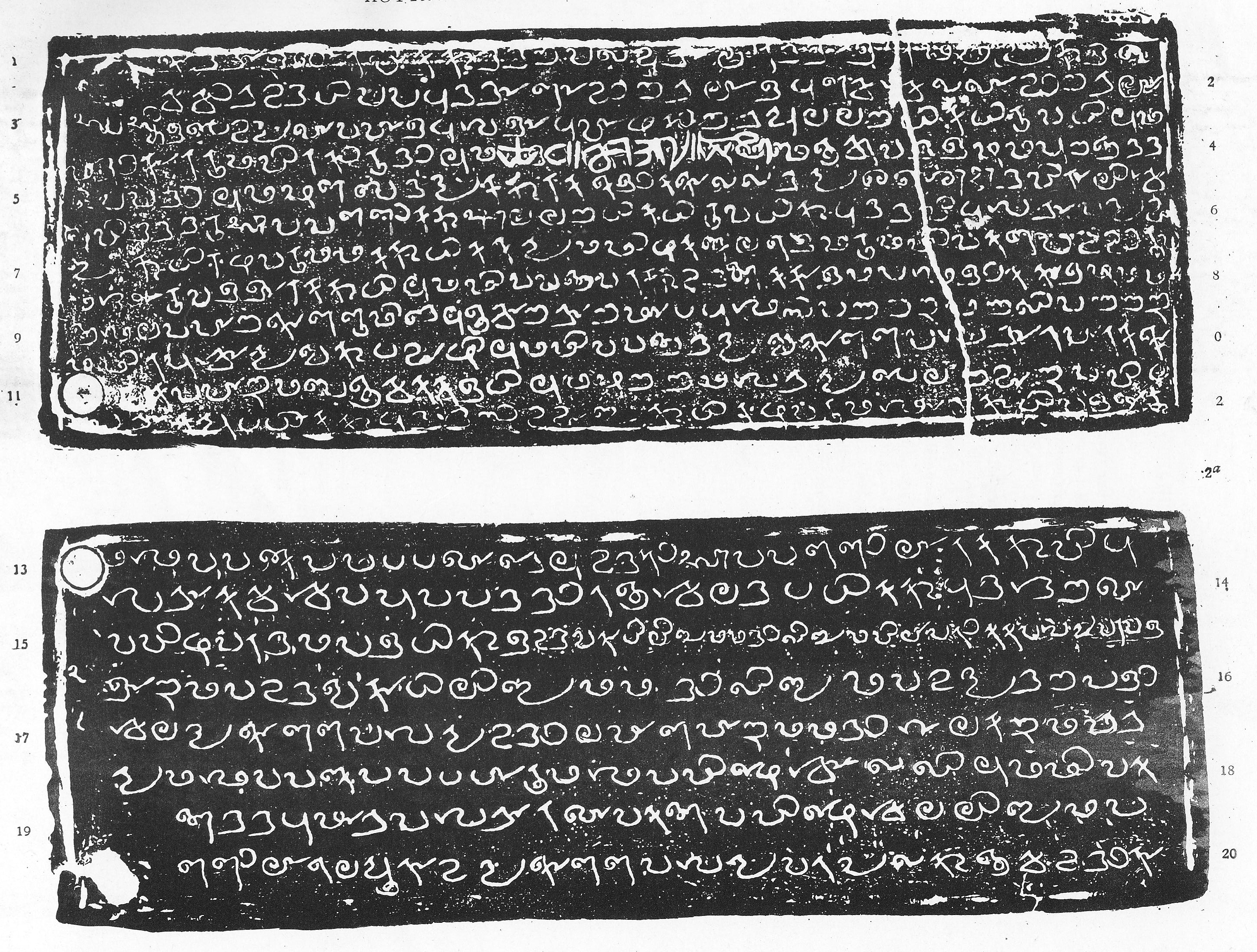
Tharisappalli copper plates
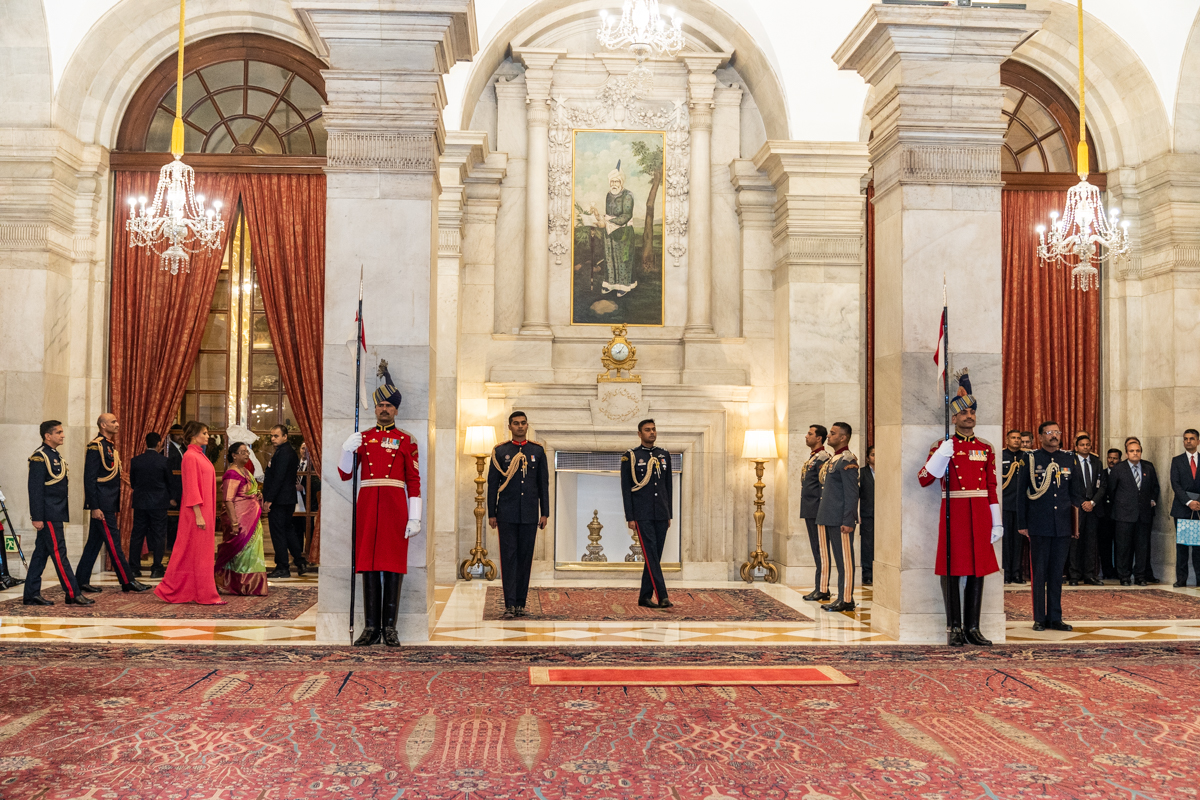
A portrait of Nizami Ganjavi in Rashtrapati Bhavan
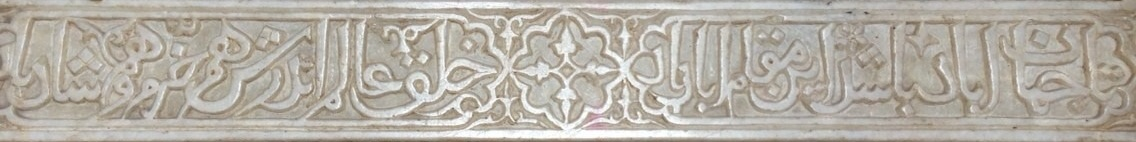
Persian inscriptions on Indian monuments
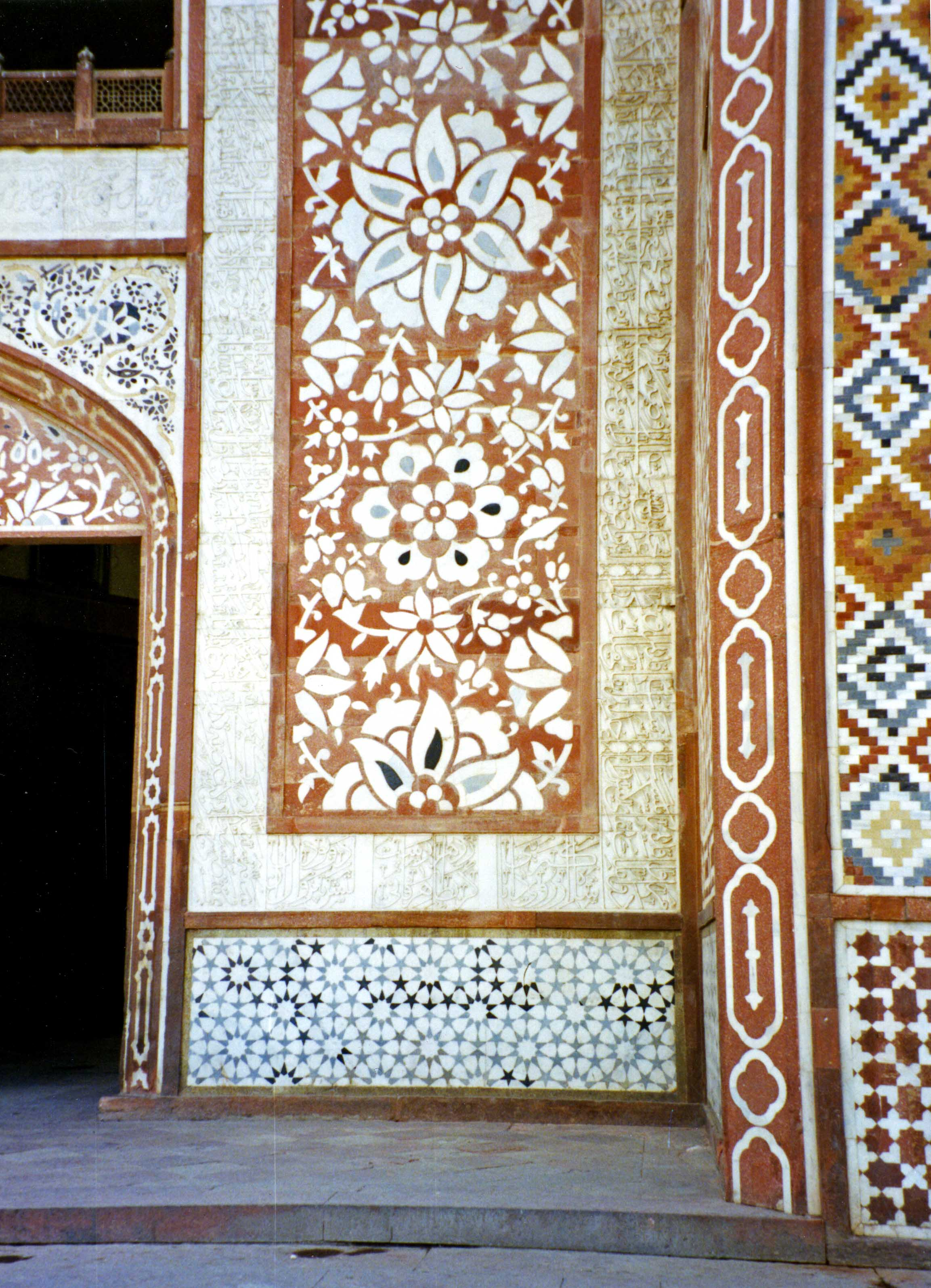
Akbar's Tomb inscribed with Persian
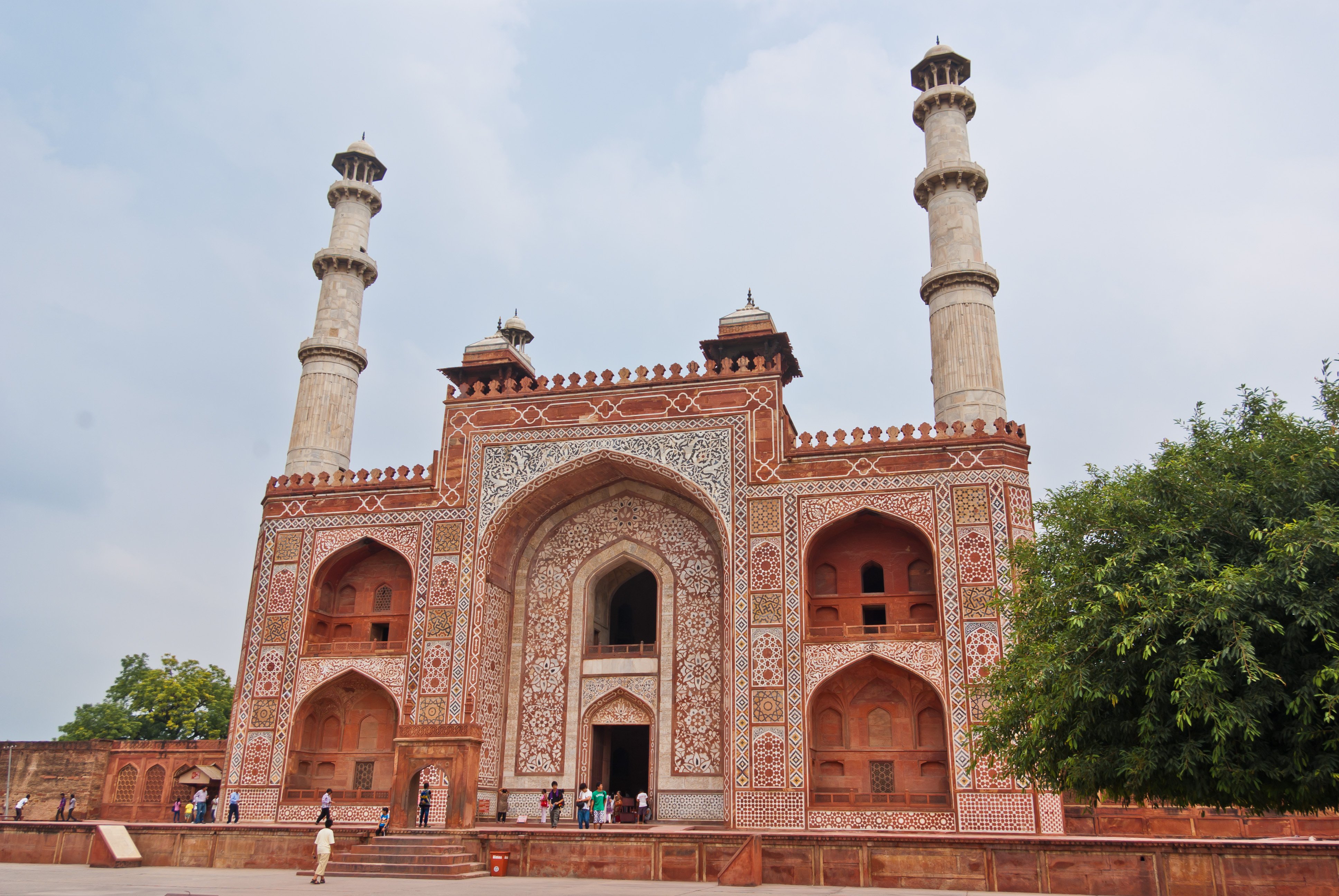
Akbar's Tomb at Agra.
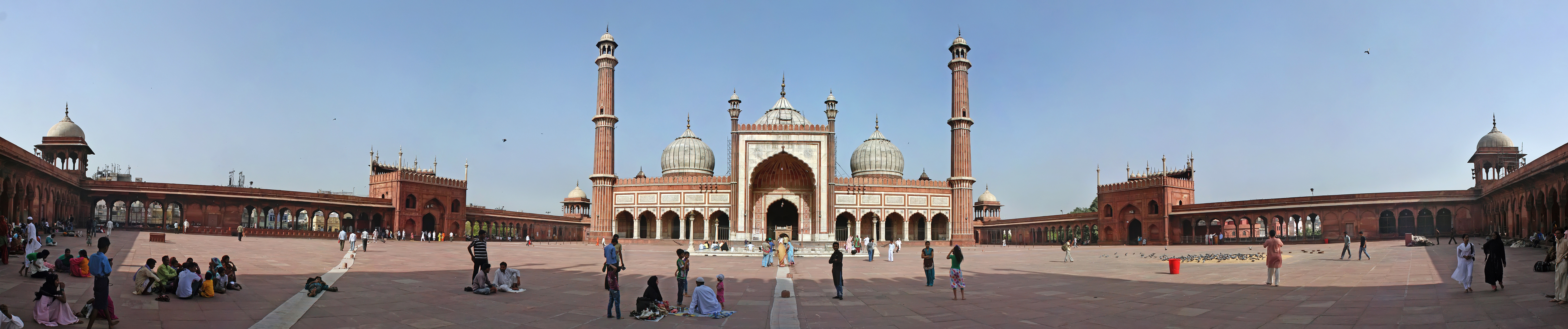
Jamamasjid]]
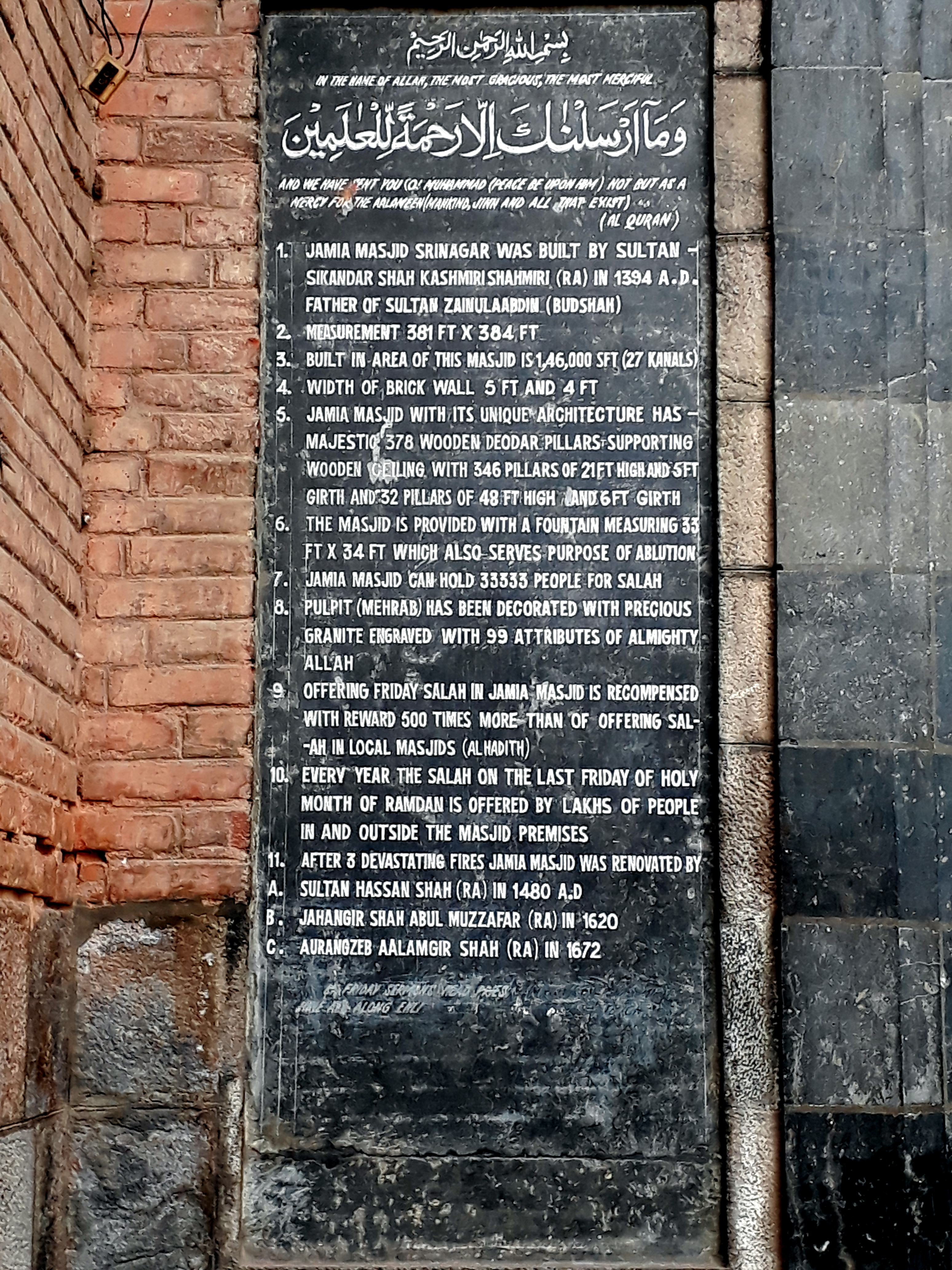
Plaque of Jamia Masjid another plaque is the order of the shahjahan in Persian]]
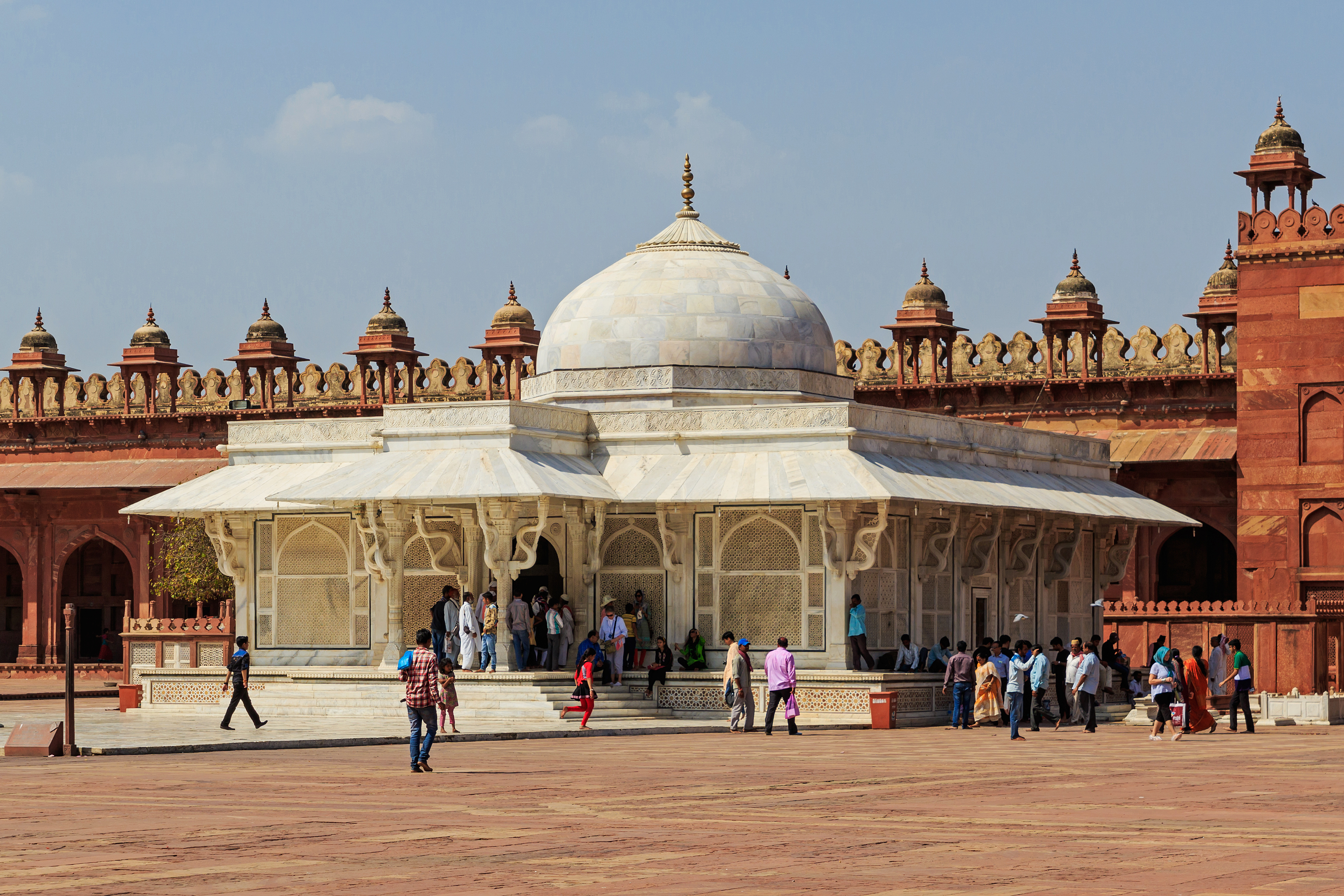
The tomb of Shaikh Salim Chisti finest examples of Mughal architecture ]]
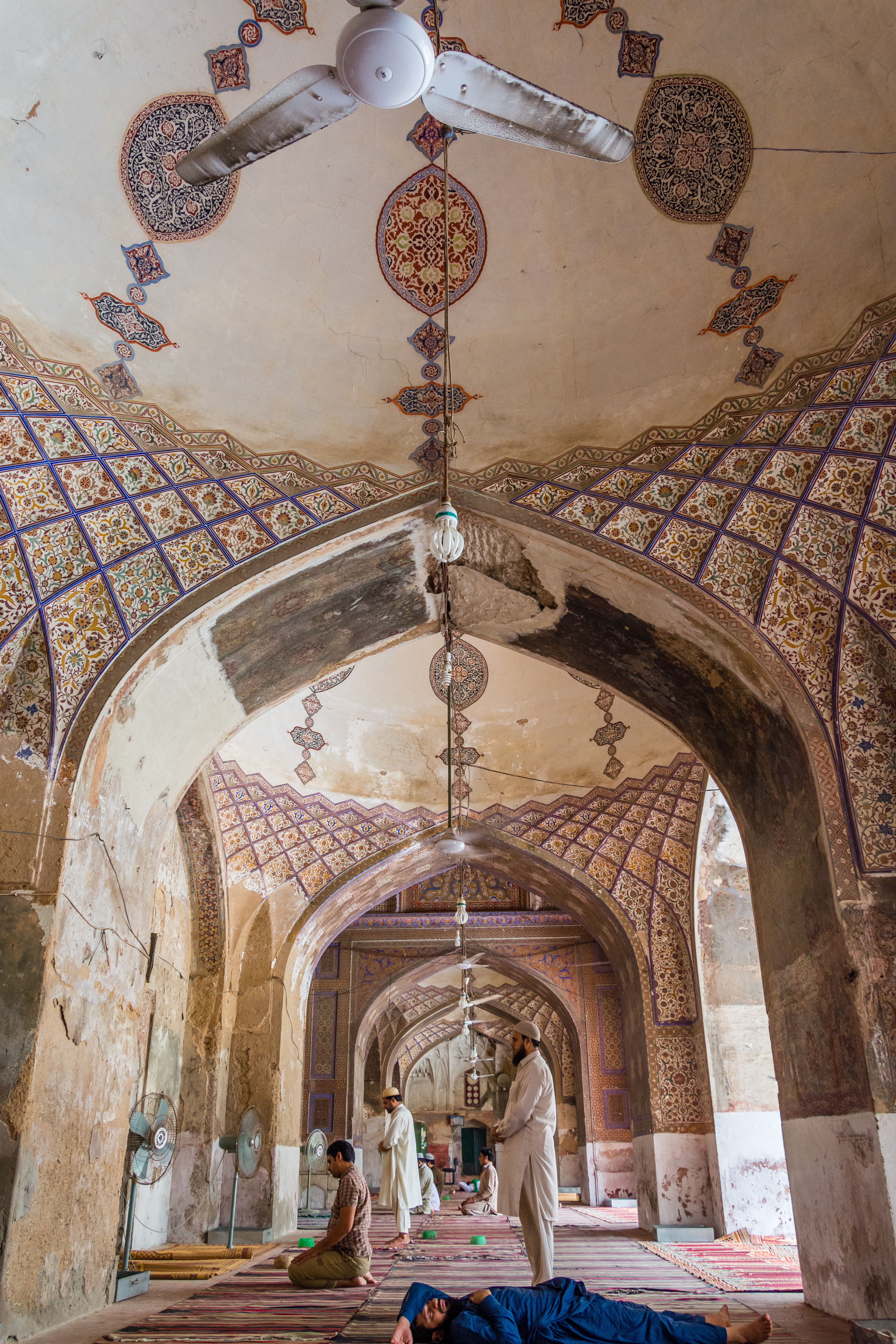
Begum Shahi Mosque is Lahore's earliest dated Mughal period mosque]]
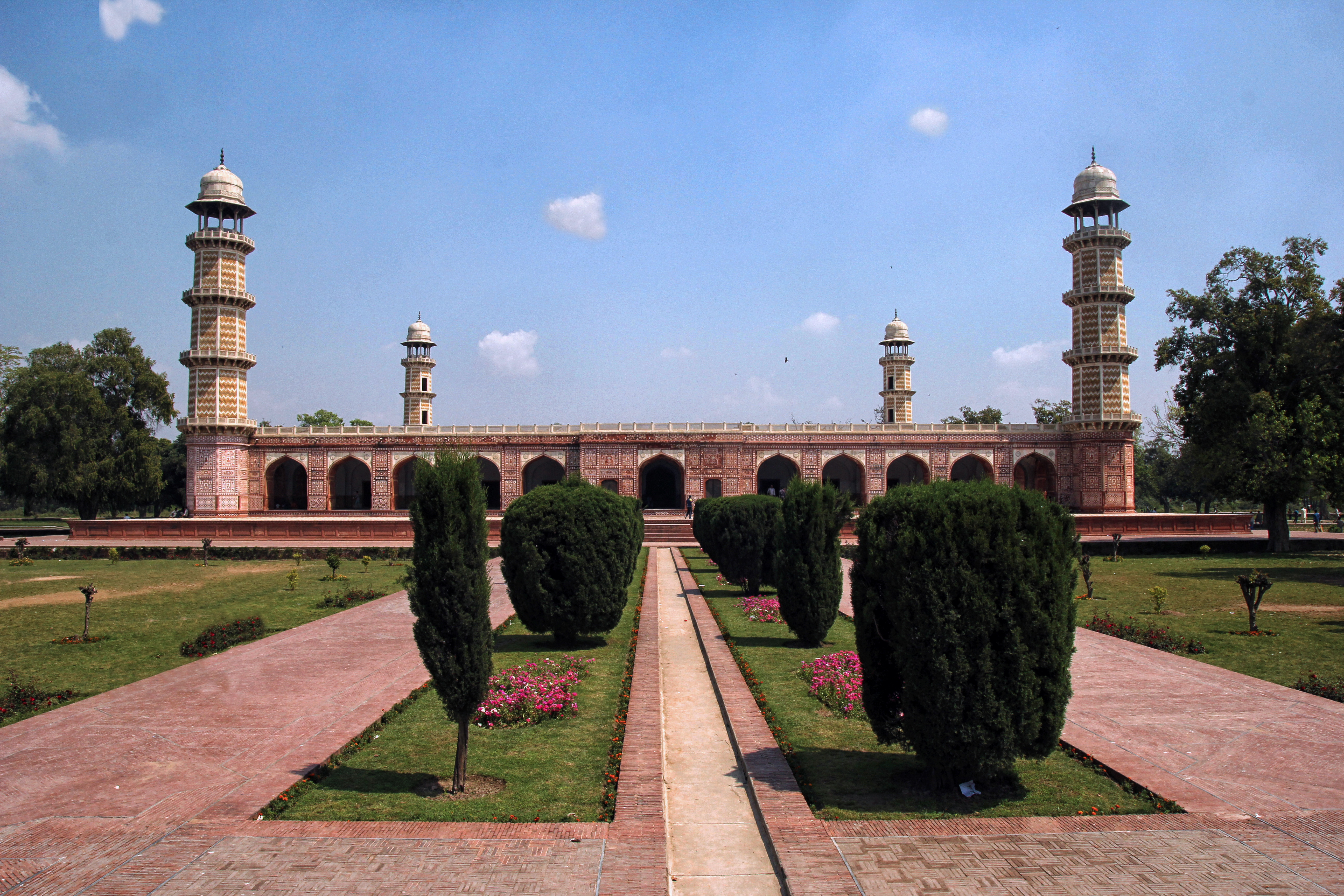
The Tomb of Jahangir
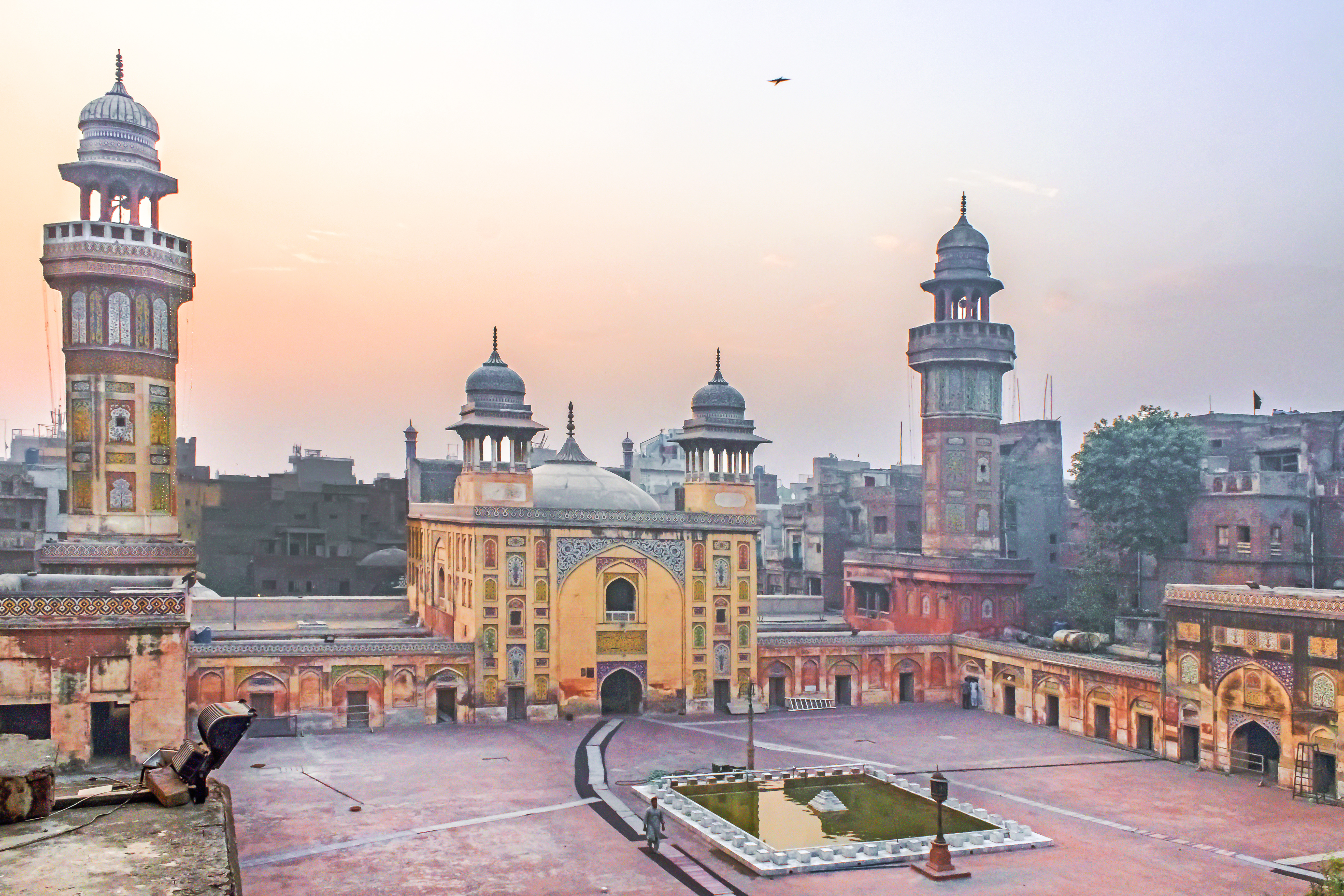
Wazir Khan Mosque
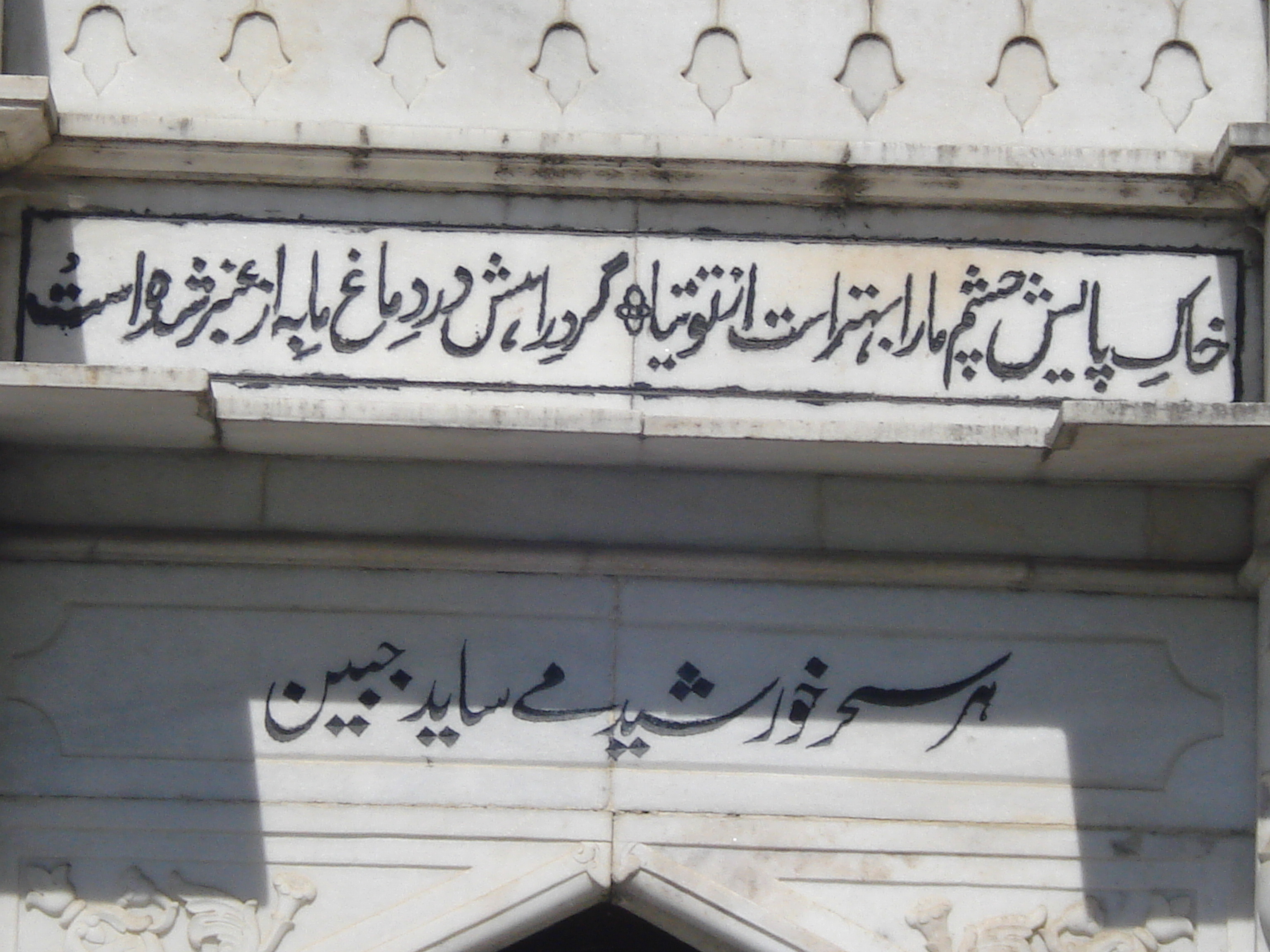
. Hazratbal Shrine kashmir srinagar
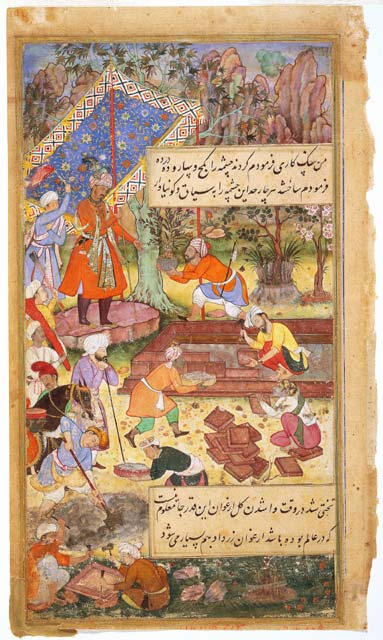
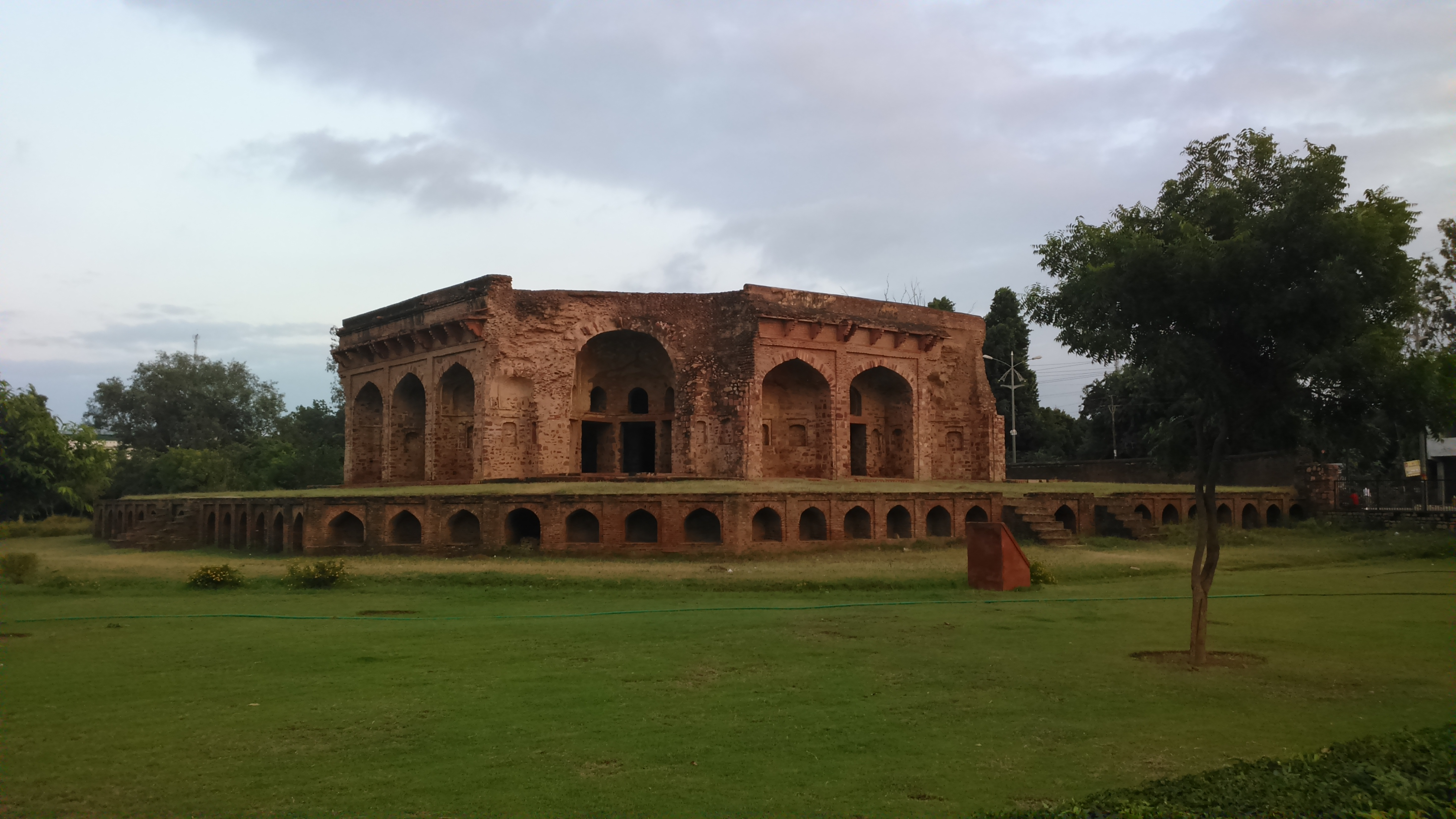
An unknown Lodi tomb in Akbar's Tomb complex
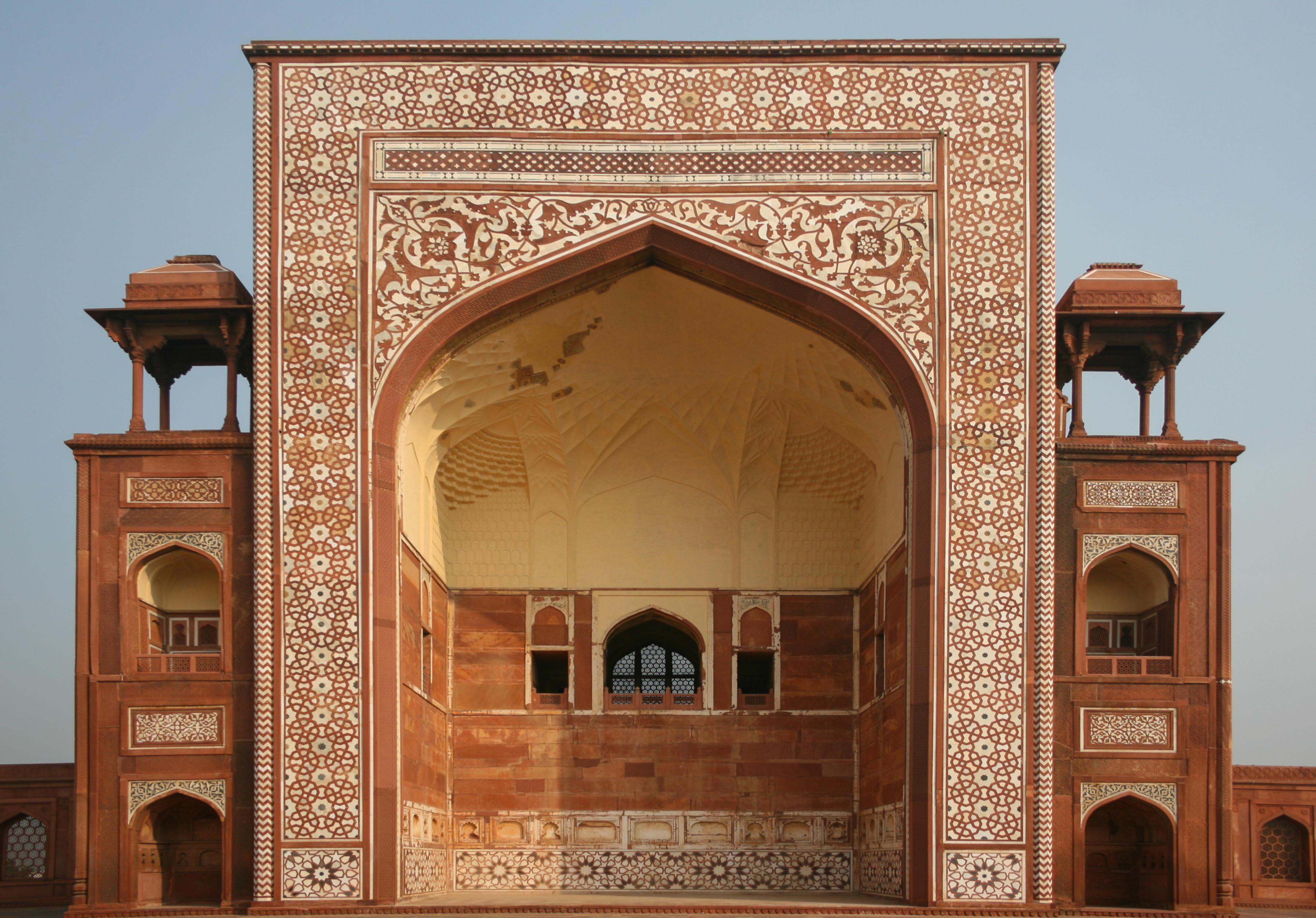
Barrel vault
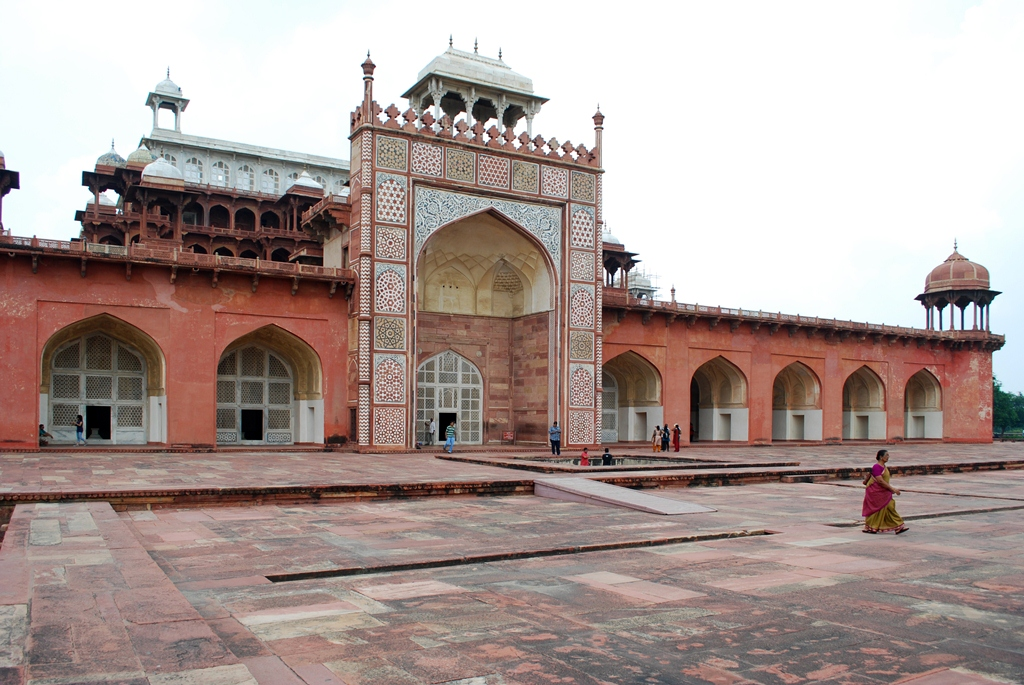
Front Façade
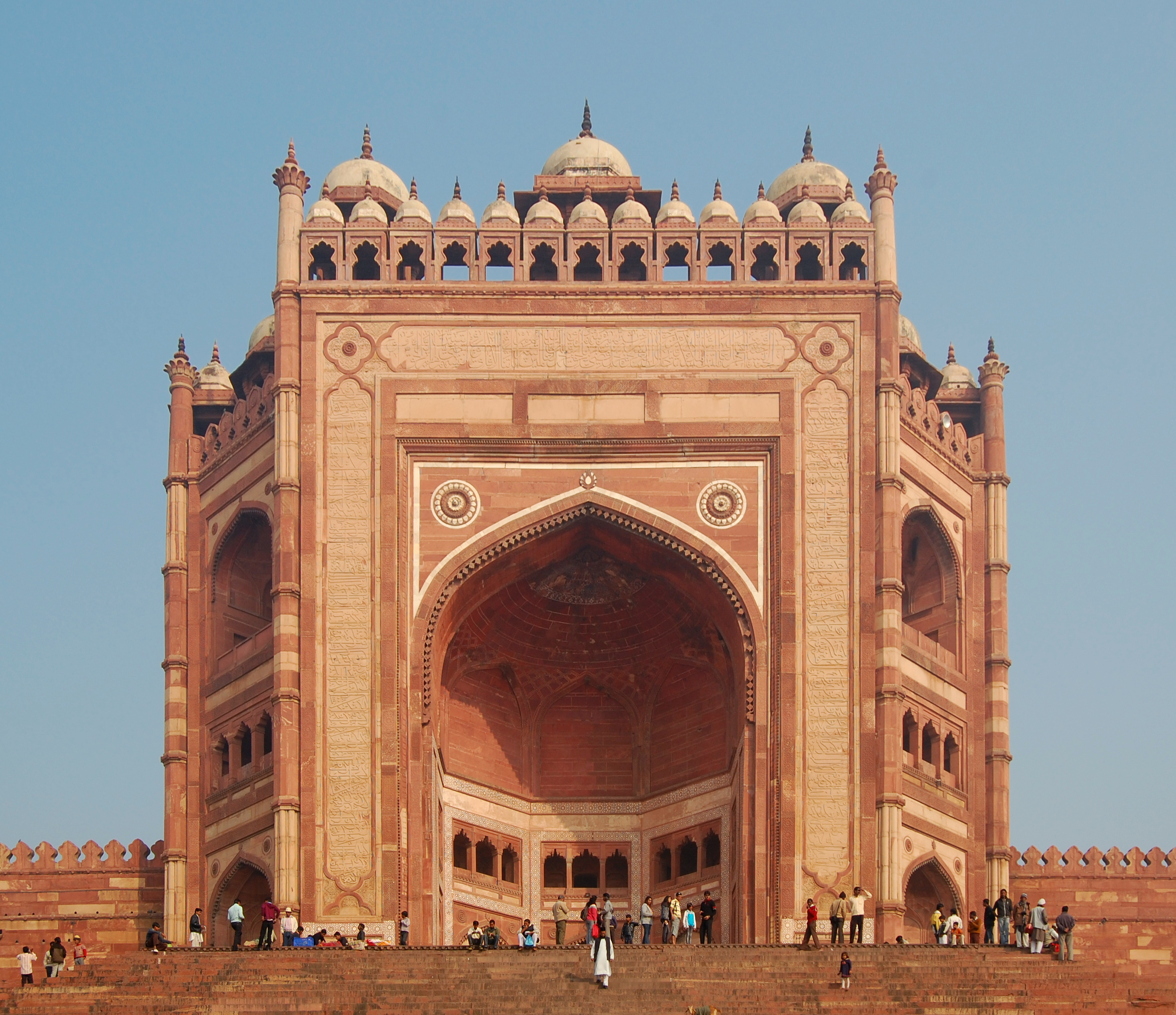
Fatehpur Sikiri Buland Darwaza gate
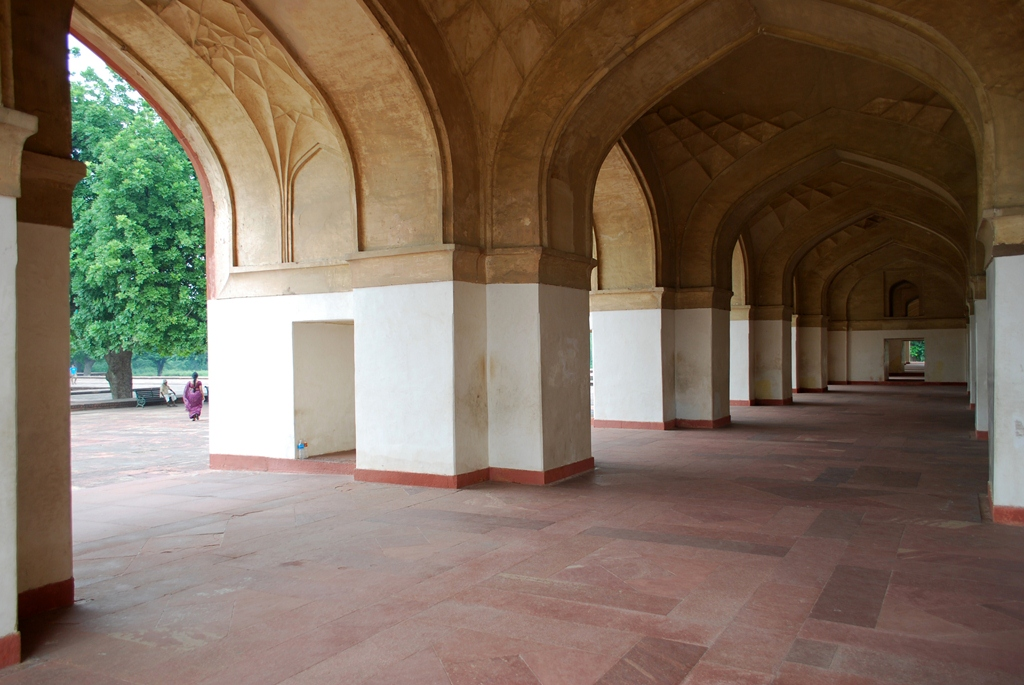
Circumferential Gallery around the cenotaph